# Historia de Pachuca de Soto

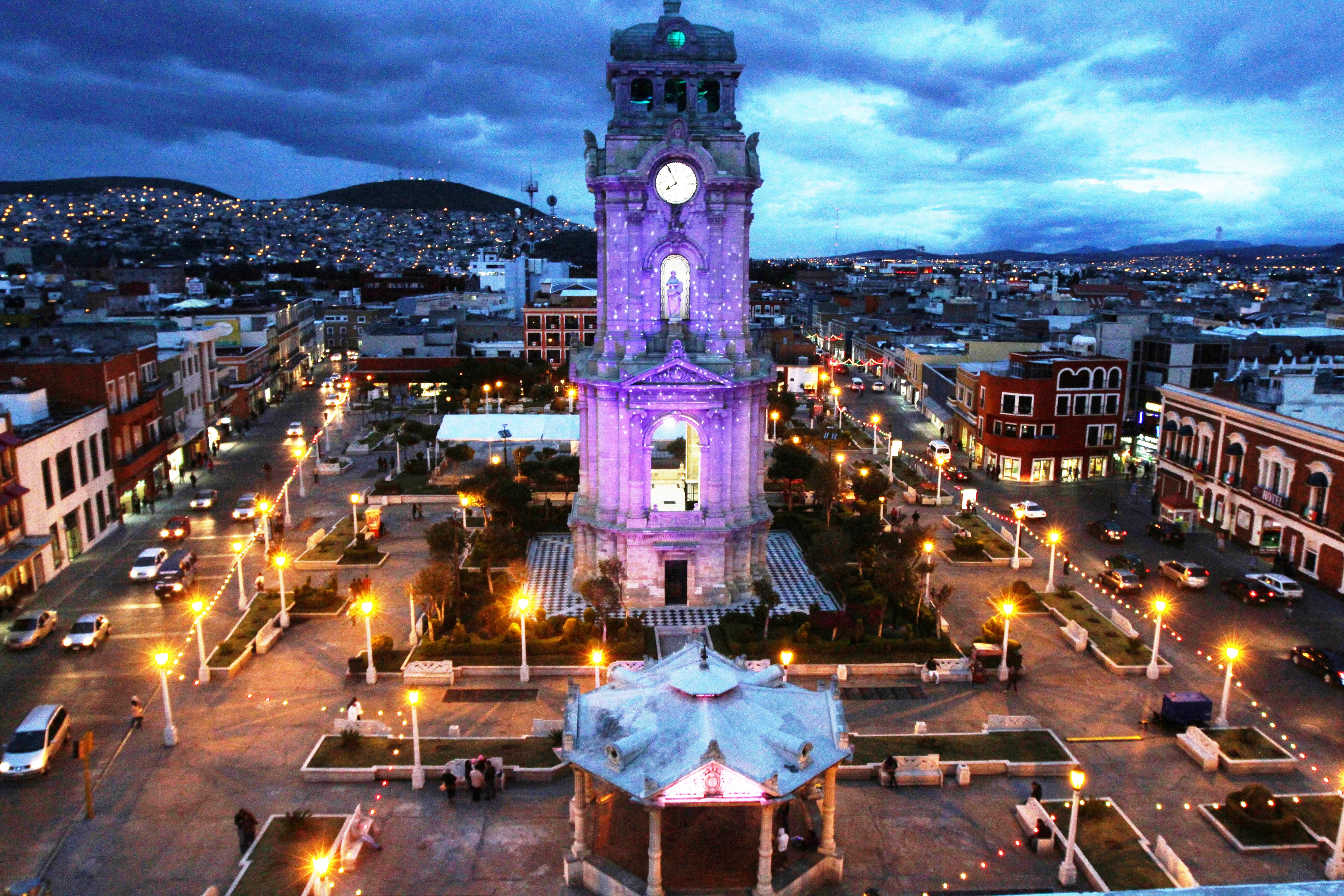
Plaza Independencia en 1746, aparece como "Plaza de toros de Avendaño". Durante el se transforma en un centro comercial y cultural. A partir de 1841, al establecerse un terminal de diligencias, se le conoce como "Plaza de las Diligencias". A medidos del diversos vendedores se asentaron en la parte sur de la plaza; esa porción terminó llamándose "Plazuela del Carbón". Con la erección del estado de Hidalgo y la construcción del Reloj Monumental cambia de nombre a "Plaza Independencia". De 1900 a 1990, experimentó diversos cambios entre remodelaciones principalmente y las construcciones que le circundan, han sido objeto de constantes cambios. En 1992 se construye la Pérgola Abundio Martínez. La remodelación más reciente es en 2015 con la construcción del Centro Cultural El Reloj.

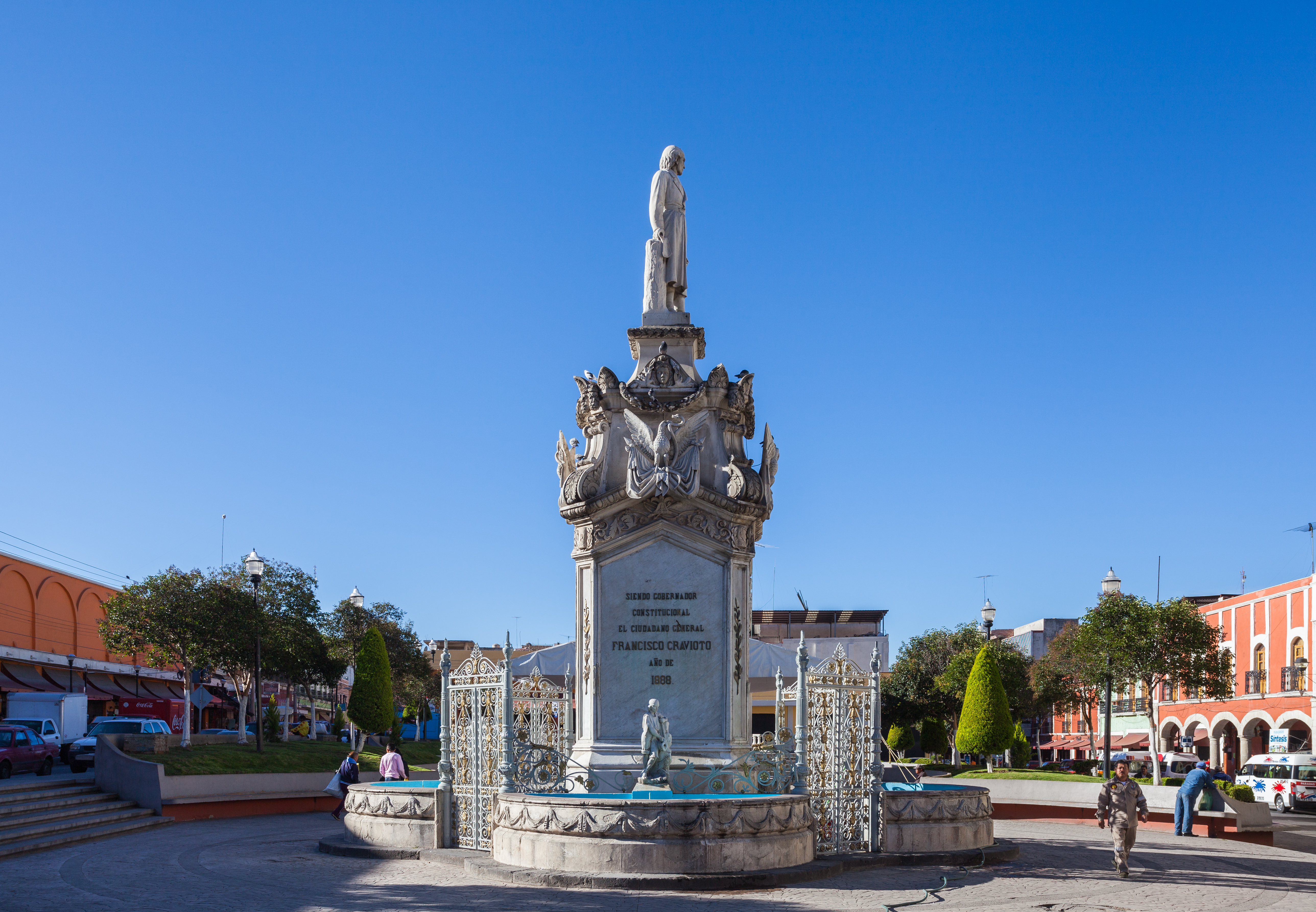
Plaza Constitución; en sus orígenes, se denominó Plaza Real o Plaza Mayor, por los españoles que la crearon en 1550. El 19 de marzo de 1813, se cambió el nombre de manera oficial, el nombre de la plaza se debe a la Constitución de Cádiz nombre dado por las autoridades de la Nueva España; la mayoría de la población le atribuye su nombre a la Constitución de 1857, o la Constitución de 1917.

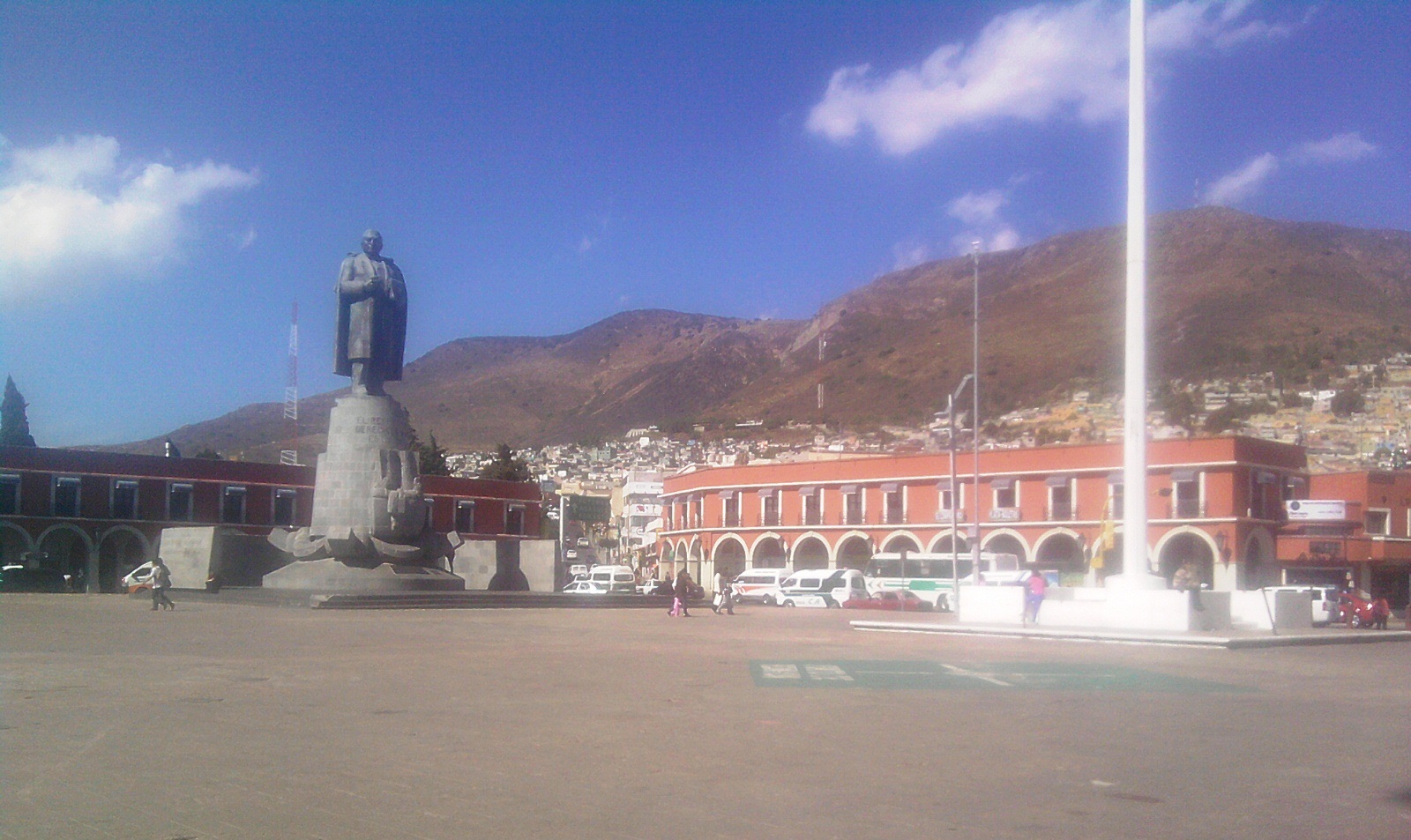
Plaza Juárez, surge al ser demolido el edificio de la estación del Ferrocarril Hidalgo, donde se construyó en 1957 la plaza. En ella se encuentra el Palacio de Gobierno del Estado de Hidalgo, el Teatro Hidalgo Bartolomé de Medina y el Jardín de los Hombres Ilustres; en esta plaza se coloca el árbol navideño de la ciudad y se da el grito de independencia por parte del gobernador del estado.

La historia de Pachuca de Soto data del siglo XV, cuando fue fundada por un grupo mexica. La ciudad formaba parte de uno de los centros mineros más importantes de la Nueva España, ya que es aquí donde, por primera vez, se utilizó el método de amalgamación para la obtención de la plata, conocido como beneficio de patio.
Al inicio de la guerra de independencia las minas fueron abandonadas; en 1813, Pachuca recibe el título de Ciudad, mediante el pago de 3000 pesos que efectuó Francisco de Paula Villaldea. El 16 de enero de 1869, por decreto presidencial de Benito Juárez, se crea el estado de Hidalgo, designando como capital del estado a la ciudad de Pachuca.
De principios del siglo XIX, Pachuca de Soto y Mineral del Monte tuvieron un periodo de asociación con Cornualles, Inglaterra, la comunidad córnica e inglesa se estableció en la región, disminuyendo solamente durante la primera mitad del siglo XX. Así, se organizaron y formaron un equipo, el "Pachuca Atletic Club", considerado uno de los primeros equipos oficiales de México, razón por la que a la ciudad se le conoce como la Cuna del Fútbol Mexicano.
Durante la etapa pos revolucionaria la historia, está ligada fuertemente a la minería; siendo dividida en tres períodos: el primero de 1920-1940, que oscila entre el estancamiento y la decadencia; el segundo de 1940-1965 que se mueve entre la decadencia y el repunte; y finalmente el período entre 1965-1990, que tuvo como característica el crecimiento minero. A partir del gran crecimiento que ha tenido la ciudad de 2000-2010, debido a la cercanía de la Ciudad de México, el crecimiento urbano comenzó a invadir otros municipios, ocupando zonas agrícolas y ejidales, creando la zona metropolitana de Pachuca.
En 2010 el Reloj Monumental de Pachuca cumplió 100 años de haberse construido, conmemoración que se llevó a la par con los festejos del Bicentenario de la Independencia Mexicana y el Centenario de la Revolución Mexicana. En 2011 fue declarado zona protegida por el Ayuntamiento de Pachuca; y en 2012 se declaró patrimonio artístico por parte del Instituto Nacional de Bellas Artes.
El 6 de noviembre de 2014 la ciudad fue declarada como “«Cuna del Fútbol Mexicano, Patrimonio Cultural Inmaterial del Estado de Hidalgo»”, por los integrantes de la LXII Legislatura del Congreso del estado de Hidalgo.

## Periodo prehispánico

### Etapa lítica

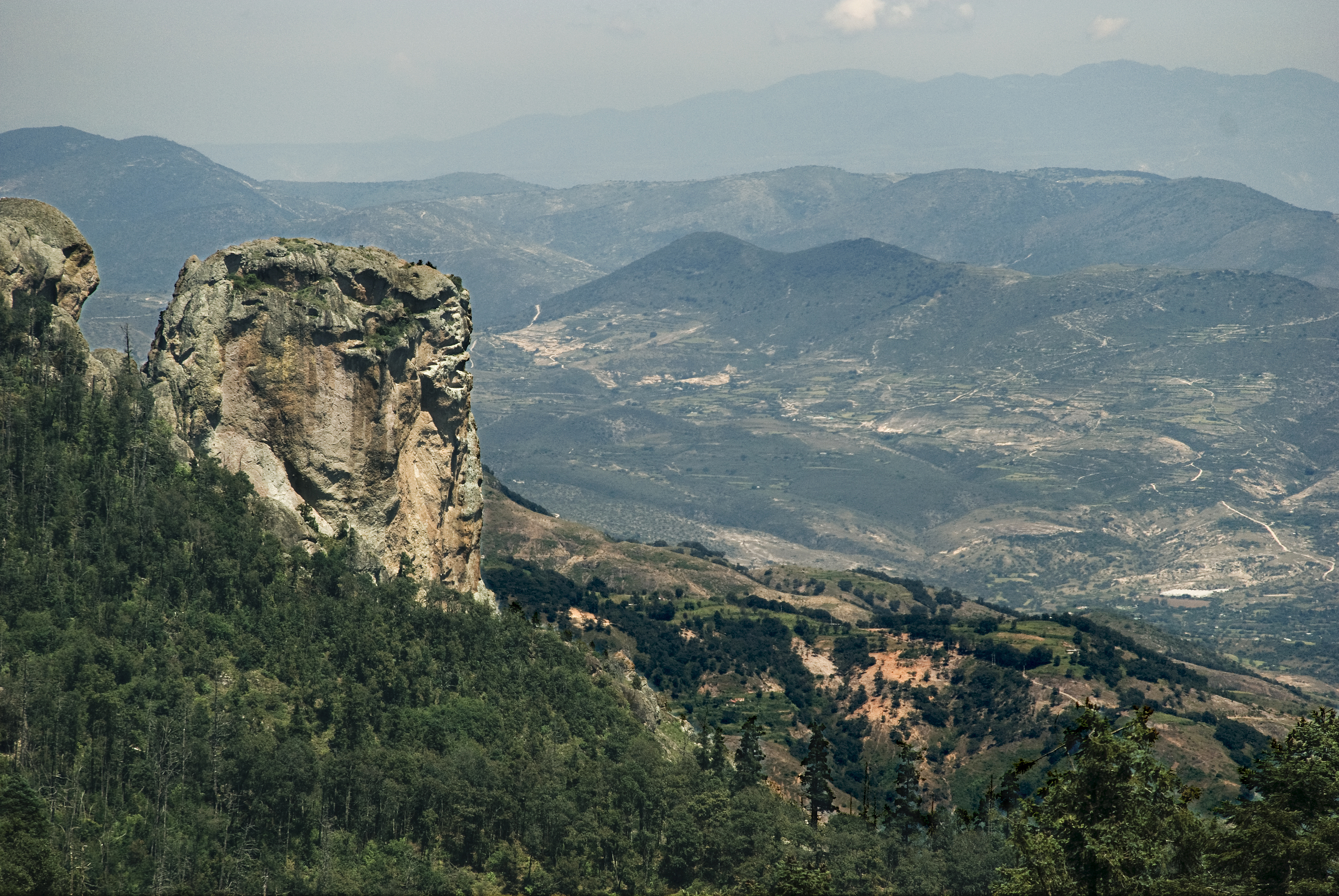
Sierra de Pachuca, geológicamente pertenece a la subprovincia del Eje Neovolcánico, su formación es de origen ígneo extrusivo formado en la era cenozoica en el periodo terciario, con una edad aproximada de entre veinticinco y cinco millones de años.

En la Sierra de Pachuca, se han encontrado minas de obsidiana y un pequeño taller. Entre los hallazgos se encuentran restos de azadas, puntas de flecha, planos de forma trapezoidal que se empleaban en la explotación del maguey para obtener fibras textiles, utilizadas en la manufactura de ayates y cordeles, para lo cual también se emplearon malacates de barro. Algunos exploradores prehistóricos de la Sierra de Pachuca, pertenecieron a tribus nómadas que podrían ubicarse hacia 4500 a. C.

### Periodo Preclásico
En el Período Preclásico mesoamericano, los primitivos cazadores y recolectores en Ixcuinquitlapilco, fueron sustituidos por grupos asentados en pequeñas aldeas dedicados a la agricultura. Las figurillas típicas de esta etapa, ya notaban evidencia que a partir de ese entonces la ocupación del área había sido continúa. La cerámica más abundante encontrada en esta zona, corresponde a ollas y cajetes con decoración negra, amarillo y roja, sobre blanco.
Una de las principales actividades en esta región, fue extraer y transformar la obsidiana, así también que una vez manufacturado, se intercambiaba con otros pueblos. La abundancia de cerámica negra sobre rojo pulido en cajetes, platos y vasos pulqueros, nos indica, por otra parte, influencias culturales del norte del Valle de México, principalmente de la región de Texcoco.

### Periodo Clásico

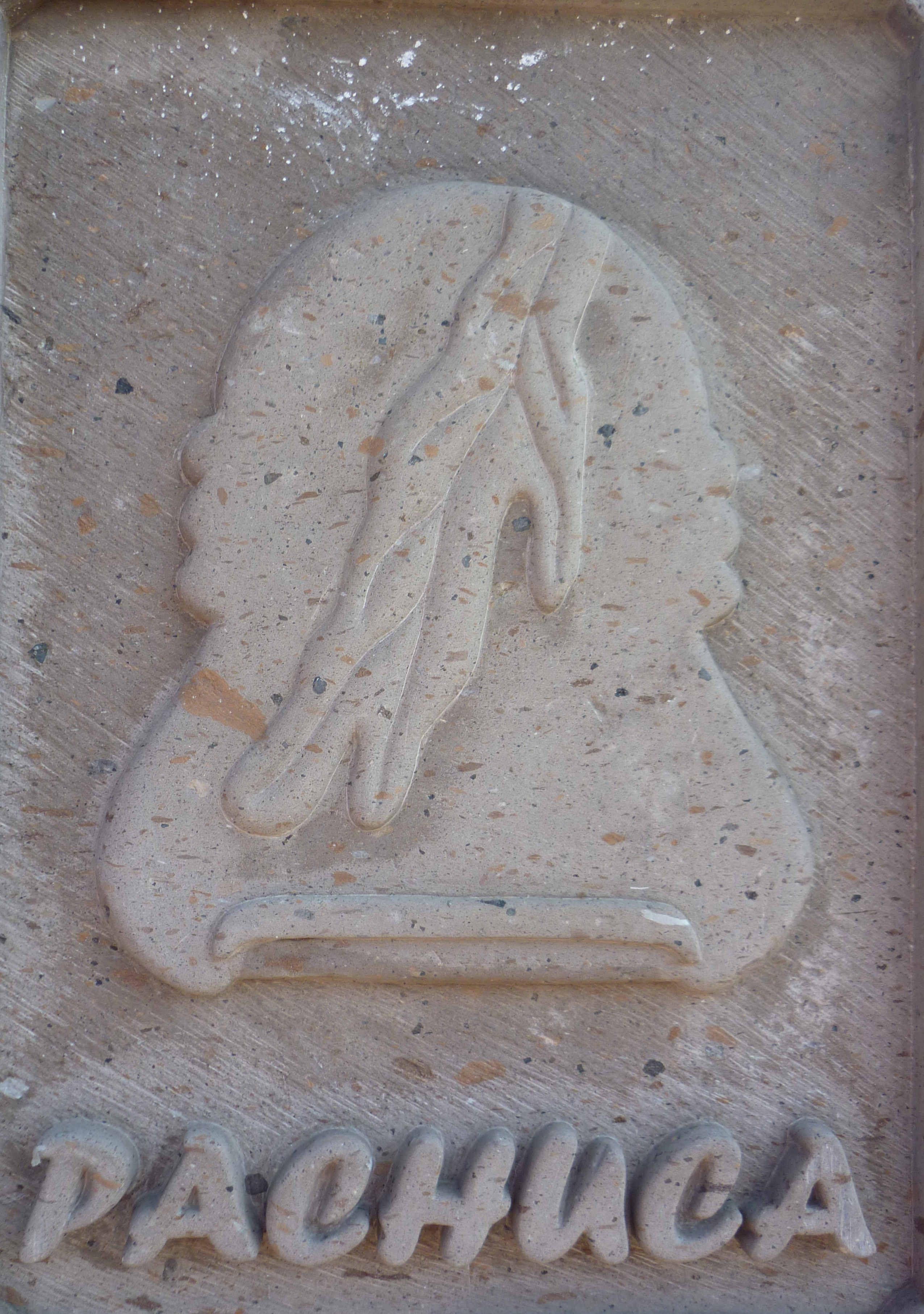
El origen prehispánico de Pachuca es difícil de precisar, la ausencia de un glifo ha hecho caer en discusiones sobre su etimología. Oficialmente se reconoce al glifo de Pachuca, como una representación prehispánica que obedece a la topografía del lugar: Un cerro cortado por un río.

El Período Clásico mesoamericano; durante la primera parte de esta época, Mesoamérica será dominada por Teotihuacán. Los vestigios de la época teotihuacana (200 a. C. a 850 a. C.), en la región del municipio de Pachuca; son unas cuantas plataformas y figuras de barro encontradas en el Barrio de San Bartolo.
El área de la antigua Pachuca era de 2 km² a juzgar por la dispersión actual de los sitios arqueológicos, la ciudad era un paso obligado para llegar a las ciudades de Tulancingo, Tula de Allende y Atotonilco el Grande. Desde entonces procede, según las relaciones históricas, el descubrimiento de la metalurgia.

### Periodo Posclásico

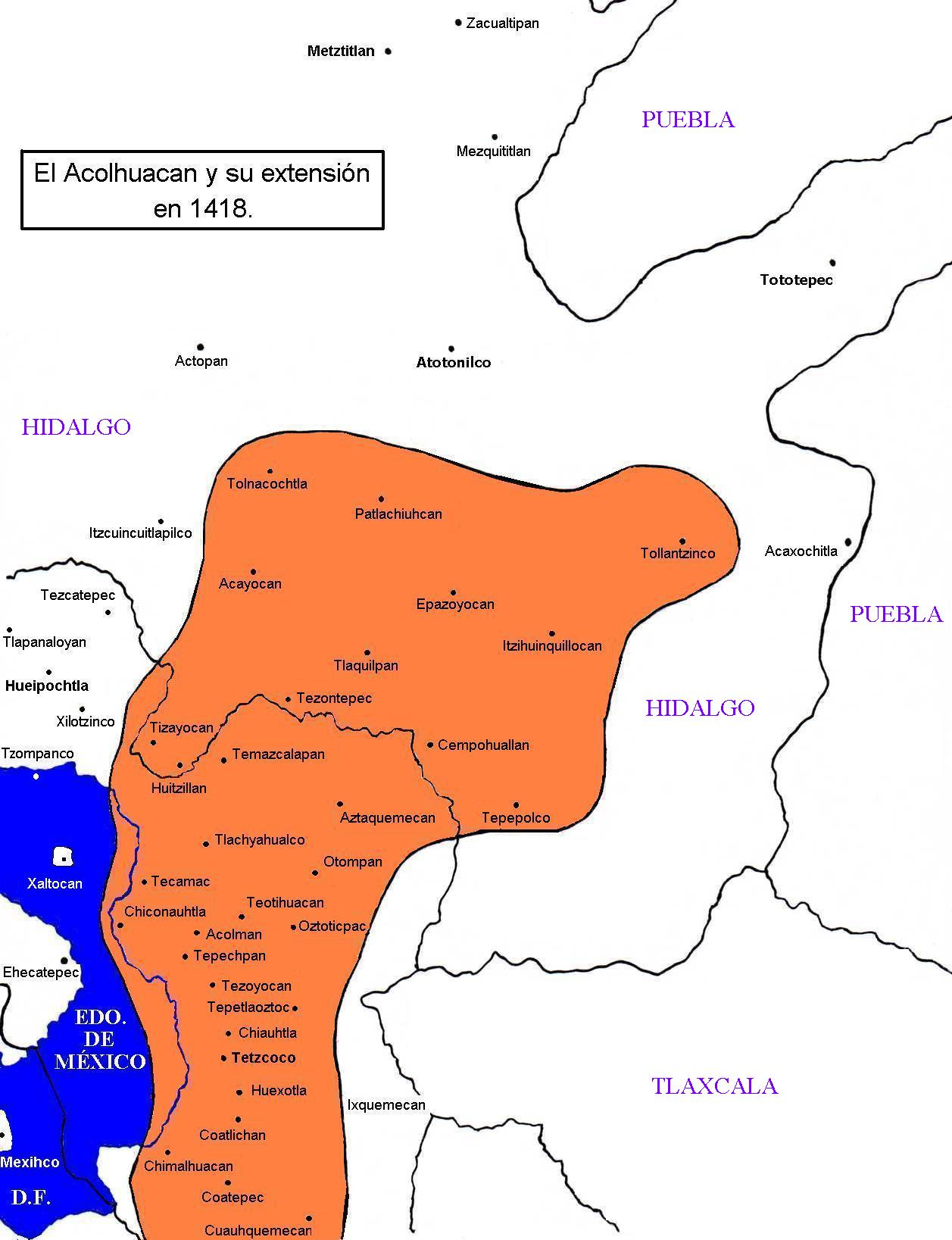
El Acolhuacan en 1418, donde se aprecia la ubicación de Pachuca.

Del Período Posclásico mesoamericano proviene el inicio de la explotación de las minas de Xacal o Jacal y la que más tarde se conoció con el nombre de San Nicolás, las primeras en trabajarse a base de un viejo sistema llamado Torrefacción o Calcinación, que consistía en prender fuego a la veta, regularmente ubicada a poca profundidad, luego se le enfriaba bruscamente con agua para que se desquebrajara, pudiendo así la obtención de una buena proporción del metal.
En 1050 los otomíes se asientan en Njunthé, en la región de Pachuca, después cronológicamente, dominaron después los chichimecas cuyo centro religioso fue Xaltocan. En el año 1068 los mexicas en su peregrinación llegan a Zapotlán, lugar inmediato a Pachuca, donde permanecen cuatro años.
Del período Tolteca se dice ya explotaban las minas de la sierra de Pachuca, conocían las turquesas, sus minas de plata, oro, cobre y de estaño.  También se encuentran varias edificaciones en San Bartolo y en Santiago Tlapacoya.
Posteriormente, los chichimecas de Xólotl fundaron el Señorío de Cuautitlán, supeditado a Texcoco, arrojaron a los otomíes al Valle del Mezquital mediante guerras sucesivas y consolidaron su dominio en la zona que llamaron "Cuauhtlalpan", dentro de la cual queda Pachuca. En 1174 pusieron los muros con sus señales en Pachuca, Citlatepec, Tlacotépetl y Yacatepétl. En 1181, vencieron a los Olmecas-Xicalancas en Xaltepec y a los Ayauhtecatl de Techimatli, posteriormente, en 1182 fijaron definitivamente sus linderos en Pachuca.
Después de la decadencia de Tollan-Xicocotitlan, los Chichimecas extendieron su dominio comprendiendo al actual municipio de Pachuca, el cual pasa a formar parte del señorío de Tulancingo, dependiente del reino de Acolhuacán. Para el año 1427 Pachuca, que pertenecía al reino de Acolhuacán, quedó sometida al imperio mexica, siendo rey de estos Itzcoatl. La región fue dividida en 1430 al concentrarse la triple alianza entre México-Tenochtitlan, Texcoco y Tacuba como la antigua Cuauhtlalpan.
En el año de 1438 la ciudad fue fundada definitivamente por un grupo mexica, de este periodo se encuentran un basamento prehispánicos ubicado en el Barrio Las Palmitas al pie del cerro de Cubitos. De esta época procede la explotación de la minas de Xacal y el Encino.

### Conquista de México

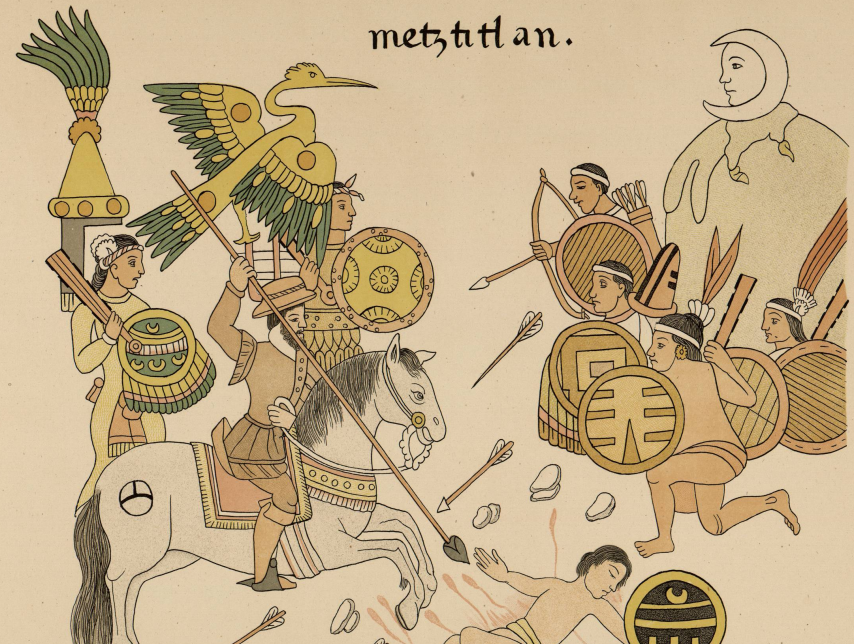
Pintura del Lienzo de Tlaxcala donde se muestra la derrota de Señorío de Metztitlán frente a los conquistadores españoles y sus aliados tlaxcaltecas.

La Conquista de México se refiere principalmente al sometimiento del estado mexica, logrado por Hernán Cortés en el nombre del rey Carlos I de España y a favor del Imperio español entre 1519 y 1521. El 13 de agosto de este último año, la ciudad de México-Tenochtitlan cayó en poder de los conquistadores españoles.
De acuerdo al historiador Peter Gerhard, los españoles fueron vistos, por primera vez, en la región de Pachuca hacia 1519 y agrega que controlaron la región en 1521, aunque no hay evidencia histórica de tal afirmación.
De acuerdo con otra historia en 1528; Francisco Téllez apodado "El Tuerto", y veinticinco conquistadores españoles invadieron la región de Pachuca y mataron a su jefe Ixcóatl. Se apoderaron del cerro El Cuixi, y ante este acontecimiento Izcóatl, jefe de los indígenas preparó a su gente, pero Téllez, burló los movimientos del enemigo y lo dejó pasar de largo. Entonces, los españoles entraron a la población desprotegida y atacaron a las mujeres y niños que habían quedado en ella. Itzcóatl, retrocedió a defender su pueblo pero su ejército fue aniquilado y la ciudad incendiada.
Lo dicho anteriormente ha sido rebatido por algunos historiadores diciendo que la ocupación española es anterior a esa fecha; o quienes proponen fechas anteriores como 1524; y se basan en un documento que data del 28 de marzo de 1527, en el que se le hace merced de un solar en Pachuca como se deduce de lo asentado en el acta del Cabildo de la Ciudad de México:

... Los miembros del Cabildo le hicieron merced a Francisco Téllez de dar por servicio un solar en esta ciudad de Pachuca, en la calle que va de la plaza a la cárcel al cabo de ella a la esquina frontera del solar de Gonzalo Rodríguez...

Sin embargo en la "Relación de Méritos de Francisco Téllez", que obra en el Archivo General de Simancas en Simancas, España; y en la "Lista de pasajeros y conquistadores" de Boyd Bowman, no existe mención ni referencia alguna de la estancia de Téllez en la región. Y en el "Acta de Cabildo", que obra en el archivo del Ayuntamiento de la Ciudad de México; no se consigna en ningún párrafo el nombre de la ciudad de Pachuca, aunque el documento fue transcrito en varias obras histográficas, y fue alterado, aumentándose el nombre de la ciudad.

## Virreinato de Nueva España

### SigloXVI

#### Surgimiento y evangelización de la ciudad

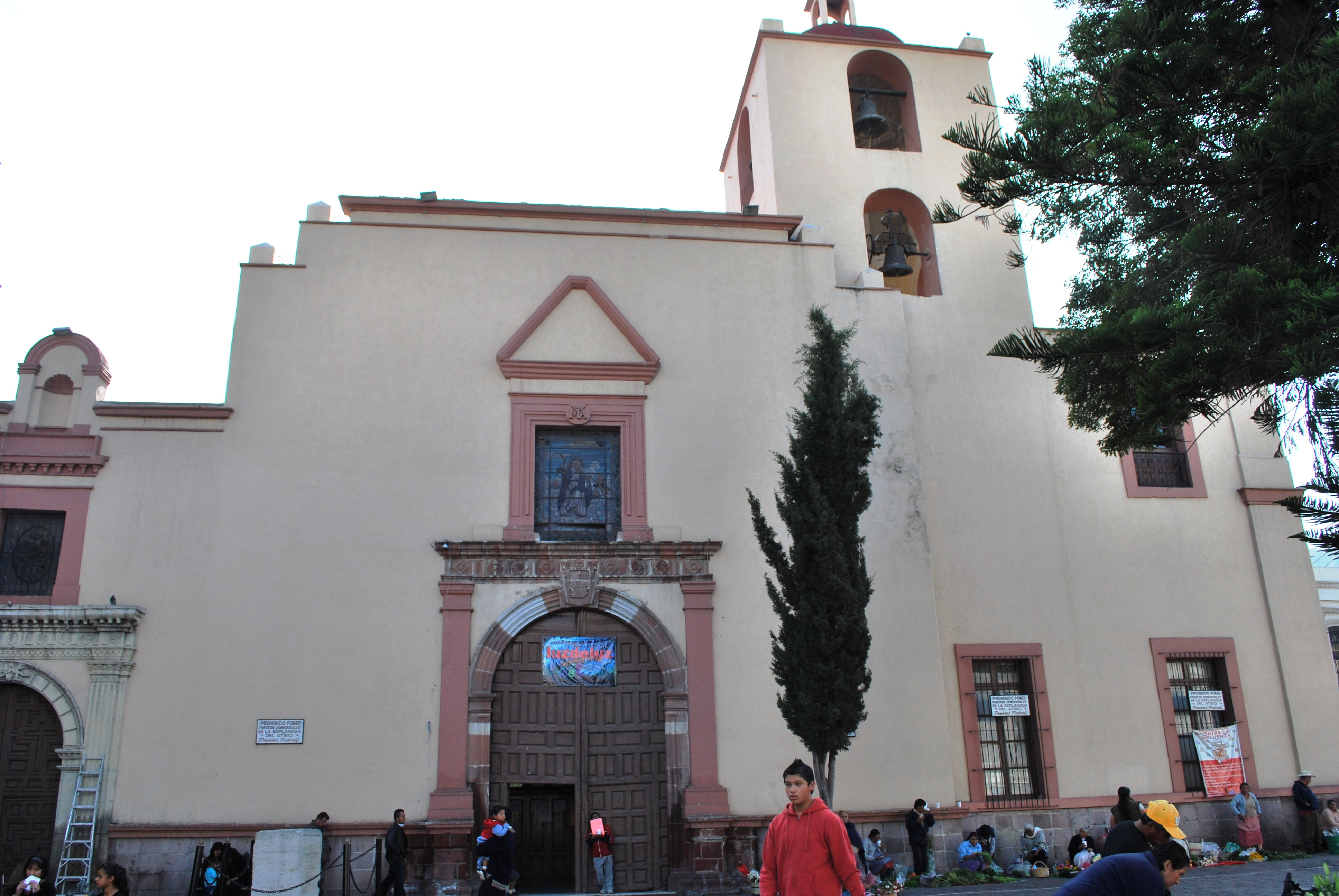
La Parroquia de la Asunción, esta parroquia fue de las primeras edificaciones de la ciudad.

La evangelización en la región empezó en 1528, llegan algunas misiones itinerantes de franciscanos, probablemente procedentes de Tulancingo y Tepeapulco; en seguida, se efectúa el arribo de los primeros sacerdotes del clero secular, quienes se encargarían de la jurisdicción religiosa de estos lugares.
El virreinato de Nueva España fue creado oficialmente el 8 de marzo de 1535. Su primer virrey fue Antonio de Mendoza y Pacheco, y la capital del virreinato fue la Ciudad de México establecida sobre la antigua Tenochtitlan. A fin de premiar a los españoles que participaron en la conquista, se estableció un sistema de reparto de beneficios que se llamó encomienda.
Para mediados de los años 1530, la población estaba ya trazada, contaba con calles, cárcel y plaza, así como habitantes de nombre y apellidos ibéricos. La Calle Hidalgo es una de las primeras en ser trazadas y recorre desde la Plaza de la Constitución hasta el llamado Parque Hidalgo. De acuerdo con el historiador Peter Gerhard, a la población se le llamaba Magdalena Pachuca, por ser esa la advocación de su templo principal. En 1534 se da la primera construcción religiosa la capilla de la Virgen de la Magdalena. Durante este periodo la población vivía del pastoreo y la agricultura.
Pedro Díaz de Sotomayor se convierte en el primer encomendero de Pachuca, obtuvo el cargo en 1536, como regalía por sus méritos en las campañas de la conquista de México, en la provincia del Panuco y Zacatula, para posteriormente radicándose en la Ciudad de Oaxaca. Díaz de Sotomayor apenas visitó la región a mediados de 1537, y la entregó como dote al marido de su hija Francisca, casada con Antonio de la Cadena, el que recibió la encomienda en documento fechado el 15 de diciembre de 1537.
En 1547 la '"Suma de Visitas", un censo de personas y actividades económicas, reportaba que había un total de 162 casas en que residían 838 indígenas entre nahuas y otomíes; el reporte alude solo a un español, el encomendero Antonio de la Cadena. En el año de 1553 Pachuca se erige como Alcaldía Mayor.
La construcción más importante de la región, fue el templo dedicado a la "Virgen de la Asunción a los cielos", edificado hacia 1553, según señala el historiador Francisco del Paso y Troncoso, en su obra "Papeles de la Nueva España". La Parroquia de la Asunción, durante sus primeros años y debido a la poca feligresía, los servicios religiosos fueron realizados por sacerdotes itinerantes.

#### Descubrimiento de las minas

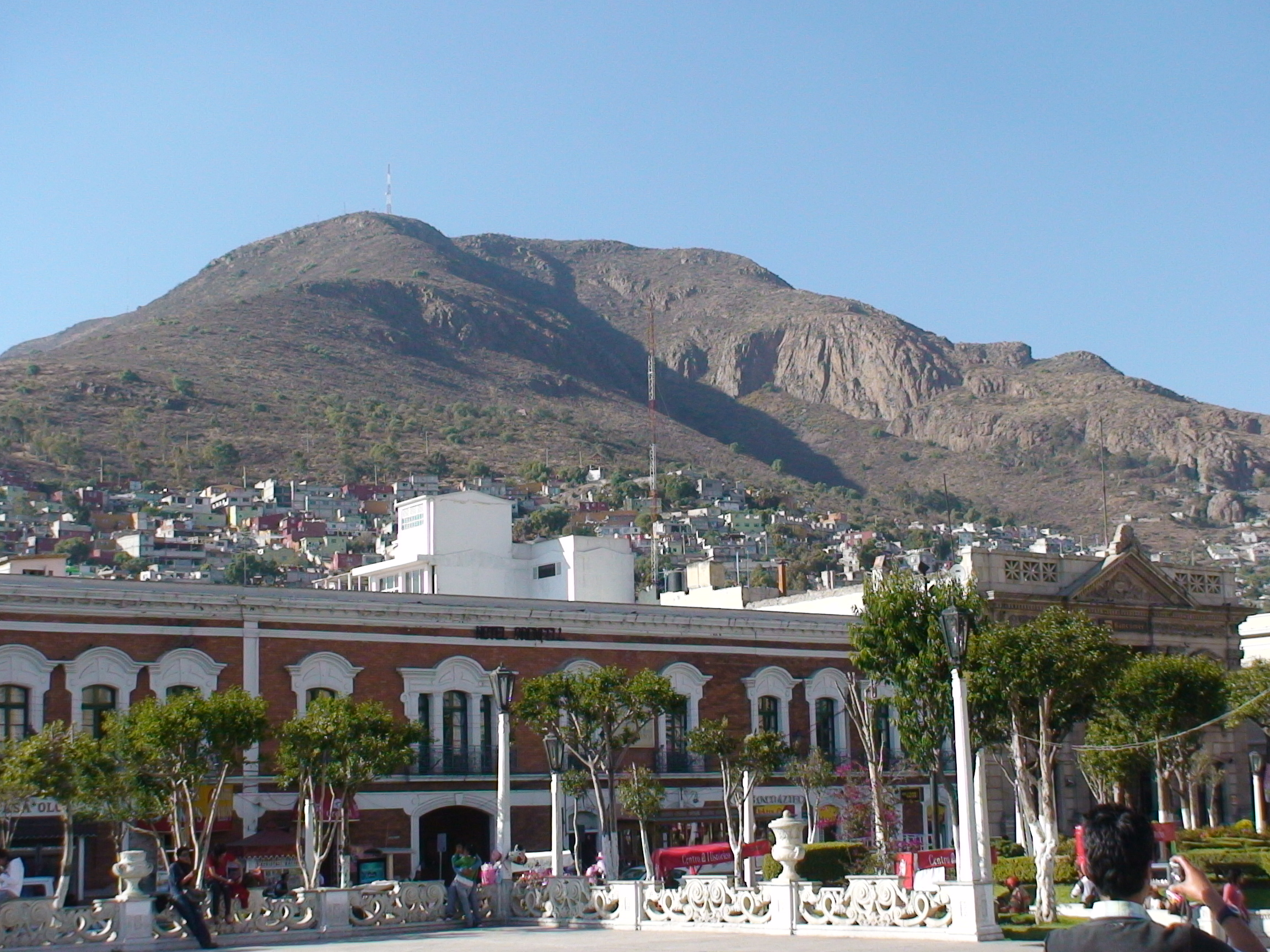
Cerro de San Cristóbal.

El Distrito Minero de Pachuca se localiza al norte de la cuenca de México, en la Sierra de Pachuca, en la provincia metalogenética denominada Eje Neovolcánico, lo cual explica la presencia de depósitos polimetálicos de plata, plomo, zinc, cobre y oro. Este distrito se divide en dos áreas: Pachuca y Real del Monte. Debido a su proximidad a la Ciudad de México, recibió un especial interés en la búsqueda de metales preciosos, base de las economía colonial, y se transformó en el centro minero productor de plata más cercano a la capital, lo que facilitó la continuidad en la explotación.
El descubrimiento de las minas en la región fue realizado el 25 de abril de 1552 por Alonso Rodríguez de Salgado. Originario de la Provincia de Huelva en España, había llegado en 1534, se establecido en la Ciudad de México, fue contratado por Antonio de la Cadena, y con él vino a Pachuca en diciembre de 1537.
El 25 de abril de 1552, Alonso Rodríguez de Salgado, salió a pastar antes de que el sol saliera, resentía un inusual frío. Hacia las 07:00 a. m. había llegado a las estribaciones de San Cristóbal y la Magdalena, y decidió una pequeña fogata el fuego consumió las ramas y requemó el pastizal, dejando al descubierto las negras piedras características de aquel sitio.
Pronto dedujo que aquellas piedras pertenecían a una veta de plata que corría prácticamente a flor de tierra. Dejó las ovejas y cabras en manos de sus ayudantes, y se dirigió a su casa en Pachuca, de donde partió rumbo a la Ciudad de México. Donde dos días después comparecía ante el Escribano de Minas, Gregorio Montero, para denunciar la mina que el mismo denominó "La Descubridora", y el 29 de abril, después de una inspección procedió a registrarla a su nombre.

#### Bartolomé de Medina y el beneficio de patio

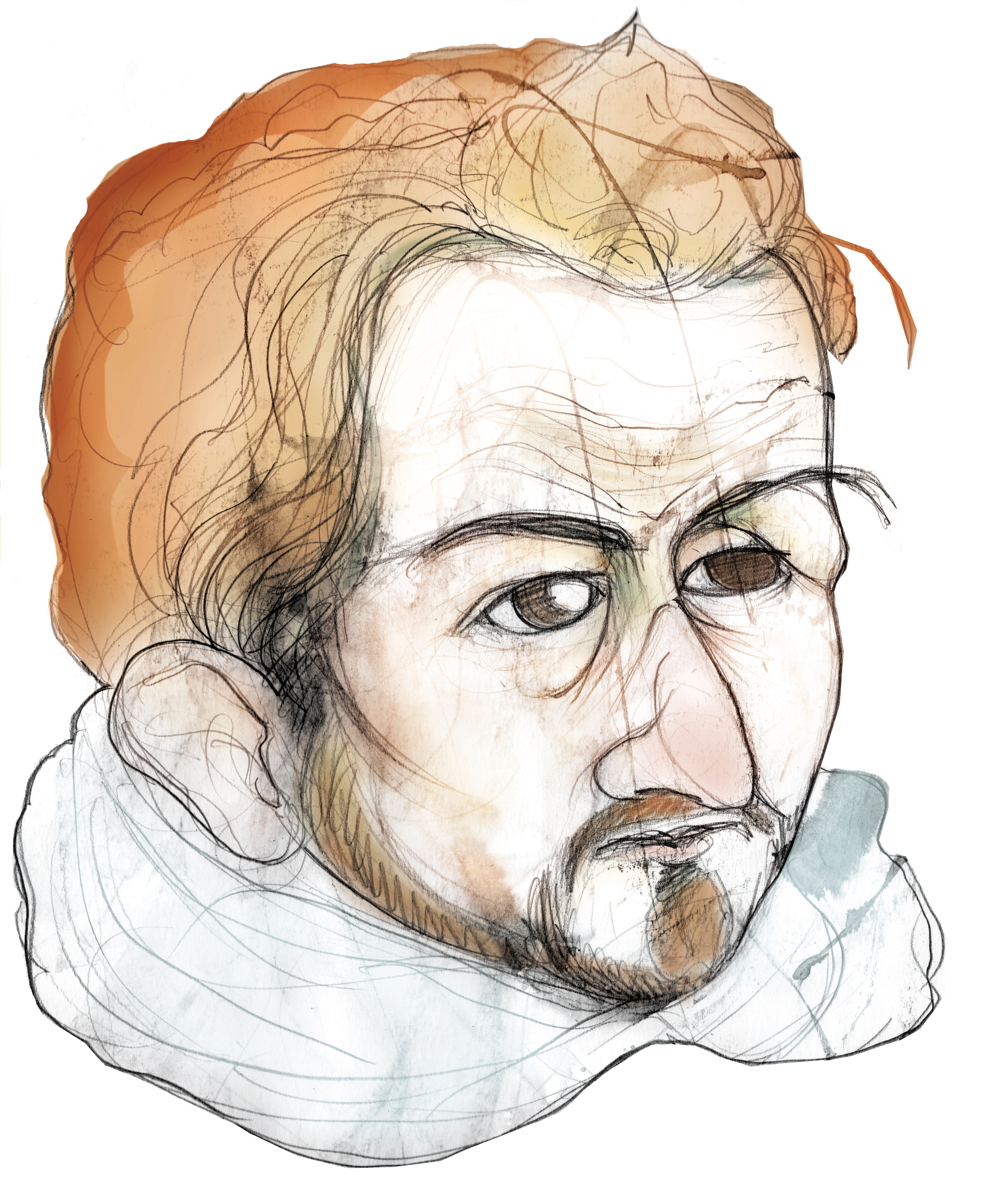
Retrato de Bartolomé de Medina, por Eulogia Merle.

En julio de 1554 llegó a las minas de Pachuca, Bartolomé de Medina, un antiguo comerciante sevillano, que decidió abandonar el comercio y en compañía de un metalurgista alemán al que él mismo llamó "Maestro Lorenzo", se dedicó por entero a ensayar la separación de la plata. Decidieron trasladarse a la Nueva España; ambos solicitaron permiso y separaron pasaje para embarcarse rumbo a Veracruz; sin embargo, la Casa de Contratación de Sevilla negó el permiso al Maestro Lorenzo, por ser este de origen alemán y tener presumible sospecha de que era practicante del protestantismo luterano.
Medina se embarcó en octubre de 1553, dejando en Sevilla al Maestro Lorenzo. Al llegar a Veracruz después de 62 días de travesía, fue recibido por su paisano Andrés Gutiérrez, con quien se trasladó a la Ciudad de México, lugar donde entabló amistad con Hernando de Rivadeneira, en cuya casa vivió mientras buscaba el lugar donde habría de ensayar su sistema de beneficio.
En enero de 1554, Hernando presentó a Medina con su Hermano Gaspar, rico minero de Pachuca. Para mediados de agosto, Medina se trasladó a Pachuca en compañía de Juan de Plasencia, minero de Taxco. La finca que compró Medina se encontraba en las faldas del cerro de Magdalena, a un lado del río Pachuca. Al poco tiempo alzó en aquella estancia la Hacienda de la Purísima Concepción, ahí puso en práctica al pie de la letra las instrucciones que recibiera del alemán:

«Muela muy fino el mineral, revuélvalo con revoltura salmuera cargada, agregue azogue y mezcle bien. Repita la revoltura diariamente por varias semanas. Cada día tome una muestra del mineral hecho lodo y examine el azogue. ¿Ve? Está brillante y titilante. Al paso del tiempo debe oscurecerse conforme los minerales de plata se descomponen por la sal y la plata forma aleación con el azogue. La amalgama es pastosa. Lave el mineral empobrecido en agua. Queme el sobrante de la amalgama; se va el mercurio y queda la plata».
Carta a Bartolomé de Medina

A pesar de sus esfuerzos, el método no funcionaba, faltaba un agente catalizador, el “magistral” (Sulfato de hierro o sulfato de cobre), que finalmente produjo la reacción esperada. Entre finales de 1554] e inicios de 1555 después de varios intentos, Medina descubriría con éxito la aplicación del sistema que denominó de "Patio".
Este proceso permitía beneficiar de un modo económico los minerales de plata; era necesario mezclar el mineral pulverizado con agua, sal, mercurio, y otos compuestos. Se extendían las "tortas" en patios muy grandes, donde se debían incorporar los reactivos; "Dar los repasos", es decir, mezclar con ayuda de animales y cuidar que las reacciones se efectuaran adecuadamente a fin de que la plata formara amalgama con el mercurio. Después de varias semanas se lavaba la torta para retirar los materiales indeseables y la mencionada amalgama se pasaba a un horno especial donde, con mucho cuidado, se volatizaba el mercurio y que daba la plata en forma esponjosa, y finalmente se fundía para obtener las barras del blanco metal. Surgen las haciendas de beneficio, en las que, por medio del beneficio de patio, se extraía la plata de los minerales (de ahí su nombre).

#### Crecimiento de la ciudad

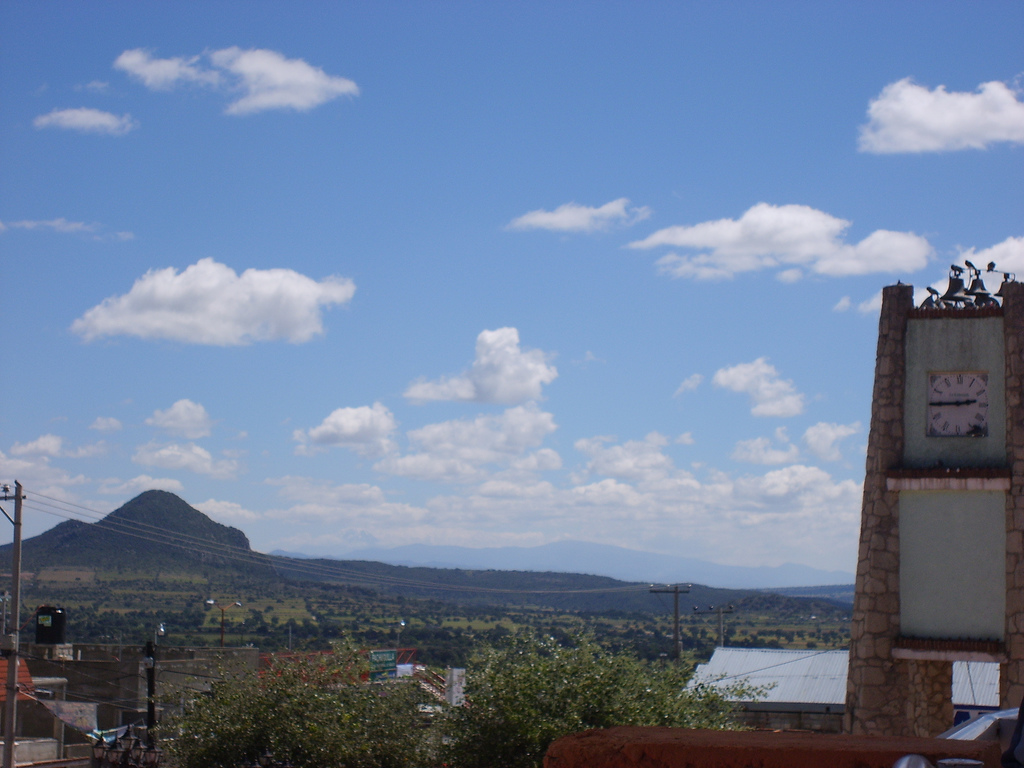
Panorámica de Pachuquilla, cerca de este poblado se encontraba la República de Indios de Magdalena Pachuca.

Después del descubrimiento de Beneficio de patio el aspecto de la población se fue transformando notablemente, pues empezaron a llegar decenas de operarios para emplearse en las diversas labores mineras. Así la relación de tasaciones señala que para 1560, es decir ocho años después del descubrimiento, la población ascendía a 2200 habitantes, lo que significaba un incremento de casi el 300 % con relación a la de 1550.
El 24 de octubre de 1569 en el informe dado por el cura D. Francisco Ruiz refiriéndose a Pachuca: Hay un gobernador, un alcalde, dos regidores, un mayordomo, un escribiente, seis alguaciles, cuatro principales y seis mandones; todos los indios de este pueblo y de sus estancias han aprendido la doctrina cristiana. También se señala que en Tlahuelilpan barrio inmediato a Pachuca existe una iglesia de dedicada a la Asunción de María, y cinco ermitas dedicas a San Pedro, san Juan Bautista, San Santiago y otras con este nombre en las cuales se da misa una vez al año en el día de la advocación de la ermita.
El 12 de noviembre de 1569 el cura Lope Mejía de Pachuca rinde un informe al arzobispo en el que dice: que había cinco haciendas para beneficiar la plata y en ellas 202 indios naboríos, 65 negros, 22 españoles y 4 iglesias.
Las descripciones antiguas de Pachuca, señalan otro asentamiento de Pachuca que fue conocido como Tlahuililpan, que en idioma náhuatl significa "Lugar de regadío". Pachuca y Tlahuelilpan fueron dos localidades distintas aunque casi gemelas. Con la llegada de los primeros españoles alrededor de 1530 y el descubrimiento de las minas en 1552, los pobladores se instalaron en la población contigua de Tlahuelilpan, que se hallaba situado, según una descripción de finales del siglo XVII, como a 3 km de distancia de Pachuca. De acuerdo con el historiador Peter Gerhard, a la población se le llamaba Magdalena Pachuca, por ser esa la advocación de su templo principal.
En el siglo XVI empiezan a caer en desuso el nombre de Tlahuililpan y se denomina Pachuca a la población, mientras que a los asentamientos donde se encobraba el poblado original pasó a ser la República de Indios de Magdalena Pachuca, localizada don se encuentra la ciudad de Pachuquilla, es decir "la Pachuca chica, pequeña o menor".

#### Criptojudíos
En Venta Prieta durante las últimas décadas del siglo XVI se fundó una venta por una familia de portugueses integrada por Manuel de Lucena y Beatriz Enríquez. Ubicada en el cruce de los caminos que conducían de Pachuca a Ciudad de México y Actopan.
Ellos practicaban la religión judía, entonces proscrita y perseguida por la Inquisición española; y brindaban apoyo y protección todos los judíos condenados al uso del sambenito, especie de hábito blanco que debía utilizar públicamente el condenado. Muchos fueron los condenados a uso obligado del San Benito, que aprovechando la lejanía de la Venta Prieta, se despojaban aquí del sambenito, para continuar sus labores normales.
En 1596 cuando uno de los vecinos, después de percatarse del auxilio que se prestaba ahí, decidió denunciarlos ante el Tribunal del Santo Oficio, que pronto instituyó el procedimiento inquisitorial. Lucena sería condenado a morir a garrote y después ser quemado, en tanto que el otro ajusticiado, Luis de Carvajal, fue sentenciado a morir quemado las sentencias se ejecutaron el 8 de diciembre de 1596, en la Plaza Mayor de la Ciudad de México.

#### Origen de la Feria de San Francisco

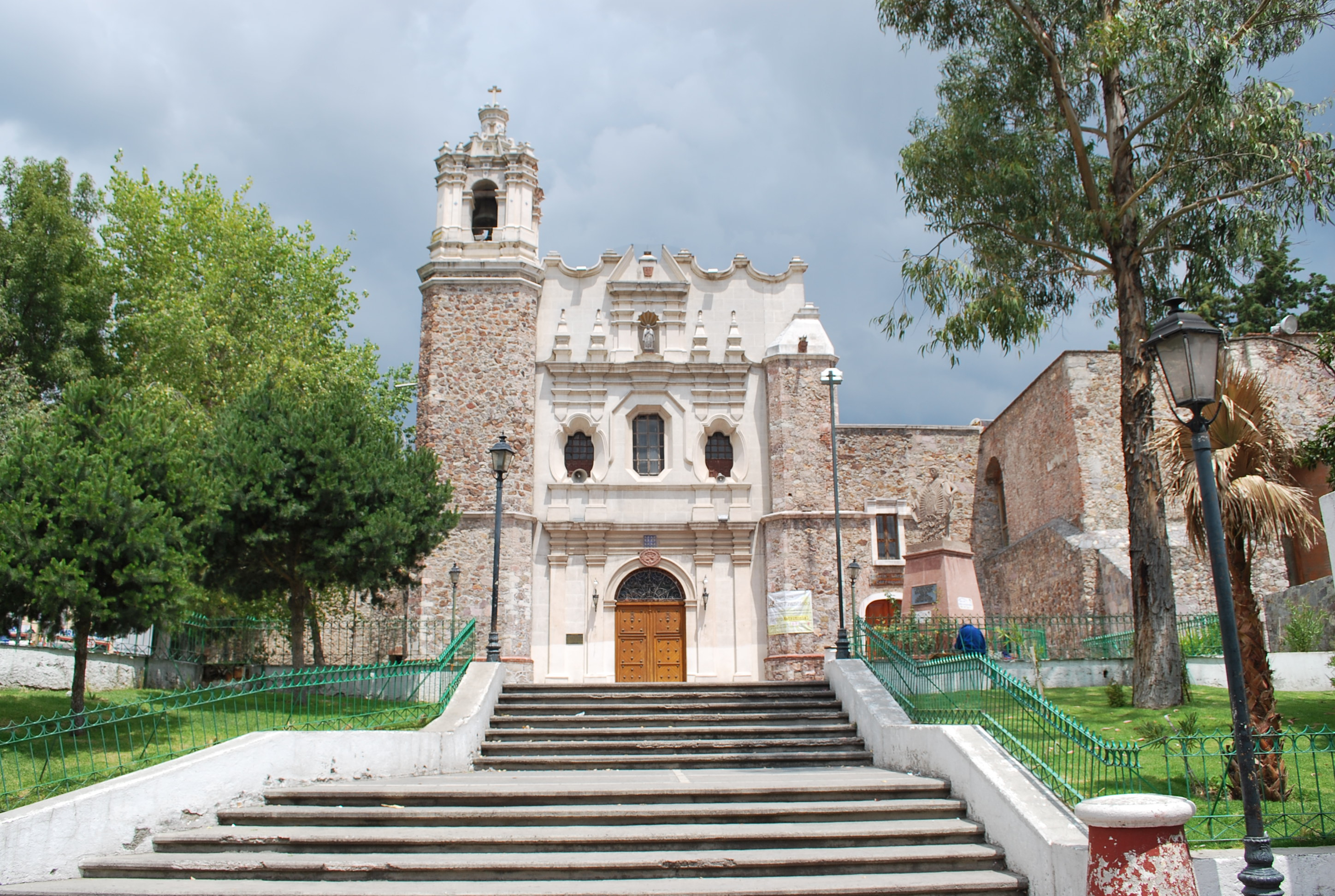
Templo y exconvento de San Francisco.

La Feria de San Francisco, tuvo su origen en el siglo XVI, celebraciones litúrgicas que realizaban los frailes franciscanos, en honor de San Francisco de Asís, a las cuales eran invitadas las autoridades civiles y eclesiásticas, tanto de la ciudad como de los pueblos circunvecinos.
La licencia de construcción del Convento de San Francisco fue expedida entre los años 1595 y 1596 a la orden de los “franciscanos descalzos”. En 1596 comienza la construcción del Convento de San Francisco, por orden del Virrey Álvaro Manrique de Zúñiga, siendo el director de las obras Francisco Torantos. Las obras de la sacristía fueron dirigidas por Victoriano Sanz.

### SigloXVII

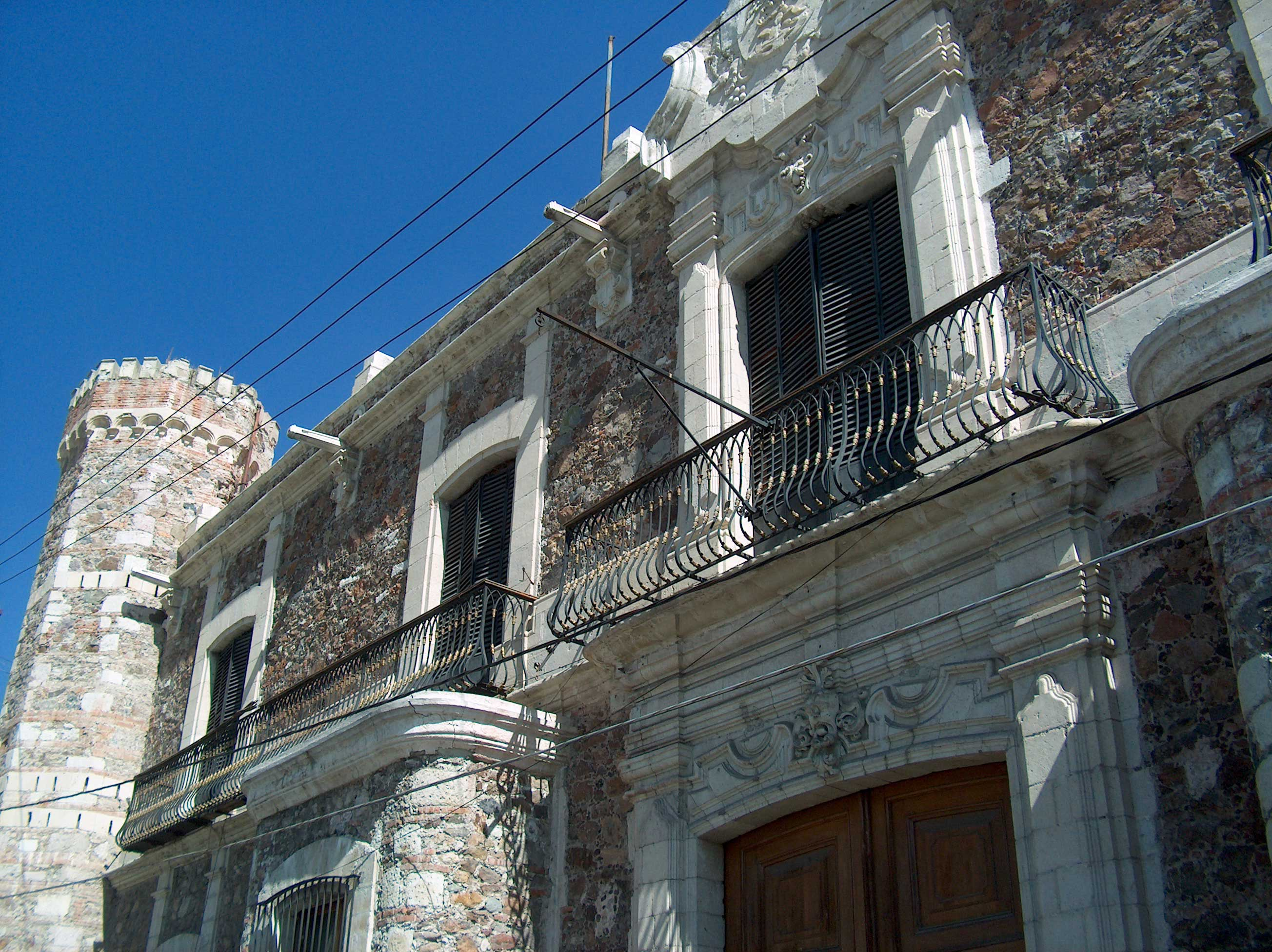
Edificio de las Cajas Reales.

En un documento de principios del siglo XVII se dice hablando de Pachuca: La población es de 206 casas, algunas están apartadas de las demás como a tiro de arcabuz; aunque bajas y sin aposentos altos ninguno; las paredes son de adobes, están cubiertas de terrados y otras de tejamanil, gobierna un alcalde mayor que provee al Virrey con 375 pesos que se pagan de la caja de México. Hay 100 indios tributarios que pagan un peso y media fanega de maíz cada año.
El 16 de noviembre de 1619 el Virrey Diego Fernández de Córdoba, I Marqués de Guadalcázar, concede licencia a 20 indios de la Hacienda de Santa Lucía, perteneciente a la Hacienda de San Javier en el Distrito de Pachuca, para que puedan andar a caballo, con silla, freno y llevar espuelas.
El 30 de noviembre de 1647 derriban la Parroquia de la Asunción que era de adobe cubierta con tejamanil, y comienza la construcción de la que persiste actualmente. El 28 de octubre de 1650, visita la ciudad el Virrey Luis Enríquez de Guzmán, IX conde de Alba de Liste. En 1660 se termina el Convento de San Francisco a expensas de Beatriz Miranda que dio $18 000, para la terminación de la obra.
En 1666 se funda el Edificio de las Cajas Reales destinado a guardar el quinto real de su majestad y el azogue. Por órdenes del Virrey Antonio Sebastián de Toledo Molina y Salazar, II marqués de Mancera, se tardó en construir cinco años con un costo de $100 000 pesos; por el arquitecto José Joaquín García de Torres. En 1677 por primera vez, se hacen confirmaciones en Pachuca por el Obispo de Cuba Fr. Diego Aguilar. En septiembre de 1690 el Virrey Gaspar de la Cerda y Mendoza, Conde de Galve, visita la ciudad. En 1700 se registra una fuerte inundación en la Mina del Jacal en el Distrito minero de Pachuca.

### SigloXVIII

#### Desarrollo de la ciudad

Hospital de San Juan de Dios este hospital funcionó de 1728 hasta 1862 y para 1869 paso a albergar al Instituto Científico y Literario, que después de convertiría en la Universidad Autónoma del Estado de Hidalgo.

En 1719 se termina la reconstrucción de la Parroquia de la Asunción. A principios de 1725, el alcalde, los diputados, regidores y vecinos elevaron la solicitud al Virrey Juan Vázquez de Acuña y Bejarano, I marqués de Casafuerte y al Arzobispo Fray José de Lanciego para que fuera otorgada una licencia para construir un hospital de la Orden Hospitalaria de San Juan de Dios. Fue el 12 de julio de 1725 cuando el cabildo obtuvo la licencia episcopal para abrir el hospital, aprobada la licencia y obtenido el permiso, se iniciaron los trabajos para su construcción. Para marzo de 1728, se había sido concluido la construcción.
Isidro Rodríguez de la Madrid, había probado que los veneros de las minas de la Vizcaína de Real del Monte no podían desaguarse con los malacates. Había levantado treinta y nueve de los más poderosos malacates en quince tiros. La única otra forma de drenar las minas inundadas era abrir socavones bajos y dejar fluir el agua por gravedad. Todas las minas en Mineral del Monte, se abandonaron debido a que sus inundadas vetas no pudieron ser desaguadas por Isidro de la Madrid.
El 25 de enero de 1731 ante el alcalde mayor, escribano en Pachuca y testigos se hizo prueba de los tamboretes inventados por Miguel López Dieguez, para desaguar las minas, demostrándose la superioridad de este procedimiento al de los comunes malacates. En 1738 abandonadas las minas de Pachuca por no conocerse las máquinas de desagüe, son denunciadas por José Alejandro Bustamante. Los metales se extraían solo hasta el límite natural de las aguas por falta de máquinas de desagüe.
En 1739 cerca de Pachuquilla, en la cañada de Azoyatla; empezó una perforación doble; los socavones gemelos, San Francisco y San Antonio, serían líneas paralelas verticales poco separadas, de casi 300 metros de largo, hasta el socavón de La Joya. Después de esto a Bustamante se le entregó la concesión de las minas de Pachuca. veían menguar sus recursos financieros sin poder evitarlo.

#### Pedro Romero de Terreros y el desarrollo minero

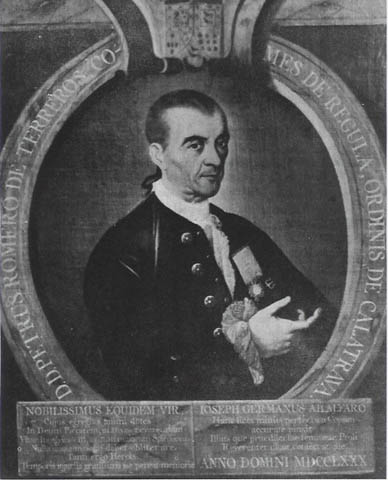
Pedro Romero de Terreros.

En el siglo XVIII, la visión de Pedro Romero de Terreros, hizo resurgir el mineral de Mineral del Monte, al encontrar nuevas y ricas vetas que dieron a Pachuca un auge extraordinario. Llega a México en 1729, y se establece en Santiago de Querétaro con su tío Juan Vásquez de Terreros. A la muerte de su tío en 1735 fue llamado para administrar sus bienes. En Santiago de Querétaro fue elegido regidor o concejal, cuatro años después de la muerte de su tío supo del empeño filantrópico de un joven en el distrito minero de Pachuca-Real del Monte.
Romero de Terreros se asoció con José Alejandro Bustamante y Bustillo; en 1743 Pedro casi no tenía tiempo para participar en el proyecto era regidor de Querétaro y, al terminar su periodo, sus compañeros regidores lo eligieron alcalde. El 27 de septiembre de 1743 se legalizó el acuerdo, por medio del cual Bustamante siguió como socio administrador y Romero de Terreros como único capitalista.
Obtenida la posesión, iniciaron el desagüe de los laboreos para inmediaciones del pueblo de Azoyatla, Los socios decidieron comenzar a trabajar otras minas en el pico Magdalena tenía la mina del Cristo, Pedro compró una cuadrilla de esclavos negros; Bustamante dirigió la operación. Pero la arriesgada empresa resultó infructuosa, lo intentaron nuevamente en la cercana mina de Las Ánimas sin mejor éxito; gastaron por todo 88 753.00, pero lo producido de plata dio ocho mil pesos menos.

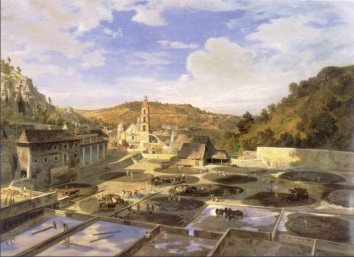
Patio de la Hacienda de Regla de Eugenio Landesio. En la pintura se observa el proceso de Beneficio de patio, en la Hacienda de Santa María Regla.

En 1747 a pesar de las protestas de Romero de Terreros, Bustamante le cedió al Marqués de Valleameno la mina San Vicente. El progreso en Azoyatla era lento, en 1748, se habían abierto doscientas vetas pequeñas, ninguna con mineral suficiente para autofinanciarse. Cambiaron de lugar de trabajo al socavón Aranzazú que fue un éxito. En 1748 por la escasez de fierro, acero, magistral, sal y otros efectos indispensables para el laboreo de las minas, el Virrey Güemes y Horcasitas establece en Pachuca el primer banco de avío para la minería.
El 17 de agosto de 1750 Alejandro murió de gangrena, después de sufrir una caída con su caballo que le aplastó la pierna. Romero de Terreros quedó como único propietario; excavó las vetas de La Palma, los Dolores, Santa Águeda, Santa Teresa, La Joya, Santa Brígida, logrando localizar la Veta Vizcaína a 200 metros de profundidad. Estas minas produjeron más de siete millones de pesos en plata pura. Convirtiéndose en el hombre más rico de la Nueva España. El 30 de agosto de 1761 nace en Pachuca Pedro Romero de Terreros Trebuesto y Dávalos.
Durante ese periodo Pedro Romero de Terreros, construiría tres haciendas en la región: Hacienda de Santa María Regla, Hacienda de San Miguel Regla, y la Hacienda de San Antonio Regla.

#### Huelga minera de 1766

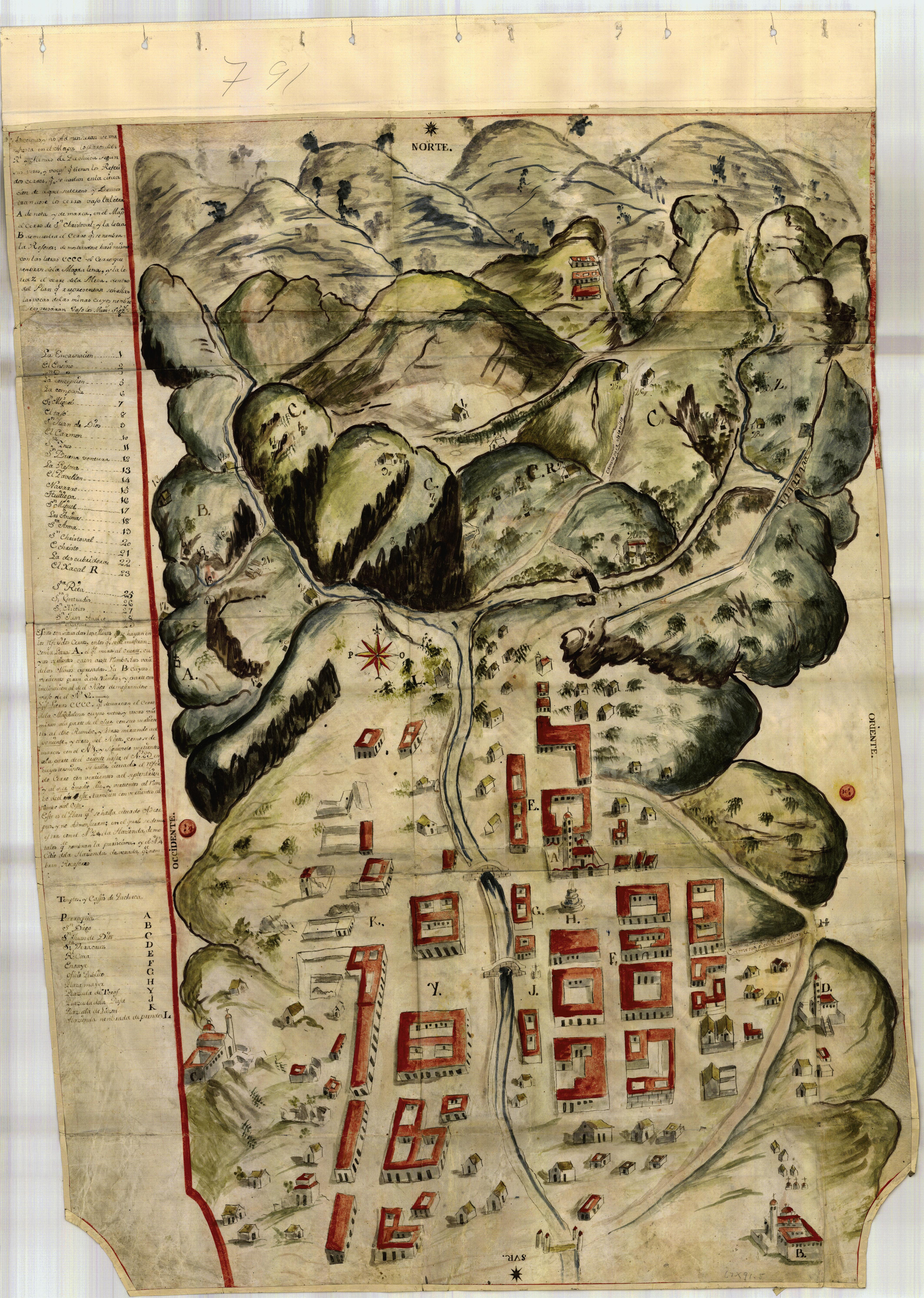
Mapa de los cerros del Real de Minas de Pachuca, elaborado en 1750 de autor desconocido.

Los jornales eran los pagos en dinero que se hacían a los operarios en forma de asignación diaria y pago semanal. El Partido era un incentivo libre para los mineros (barretero), este consistía en que el último costal de mineral que se subía el trabajador de la jornada lo dividía entre el y el dueño de la mina. De acuerdo a Romero de Terreros sus operarios apartaban durante toda la jornada, las rocas que  contenían mayor cantidad de metal, sobre todo plata, que al final metían en el fondo del tenate que partirían con el dueño.
Cuando los operarios llevaban el último costal, sacaban de la mitad superior el mineral común y dejaban el escogido en el fondo, mismo que vendían a los rescatadores, que de esta manera beneficiaban metal de alto rendimiento, en tanto que el extraído por el dueño rendía mucho menos.
Romero de Terreros, cambió las órdenes y sin alterar la costumbre del “partido” obligó a los operarios a entregar todo el mineral acarreado a la superficie, incluido el último tenate, que era vaciado y mezclado con el de toda la jornada, después los capataces, llenaban la mitad de un tenate y lo entregaban al operario.  En principio no hubo protestas, hasta que los “rescatadores” decidieron bajar el precio de adquisición, lo que desconcertó a los operarios primero y luego los llenó de inconformidad.
Pedro Romero de Terreros, pretendió suprimir el partido y reducir los jornales de 4 a 3 reales por jornada laboral y aumentar al doble las cargas de trabajo para obtener mayores ganancias. Por otro lado los trabajadores laboraban de ocho a ocho, constantemente sufrían abusos por parte de los dueños y algunos sobrevivían de la venta de ese excedente, los mineros lucharon en contra de la disminución de los jornales y contra la anulación del partido.
El 28 de julio de 1766 setenta y nueve barreteros presentaron, ante los oficiales reales de la Real Caja de Pachuca, un pliego petitorio cuya primera y mayor demanda era la restitución integral del Partido. El comité iba en representación de todos los de las minas de veta Vizcaína. Las autoridades no se atrevieron a obrar en un solo punto de las demandas presentadas por los mineros. Al día siguiente, llegó al edificio un contingente de entre 250 y 300 trabajadores para protestar y exigir solución a sus demandas y ahí permaneció toda la noche hasta obligar a las autoridades locales del virreinato a desplazarse a Real del Monte y solucionar sus peticiones.

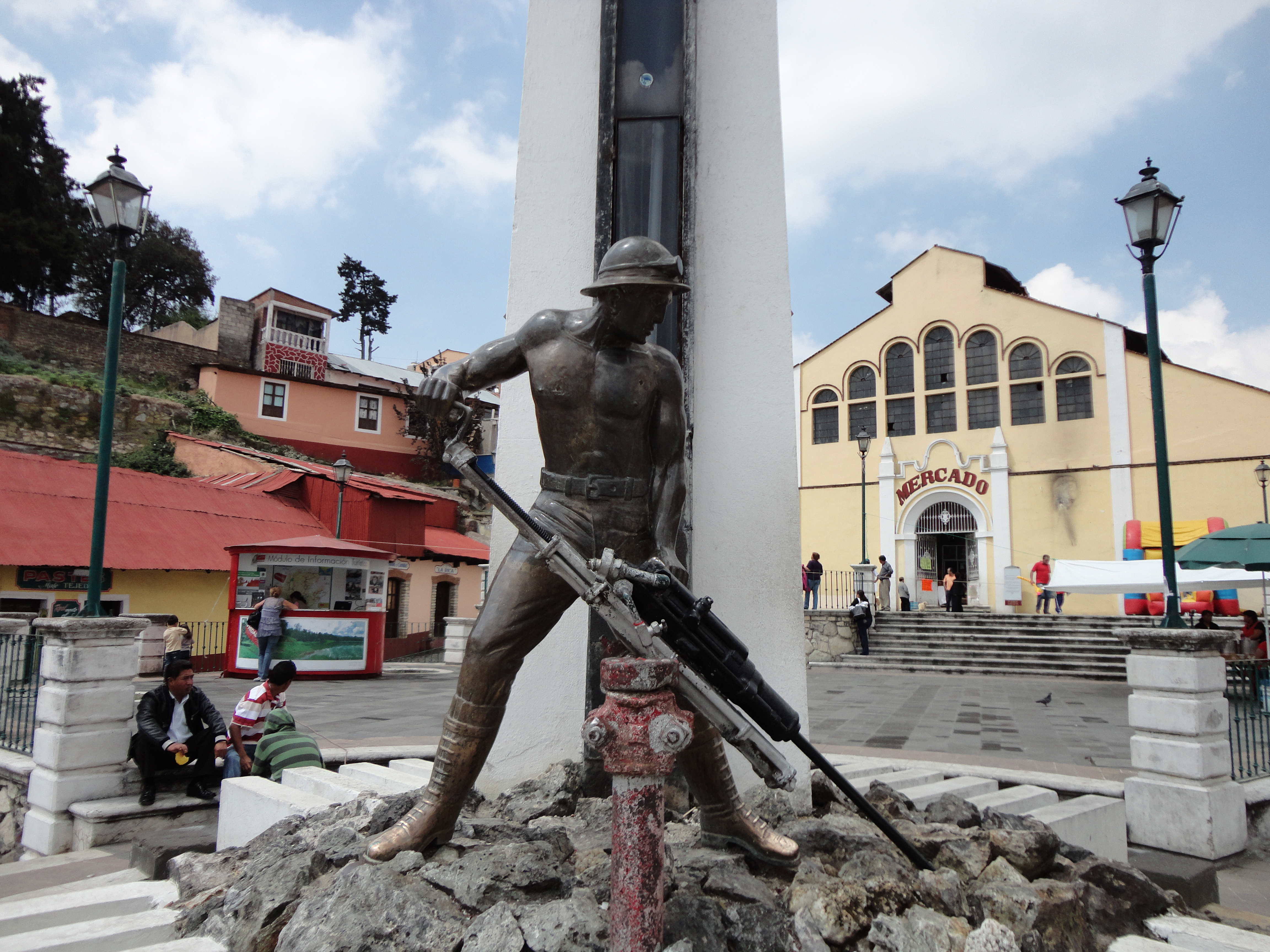
Monumento al minero anónimo en Mineral del Monte.

El movimiento redactó un nuevo documento, contrató a un abogado y consiguió la adhesión, esta vez, de 1200 operarios de Mineral del Monte. En esta queja, llamada del 1 de agosto, los mineros pedían que se les subiera el salario, la violencia que padecían en la mina, y denunciaban a los esquiroles –esclavos negros– y a trabajadores traídos de Guanajuato que estaban siendo usados para quebrar la huelga. Este texto fue presentado al Virrey Joaquín Juan de Montserrat y Cruïlles, I marqués de Cruïlles. Quien prometió resolver las demandas de los trabajadores, si estos regresaban al trabajo y redactó un documento girando instrucciones a las autoridades de Pachuca. El 6 de agosto, los administradores de la mina anunciaron que se respetaría el partido, pero omitiendo el resto de las demandas, frente a lo cual despidieron a gritos a los administradores.
El 15 de agosto muchos trabajadores regresaron al trabajo. Sin embargo, los peones comenzaron a organizarse, porque su situación permanecía igual. Muchos barreteros, plantearon su solidaridad a los peones y dijeron: Hubo acuerdo, pero no con los peones y ninguno de nosotros se bajará. Los barreteros de la mina de Santa Teresa fueron obligados a llevarse en el partido el mineral de baja calidad. Hostigados por los recogedores, acuden a la mina La Palma, donde se encuentra Romero de Terreros, este se niega a escucharlos.
Al anochecer, Romero de Terreros y el alcalde mayor de Pachuca José Ramón de Coca, se encuentran con un gran contingente armados con palos y piedras que gritaban maldiciones. Romero de Terreros logró escapar a su hacienda de San Miguel Regla. Pero el alcalde mayor no, al tratar de defenderse golpeó con un palo a un minero y la turba se enardeció, llenándolo de piedras y palos hasta matarlo.
El 16 de agosto arribaron a Pachuca 330 hombres armados, provenientes de Atotonilco el Grande, Zempoala y Tulancingo. El virrey envío a la zona de conflicto al abogado Francisco Javier Gamboa. Llegando a Pachuca el 17 de  agosto, a efecto de realizar toda gestión necesaria para regularizar la situación, escuchó a mineros, operarios y administradores y dictó unas ordenanzas exclusivas para Real del Monte, aprehendió a algunos cabecillas y logró, en apariencia, restablecer el orden. Desde agosto de 1766 hasta febrero de 1767 se presentaron una serie de motines en la región.

#### Evolución de la ciudad

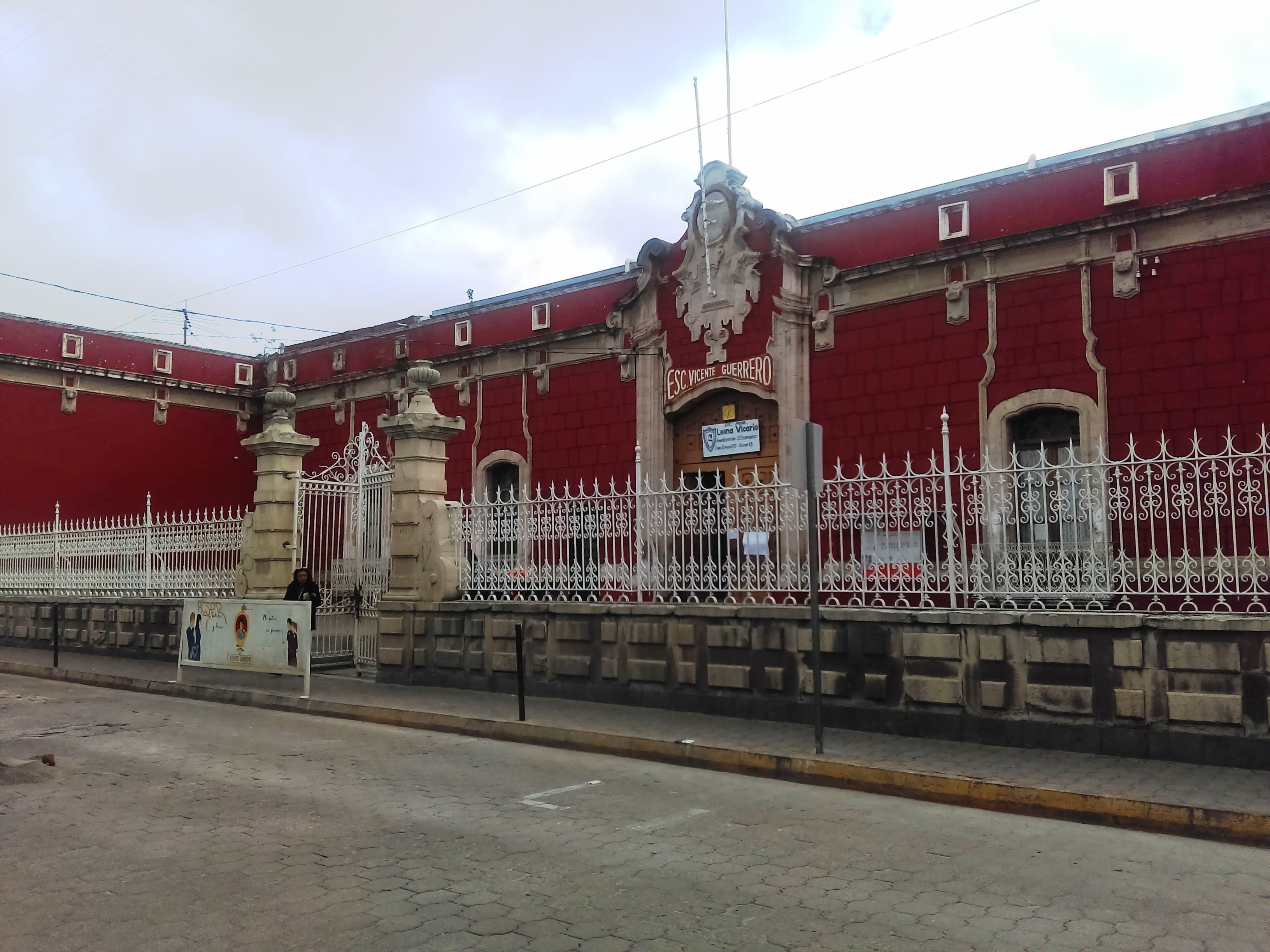
Casa Colorada, que fuera la hacienda de Pedro Romero de Terreros Trebuesto y Dávalos, II Conde de Regla; cuya construcción data de finales. Manuel Sánchez Vite estableció una escuela pública en 1971; a la primaria Vicente Guerrero (mañana) y a la primaria Leona Vicario (tarde).

El 17 de mayo de 1768 el bachiller Francisco Xavier Castañeda, en respuesta a la petición del Arzobispo de México, Francisco Antonio Lorenzana, envió el resultado de un exhaustivo censo de comulgantes de la parroquia y sus 33 estancias, De los datos contenidos en tal padrón, se pueden ver la existencia de:
- 9 barrios, que eran los de: Palacio, San Miguel, San Juan de Dios, Oviedo, La Cueva, Cuesta de la Mina del Jacal, La Candelaria, Santiago, y el de San Miguel Azoyatla.
- 6 haciendas agrícolas: La Blanca, Santa Rita, alias Cadena; Chavarría, San José de las Pitahayas, El Palmar y Quescotitlán.
- 9 ranchos: Amaque, El Conejo, San Miguel Cerezo, San Antonio alias Cabrera, Jilotepec, El Cerrito, Nopalcalco, Tatacoya (Tlapacoya) y La Loma.
- 6 estancias de minas: La de Nava, Santísima Trinidad, Santa Gertrudis, El Jacal, Lo de Navarro y La Blanca.
- 5 estancias: La Hortaliza, El Saucillo, Buena Vista, Manzano y Ventanas; finalmente se reporta la existencia de un pueblo, el de Santa María Magdalena Pachuquilla.

El Rey Carlos III de España nombró I Conde de Regla a Pedro Romero de Terreros a en 1768. En 1770 se establece el primer correo entre la Ciudad de México México y Pachuca. En el año de 1781 muere Pedro Romero de Terreros en su hacienda de San Miguel Regla, cómo dispuso en su testamento, sus restos fueron trasladados a Pachuca, donde fue enterrado en el altar mayor de la Iglesia de San Francisco, del cual había sido benefactor.
En 1783 se incorporan las casas de ensaye a la corona, y por este tiempo se fundan la Aduana y un Ensaye en Pachuca. El 5 de septiembre de 1785, alrededor de las 4:00 p. m. las fuertes lluvias se presentaron sobre la población y lugares circunvecinos afectando más de 300 personas. En 1786 a raíz de las reformas Borbónicas pasa a ser subdelegación de la Intendencia de México, y para 1787 se crea la Provincia de Pachuca, dependiente de la Intendencia de México.

#### Incendio de la mina del Encino en 1789
El 8 de junio de 1789 a las 5:00 a. m. las campanas de distintos edificios de la ciudad empezaron a sonar, la población de la ciudad salió a la Plaza Mayor, donde se encontraba José de Jesús Belmar, subdelegado de Pachuca. Se reunieron en aquel sitio cerca de 800 personas. El subdelegadode acuerdo a los registros dijo:

"Que Dios nos ampare a todos en este afligido momento; sepan sus usías que esta madrugada se ha desatado un voraz incendio en la mena (sic) del Encino, sin que hasta ahora haya logrado salir nadie… Es necesario que vuestras mercedes acudan con nos a socorrer a esos pobres hijos de Dios y María santísima..."

La población se dirigió a la mina del Encino, que era de las más antiguas, se encontraba ubicada al pie del cerro de San Cristóbal. En las afueras de la mina, Nicolás de Ramírez, capataz de todas las minas, organizaba las maniobras de salvamento. El escogió entre los asistentes a los hombres de mediana edad y algunos niños, y poniéndose al frente, marchó delante hasta llegar a la boca-mina. En la noche, fueron saliendo con los sobrevivientes. A la mañana siguiente las campanas de los templos sonaron nuevamente, para anunciar el duelo por la muerte de más de un centenar de operarios.

### Últimos años del virreinato

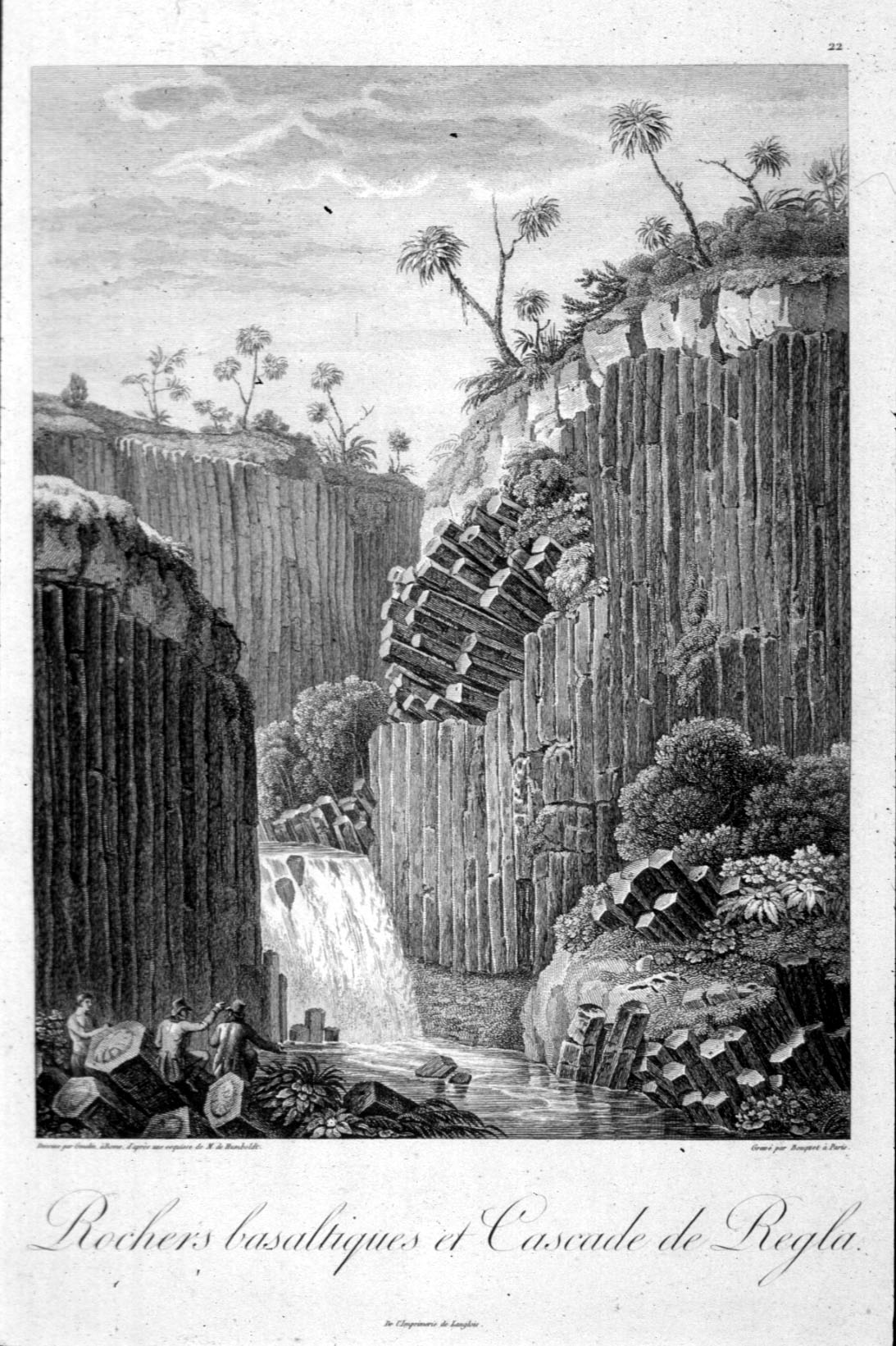
Prismas basálticos de Santa María Regla, por Alexander von Humboldt, publicado en el libro "Vista de la Cordillera y monumentos de los pueblos indígenas de América" en 1810.

En 1799 el cura Mariano Matamoros es asignado como vicario de la Parroquia de la Asunción; la presencia de Matamoros, abarca del 4 de abril de 1799 al 10 de noviembre de 1801, y estuvo bajo las órdenes cura Mariano Iturría Ipazaguirre.
El 19 de septiembre de 1802 se celebra en Pachuca con grandes manifestaciones la firma del Tratado de Amiens, la paz ajustada entre España e Inglaterra. En 1803 Alexander von Humboldt y Aimé Bonpland, visitan las minas de Pachuca de Soto y Mineral del Monte; además de los Prismas basálticos de Santa María Regla en Huasca de Ocampo, así como los Órganos de Actopan también conocidos como Los Frailes en El Arenal. Humboldt determina trigonométricamente la altura de los  Órganos de Actopan, teniendo como resultado 2977 m; y a los Prismas basálticos de Santa María Regla los dibujaría a lápiz.
El incendio de la mina del Encino en 1789 fue objeto de especial atención para Alexander von Humboldt, quien la encontró abandonada a consecuencia de la catástrofe y se refirió a ella de manera en su libro "Ensayo Político del Reino de la Nueva España":

" Las minas de Pachuca de Real del Monte y de Moran tienen grande celebridad á causa de su antigüedad de su riqueza y de su proximidad á la capital Desde principios del siglo xvm solo se ha beneficiado con actividad la veta de la Vizcaína ó de Real del Monte el laborío de las minas de Moran solo se ha vuelto á emprender pocos años há, y el criadero de Pachuca, uno de los más ricos de América, esta abandonado enteramente desde el horrible incendio de la famosa mina del Encino, que daba sola ella anualmente más de 30,000 marcos de plata. El fuego consumió toda la armadura que sostenía la bóveda de los cañones, y la mayor parte de los mineros quedaron ahogados antes de poder llegar a los tiros.
Alexander von Humboldt, Ensayo Político del Reino de la Nueva España (1836).

En enero de 1810 el suelo fue arrasado por el frío los pastizales y maleza perdieron su fijación al suelo. El 10 de febrero de 1810, a las 04:00 p. m. arreció el viento, haciendo volar toda clase de objetos. Hacia las 05:30 p. m. se sumó una tolvanera que ensombreció el cielo. Sobre las 06:00 p. m. las techumbres se desprendieron de las casas, y diversas bardas cayeron. Todo terminó media hora después, cuando empezaba a obscurecer, muchos debieron pasar la noche en el Portal de los Mercaderes hasta que el subdelegado José María Montes de Oca dispuso como labor colectiva la restauración de las casas afectadas.

## Independencia de México

### Inicio

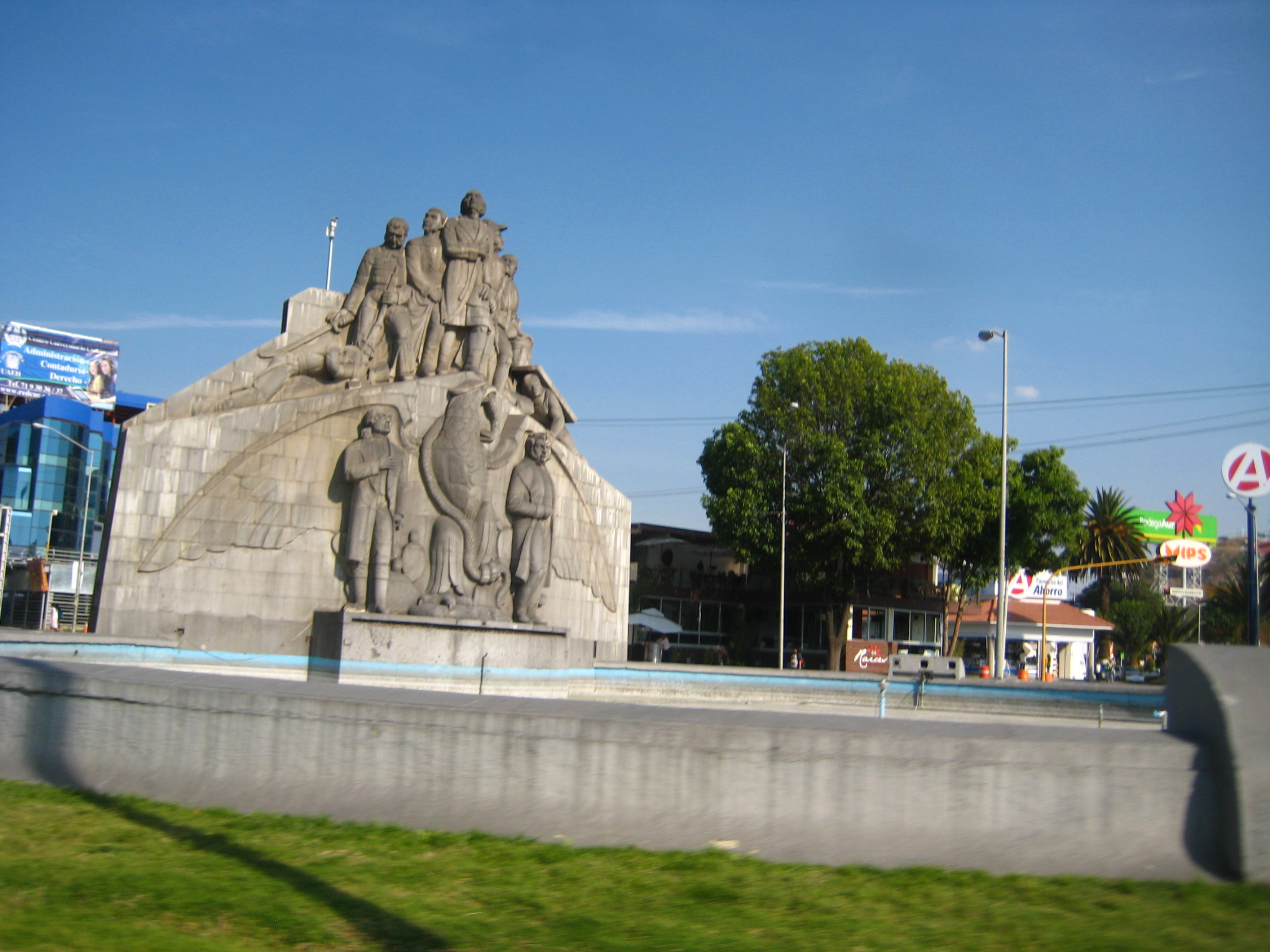
Monumento a los Insurgentes, en la parte frontal del monumento aparecen estatuas de los insurgentes encabezados por Miguel Hidalgo. Su construcción inició el 1 de abril de 1953 y fue inaugurado el 30 de julio de 1954.

La Independencia de México de inicio con el Grito de Dolores, el 16 de septiembre de 1810. Al inicio de la guerra de independencia las minas de la región fueron abandonadas. Pachuca fue considerado, como un punto estratégico; en razón de encontrarse en este sitio el resguardo de las platas y azogues de la Corona, así como almacén de los minerales propiedad de los ricos mineros que explotaban los yacimientos de esta Comarca Minera.

#### Toma de Pachuca de 1811
El 5 de octubre de 1811 una partida de aproximadamente cien hombres, pertenecientes al ejército de Osorno y comandados por los jefes Olvera, Padilla y Beltrán, invaden el Real de Pachuca, penetrando hasta la Plaza de Toros de Avendaño, donde las fuerzas se fortificaron en la casa de Francisco de Paula Villaldea. La que no se atrevieron a atacar los invasores.
Estos se retiraron y saquearon algunas casas y negocios comerciales, así como dirigirse a la cárcel donde pusieron en libertad a los presos, aunque, muchos de ellos regresaron después de manera voluntaria, lo que fue premiado por el virrey, quien ordenó fueran indultados en reconocimiento a su conducta. La breve toma permitió a los insurgentes saber que era una plaza poco resguardada.

### Organización

#### Toma de Pachuca de 1812

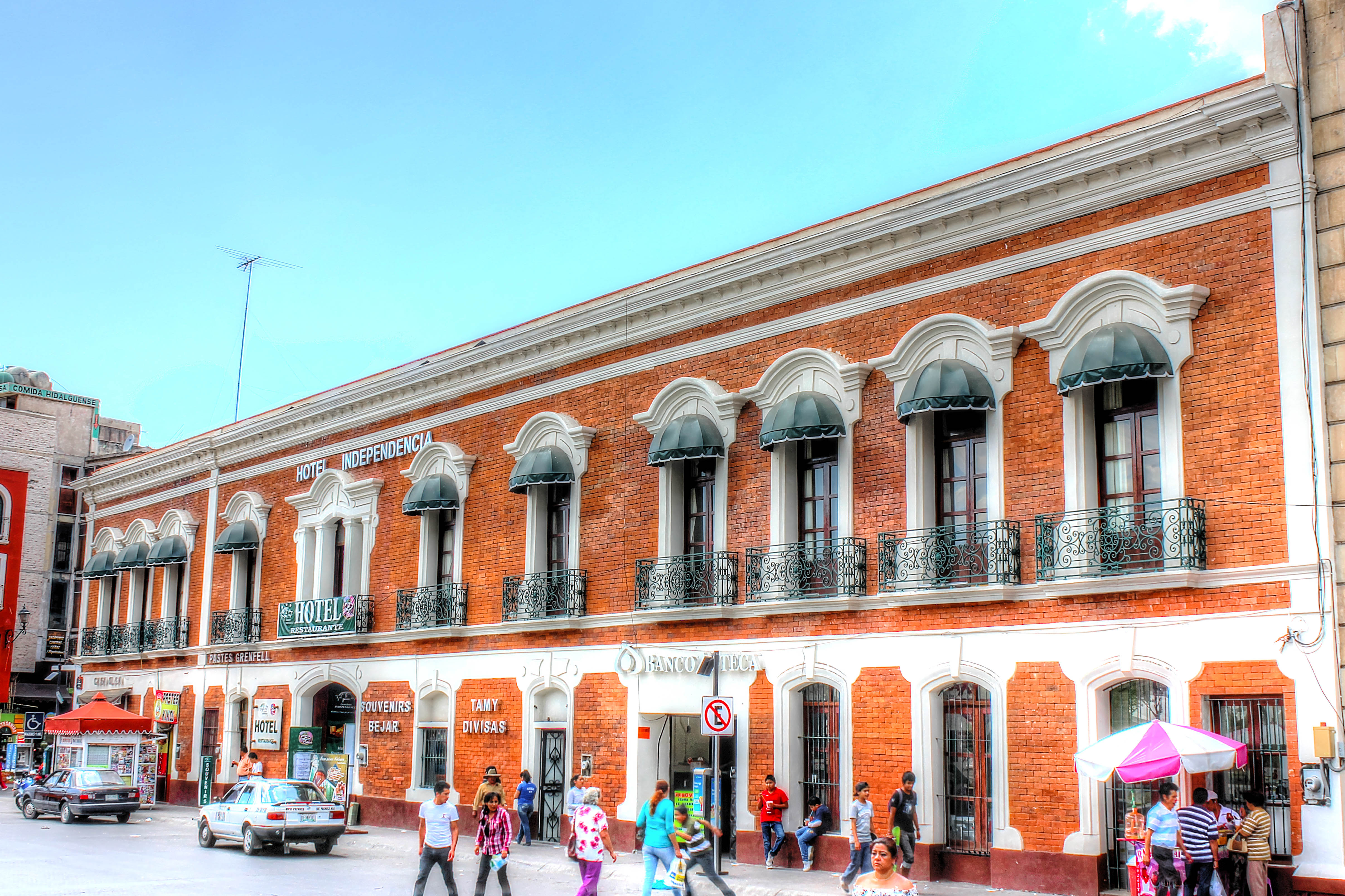
Gabriel Mancera en el libro "Diccionario de las palabras empleadas en la nomenclatura para las vías públicas de la ciudad de Pachuca", señala que el sitio donde se parapetaron los realistas fue la casa Francisco de Paula Villaldea, y es el actual Hotel Independencia.

El 23 de abril de 1812 la ciudad es tomada por los insurgentes Miguel Serrano, Vicente Beristáin y Pedro Espinosa pertenecientes al ejército del insurgente José Francisco Osorno. Cerca de 500 hombres y dos cañones; se adueñaron de la ciudad, excepto de tres edificios, en los cuales resistieron los realistas de Pedro Madera, el subdelegado de Pachuca, Francisco de Paula Villaldea. La incursión insurgente se vio incrementada al anochecer, cuando los rebeldes incendiaron varias casas y el fuego se propagó por todas partes.
Los religiosos del Colegio de San Francisco intervinieron a fin de que Pedro Madera convocara a una junta, donde se pactó la capitulación de la ciudad. Los españoles se comprometieron a entregar las armas, así como los caudales de la Real Caja en la que se hallaban 310 barras plata. De igual manera se dejó en libertad a la tropa para que saliera de la ciudad. El acontecimiento es narrado por el historiador Lucas Alamán de la siguiente manera:

«En la madrugada de aquel día, los insurgentes lograron apoderarse de toda la población, excepto (de) tres casas en que se habían hecho fuertes (el teniente coronel Pedro) Madera y las de los realistas, conde Casa Alta, que había sido caballerizo del virrey Iturrigaray, y la del subdelegado Francisco de Paula Villaldea. 

Todo el día emplearon los insurgentes en batir estos edificios, en especial la casa de Villaldea, minero rico y comandante de los realistas, que a la sazón estaba en México. Grande era la consternación de la población, la que en la noche se aumentó con el incendio de varias casas y entonces fue cuando los religiosos del colegio apostólico, excitados por algunos vecinos, intervinieron para que se tratase la capitulación.».
Lucas Alamán, Historia de México Tomo II (1884).

El 24 de abril de 1812, se corrió el rumor de que las fuerzas de la hacienda Tlahuelilpan, venían en auxilio de la ciudad, los insurgentes culparon al comandante Madera de haber violado las condiciones de la capitulación y reanudaron las hostilidades, apresando a diversos españoles quienes fueron conducidos a Pantoja (Guanajuato), donde se encontraba Ignacio López Rayón. Horas después, los subalternos de Rayón dieron muerte al grupo de peninsulares, pretextando que habían querido huir.
Del saqueo fueron objeto diversas casas, y se obtuvieron cerca de trescientas piezas con valor de mil pesos cada una, cincuenta tejos de oro, más de seiscientos fusiles y otros muchos útiles pertenecientes a la tropa. De las barras plata, una buena parte fue remitida a Ignacio López Rayón, otra se entregó a José María Morelos el 13 de octubre de 1813, quien utilizó estos recursos para financiar su campaña. La parte que quedó en poder de los hombres de Osorno, dividiéndose una parte para el propio Osorno, otra para Beristaín y otra para Serrano, quienes a su vez repartieron entre sus hombres.
El 10 de mayo de 1812, el comandante realista Domingo Claverino, a quien se habían unido las fuerzas de Rafael Casasola, entra en Pachuca, donde no encontró oposición y restablece la normalidad en el trabajo de las minas; y se procedió a recobrar los puntos cercanos: Mineral del Monte, Mineral del Chico y Atotonilco el Grande, para lo que Claverino contó con la ayuda del coronel Francisco de las Piedras, encargado de la defensa de Tulancingo.
El 24 de febrero de 1813 salen de Tulancingo 150 realistas para Pachuca escoltando un convoy que conducía el Coronel Piedras, y el 27 salen del mismo lugar 120 dragones e infantes como refuerzo. En 1813, Pachuca recibe el título de ciudad, mediante el pago de 3000 pesos que hizo Francisco de Paula Villaldea; sin embargo este dato carece de veracidad al no encontrarse a documentación correspondiente.

### Resistencia
En 1816 las tropas realistas que había en la ciudad estaban mandadas por Francisco de P. Villaldea. El 7 de agosto de 1817 el Comandante de Pachuca, Villaldea, comunica al Virrey el indulto otorgado al capitán insurgente Ciriaco Aguilar, y su entrada en la población con su compañía, vitoreando al legítimo Gobierno.
Servando Teresa de Mier fue encarcelado el 13 de junio de 1817 en Soto la Marina, de donde fue conducido a la cárcel de la Inquisición de la Ciudad de México, en cuyo trayecto cruzó por Huejutla, Zacualtipán, Tulancingo, y Pachuca. El 27 de junio de 1817 se comunica al Comandante militar de Pachuca que traen preso por el camino de Huejutla a Servando Teresa de Mier, en donde se le recluyó en la cárcel del Edificio de las Cajas Reales. La estancia en Pachuca se prolongó por casi dos semanas. En Pachuca se le intentó componer el brazo quebrado, la estancia en Pachuca se prolongó por casi dos semanas.
El 1 de octubre de 1819 se estableció Doce Vicarías Foráneas en el Arzobispado y la Parroquia de Pachuca quedó como sufragánea de la de Tulancingo. En este año las Minas del Mineral del Monte fueron totalmente abandonadas, y la población llegó a tal grado de abatimiento y de abandono que varias casas se cayeron interrumpiendo el tránsito con los escombros.

### Consumación
El 7 de mayo de 1821 Nicolás Bravo avanzó hacia Tulancingo, ocupada entonces por el comandante español Manuel de la Concha; quien decidió abandonar la ciudad, se refugió en Pachuca y después partió a la Ciudad de México. Bravo partió en busca De la concha, con trescientos caballos para batirlo; en el camino se encontró con Guadalupe Victoria, que se dirigía a San Juan del Río.
Victoria apoyó la persecución de De la Concha, quien fue alcanzado en San Cristóbal Ecatepec, donde se rindió y se le permitió marcharse. Después de este suceso regresaron Bravo y Victoria a Tizayuca, donde pernoctaron y al día siguiente se dirigieron a Pachuca, donde entraron proclamando el Plan de Iguala el día 9 de junio de 1821.
A la fuga de De la Concha fueron abandonadas en Pachuca varias armas y una cantidad considerable de parque, que fue recogida por los independientes en su corta estancia. Aquí se separaron Bravo y Victoria; el primero regresó a Tulancingo, y el segundo continuó a San Juan del Río para encontrarse con Agustín de Iturbide.
La guerra de independencia disminuyó la actividad minera, pues muchos centros dejaron de ser explotados debido al abandono en que quedaron por falta de seguridad y garantías. La consumación de la Independencia de México, no significó de manera alguna el rompimiento de las prácticas coloniales de producción y distribución de la riqueza especialmente en la minería.

## Primeros años del México independiente

### Inmigración británica
Después de la Independencia de México las minas fueron abandonadas, por tal motivo se pusieron en práctica varios proyectos de inversión en el extranjero a fin de atraer capitales, para rehabilitar y trabajar las minas. José María Romero de Terreros, III Conde de Regla, dirigió su atención hacia Inglaterra; solicitó a José Rodrigo Castelazo, escribiera un opúsculo (obra científica de poca extensión), sobre las condiciones que guardaban sus minas, las que fueron descritas con exactitud en el “Manifiesto de la Riqueza de la Negociación de Minas Conocida por la Veta Vizcaína”, escrito y publicado en 1820.
En enero de 1823 Pedro Espinosa, gobernante de Pachuca, se adhiere al Plan de Casa Mata y se pronuncia por la república. Para 1823 se envía a Londres una propuesta de inversión, y a transfiere la autorización de buscar inversionistas a Thomas Kinder John Staples quien se dirigió a John Taylor empresario minero de Cornwall. El 16 de enero de 1824 se da el alquiler de las minas del Tercer Conde de Regla, y la adquisición de la Mina de Morán en Real del Monte, propiedad de Tomás Murphy.
El 4 de febrero siguiente tuvo lugar una segunda reunión, en la que se crea la Compañía de Caballeros Aventureros de la Minas de Pachuca y Real del Monte. El 6 de marzo de 1824, Taylor firma acuerdos con Kinder (representante del III conde de Regla) y otro con John Murphy (apoderado de su hermano Tomás), mediante los cuales la compañía tomó en alquiler las numerosas minas de Mineral del Monte. El 16 de agosto de 1824 fue firmado en Londres, Inglaterra; el protocolo de venta de las minas de Pachuca y Mineral del Monte.
El 25 de marzo de 1824 parten de Liverpool, el primer grupo, compuesto por quince técnicos ingleses, comandado por James Vetch, así como los comisarios John Rule y Vicente Rivafinoli. Hicieron escala en Nueva York por cinco días, el 25 de mayo arribaron a Tampico, llegando a Mineral del Monte el 11 de junio de 1824, la mayoría de los inmigrantes a esta región procedían de las zonas mineras de Camborne, Redruth y Gwennap.

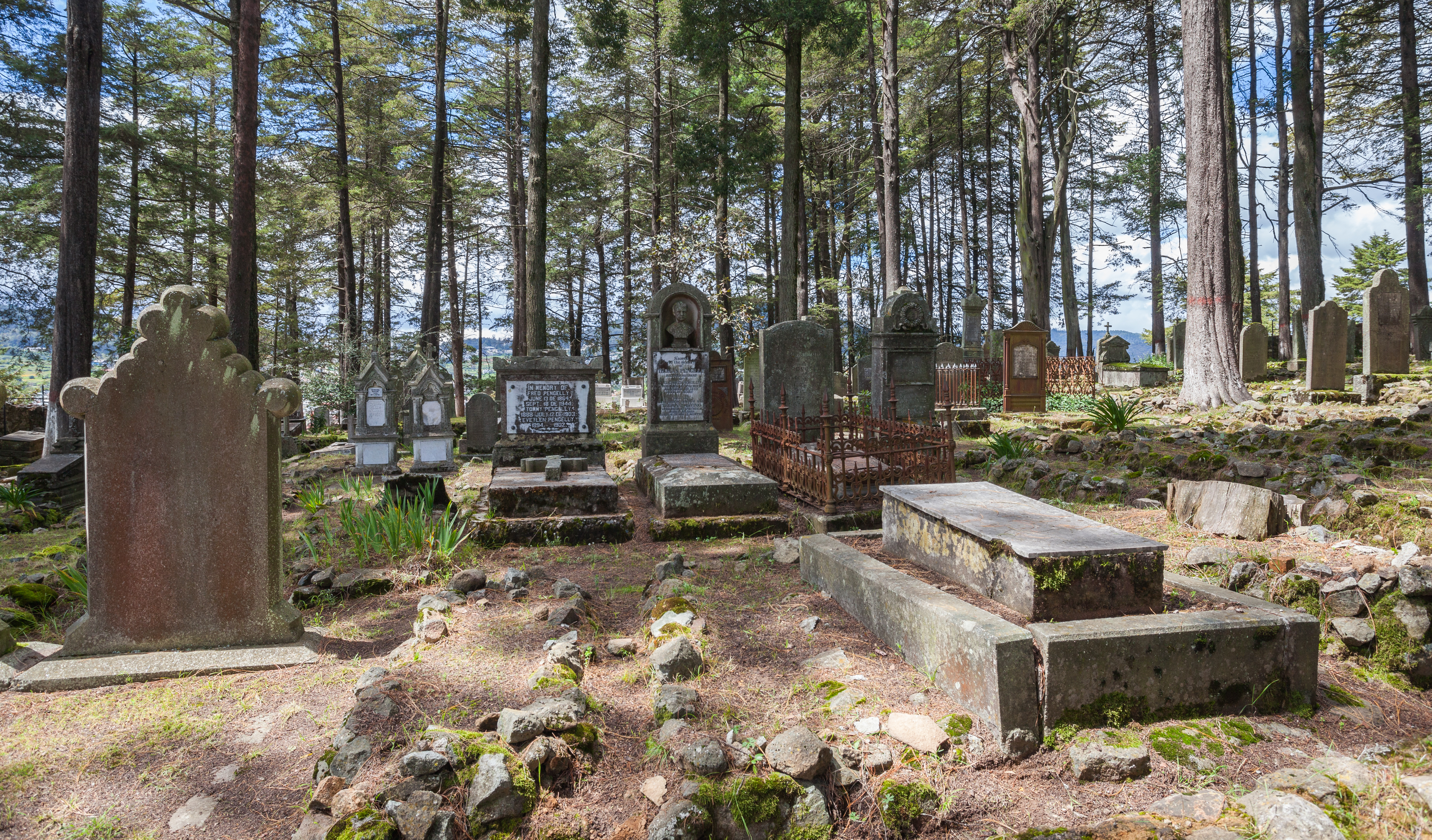
Panteón Inglés ubicado en Real del Monte, se construyó en 1851, cuenta alrededor de 750 tumbas, las sepulturas están alineadas y orientadas hacia Inglaterra.

El 6 de agosto de 1824; se consigna Pachuca como partido perteneciente al distrito de Tulancingo. El 8 de abril de 1825; al partido de Pachuca se agrega el territorio del extinto partido de Zempoala y parte del partido de Tetepango. El 15 de febrero de 1826; se consigna a Pachuca como Ayuntamiento perteneciente al partido del mismo nombre de la prefectura de Tulancingo.
En 1825 de Falmouth, parte una flotilla de cuatro barcos (Melpomene, General Phipps, Sarah y Courier) transportando un grupo de mineros y 1500 toneladas de equipamiento, incluyendo nueve máquinas de balancín Cornish con sus correspondientes calderas y otro equipo auxiliar; el grupo desembarcó en la playa de Mocambo en Veracruz, muchas de las barcazas que transportaban desde el barco las piezas naufragaron, se emplearon ocho semanas en salvar lo que había quedado de la carga.
Al llevar a cabo el traslado, fue necesario ampliar caminos, construir carros especiales y comprar infinidad de animales de tiro para jalarlos, el viaje duró aproximadamente un año, finalmente en mayo de 1826, las máquinas y enceres estaban ya en Mineral del Monte. Los principales lugares de trabajo serían las minas de Guadalupe, Santa Teresa, San Cayetano, Dolores, Santa Brígida, Acosta, San Pedro y Corteza.
Los principales lugares de trabajo serían las minas de Guadalupe, Santa Teresa, San Cayetano, Dolores, Santa Brígida, Acosta, San Pedro y Corteza, había 3500 mineros córnicos y sus familias viviendo en Pachuca y Mineral del Monte. Los primeros conflictos laborales con los operarios mexicanos sucedieron en los años 1828, 1833, 1840, 1841 y 1845; estos debido a la fuga de trabajadores calificados y problemas salariales.
El 23 de diciembre de 1837; Pachuca se consigna como partido perteneciente al distrito de Tulancingo. En 1841 se establece la comunicación de Pachuca con la Ciudad de México por diligencia; salía de México a las 6:00 a. m. del lunes, miércoles y viernes, y llegaba a las 3:00 p. m., regresaba los martes, jueves y sábados a la misma hora.

### Guerra con Estados Unidos

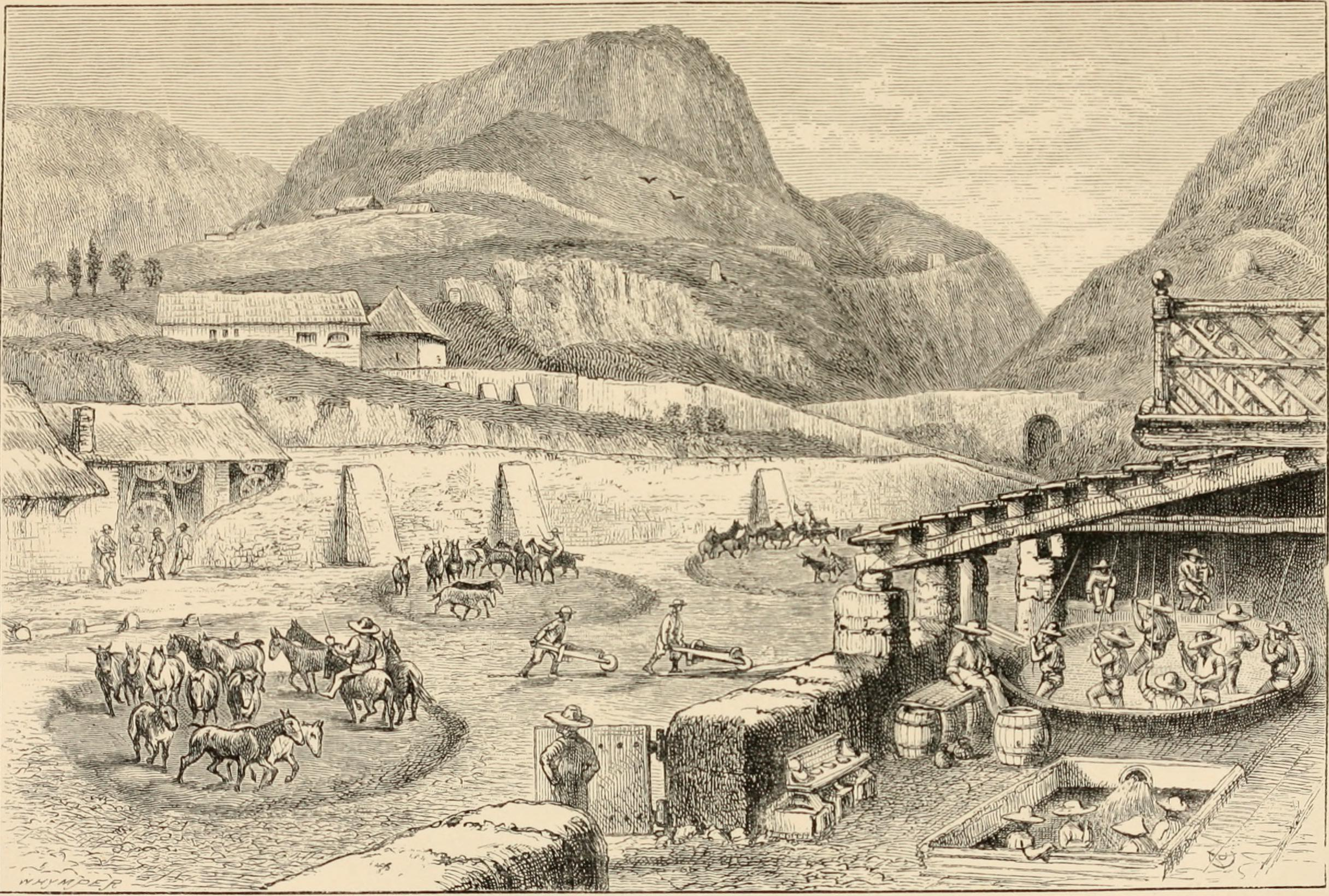
Hacienda de Beneficio de Loreto durante el. Imagen de autor anónimo.

La Intervención estadounidense en México fue un conflicto bélico que enfrentó a México y a los Estados Unidos entre 1846 y 1848; este conflicto se inició por las pretensiones expansionistas de los Estados Unidos, cuyo primer paso fue la creación de la República de Texas, sobre una parte del territorio de Coahuila, Tamaulipas, Chihuahua y Nuevo México; este hecho, provocaron la invasión del territorio de México por parte del ejército estadounidense.
En Pachuca el 29 de diciembre de 1847, hace su entrada el segundo regimiento de voluntarios de Kentucky con cerca de 600 hombres, comandado por el coronel William T. Withers, quien establece su cuartel en el Convento de San Francisco, sin encontrar algún tipo de oposición.
En 1847 permanecía en plena actividad la "Compañía de Caballeros Aventureros de la Minas de Pachuca y Real del Monte", de modo que un buen número de operarios de Inglaterra, residían en Pachuca y Mineral del Monte, lo que propició gracias al idioma, una buena oportunidad para relacionarse; y fue la causa para que personas de origen Irlandés, salieran apresuradamente, temerosos de represalias, debido a la participación del Batallón de San Patricio.
El Tratado de Guadalupe Hidalgo, firmado el 2 de febrero de 1848, puso fin a la intervención, en Pachuca no tuvo cambio inmediato, debido a los sacerdotes Celedonio Jarauta y Antonio Martínez, quienes a finales de febrero, sostuvieron un combate en Zacualtipán. Fue por ello que la ocupación de Pachuca se prolongó hasta el 4 de marzo, fecha en que las tropas extranjeras abandonaron la ciudad, llevando consigo 121 barras de plata, valuadas en 150 000 pesos.
Los mineros córnicos  explotarían las minas hasta 1848, año en que se vendieron sus posesiones a la negociación mexicana de Mackintoch, Escandón, Beistegui, y John Rule. En 1848 se crea oficialmente la Compañía Real del Monte y Pachuca, con capital norteamericano y mexicano. Esta compañía mantuvo una política favorable a la preservación de la planta de trabajadores córnicos.

### Revolución de Ayutla

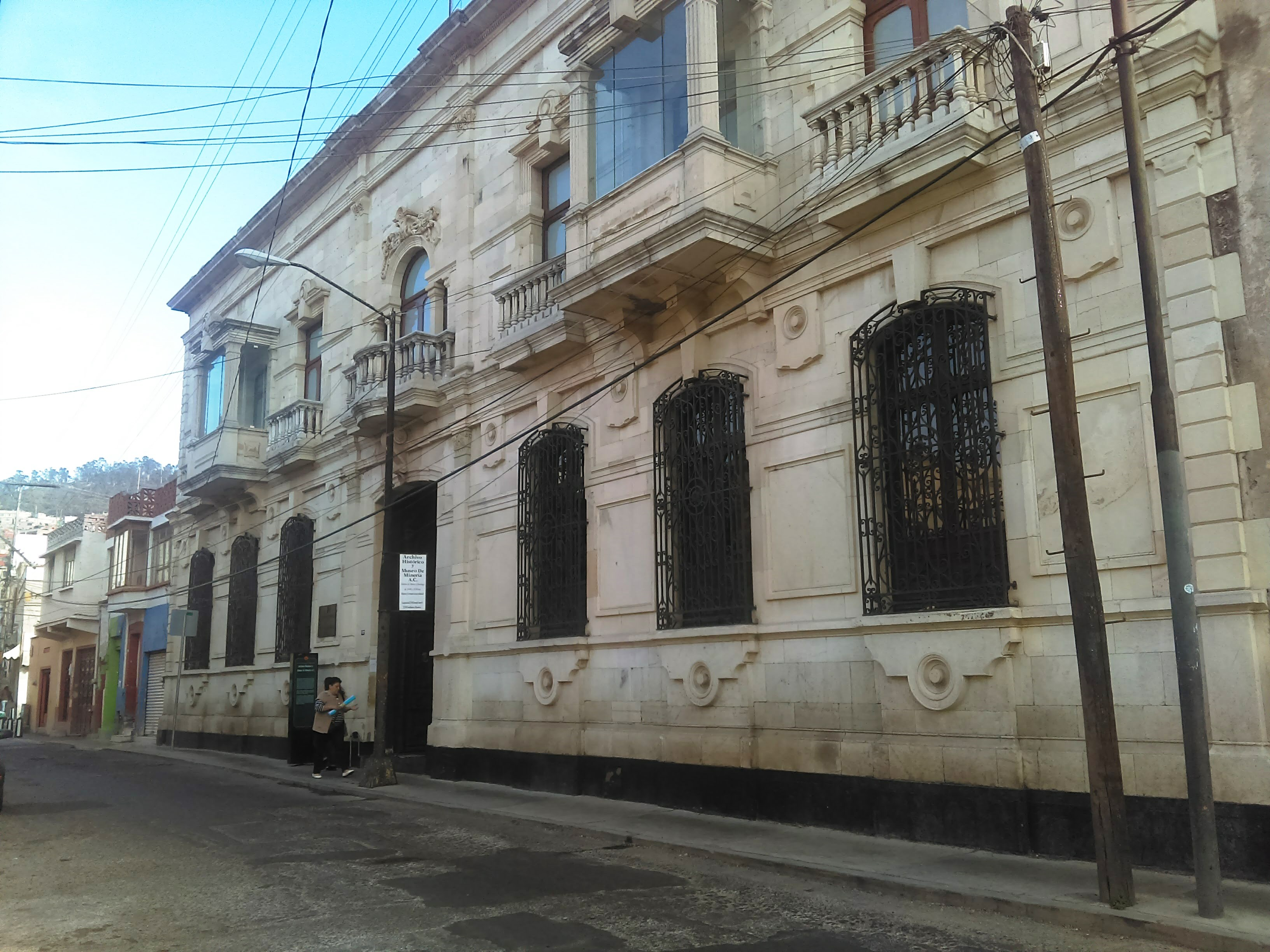
Archivo Histórico y Museo de Minería su sede es un edificio del, que fuera el local de las Cajas de San Rafael.

En 1850 la ciudad tenía 4000 habitantes. Se estima que en 1850 llegó a Pachuca el primer pastor protestante, el reverendo Henry Davis, quien ofició los cultos en inglés en la Finca San Lunes. En 1850, se reiniciaron los trabajos (especialmente en la Mina del Rosario), y ocurrió tal bonanza que Pachuca se quintuplicó por la afluencia de trabajadores.. Entre 1850 y 1855 se contrató a un gran número de córnicos para manejar la maquinaria y para reponer al personal que años antes había despedido la Compañía de los Aventureros.
En 1852 se reabrió el Hospital de San Juan de Dios, bajo el sostenimiento del Ayuntamiento de Pachuca como Hospital Civil. El 24 de diciembre de 1854 se establece el alumbrado público en Pachuca, siendo los faroles iguales a los de la Ciudad de México. La Revolución de Ayutla fue un movimiento insurgente en el año de 1854. 
En 1856 los primeros días de febrero se pronunció en Tulancingo Manuel Andrade en defensa de la Religión y los Fueros, y por los mismos días Ignacio Solís se pronunció en Pachuca, después de haber escrito tres días antes una carta a Ignacio Comonfort en que le protestaba su adhesión. El 20 de octubre de 1856 el coronel José Ignacio Gutiérrez entra a Pachuca al frente de 200 hombres, se retiró después de haberse proporcionado algunos recursos.
En 1857 José Ignacio Gutiérrez, enviado por el general Tomás Mejía para operar en lo que hoy es el estado de Hidalgo, se apodera por sorpresa primero de Tulancingo y después de Pachuca.

## Guerra de Reforma

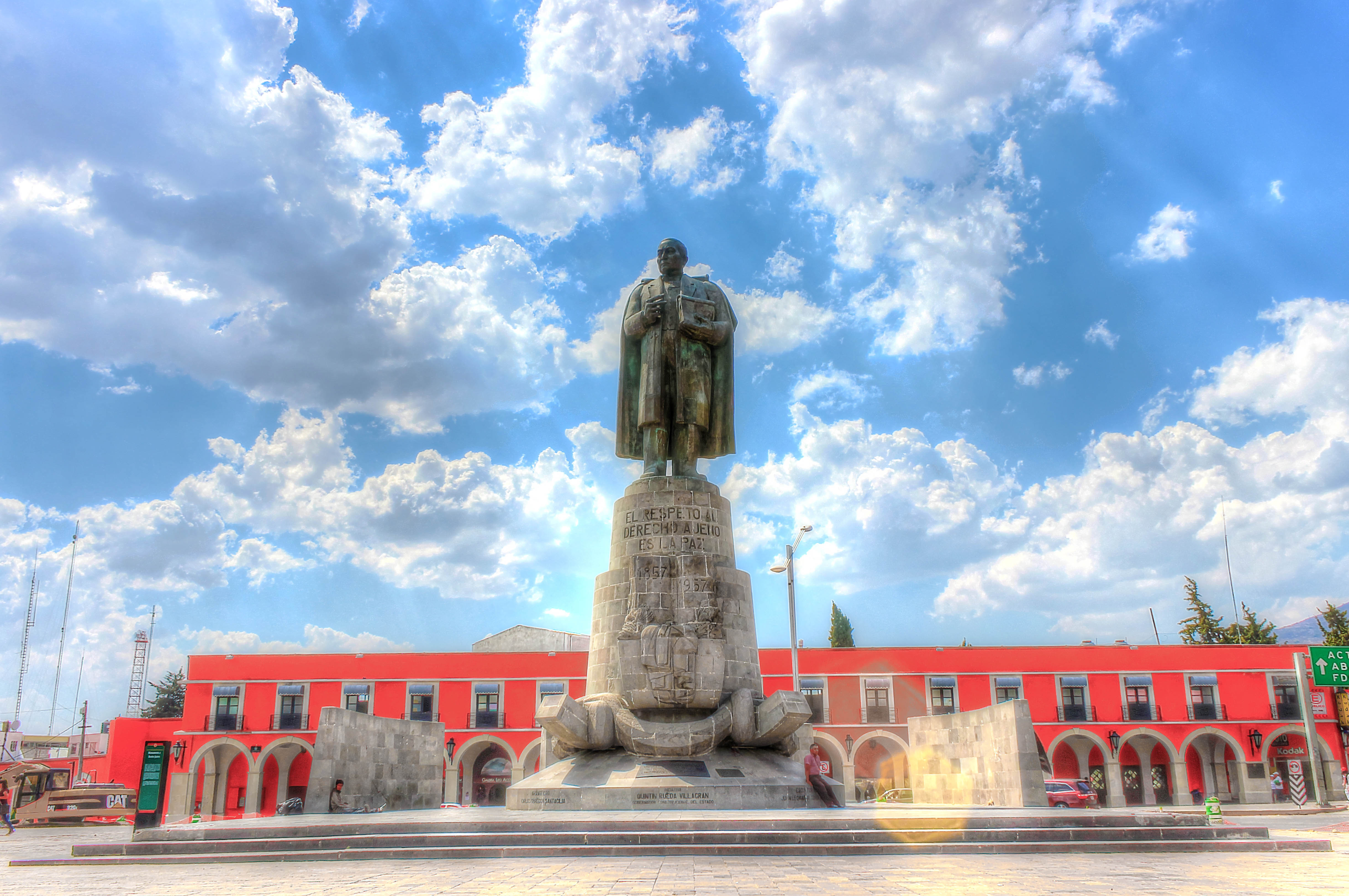
Monumento a Benito Juárez en Pachuca, inaugurado el 21 de marzo de 1957 diseñado por Carlos Obregón Santacilia, y la escultura por Juan Leonardo Cordero.

La Guerra de Reforma, transcurrió desde el 17 de diciembre de 1857 hasta el 1 de enero de 1861. Fue el conflicto armado que enfrentó a los dos bandos en que se encontraba dividida la sociedad mexicana: liberales y conservadores. El 20 de diciembre de 1858 los jefes constitucionalistas Ampudia, Alatriste y Traconis se apoderan de Pachuca. Para el año 1860  parece que en este año hubo por primera vez una imprenta en Pachuca.
El 23 de abril de 1860 el Coronel liberal Campos derrota a la guarnición reaccionaria de Pachuca y hace prisionero al jefe de esta, Coronel Aguilar. El 26 de mayo de 1860 Antonio Carbajal entra a Pachuca y lleva a cabo la exclaustración de los frailes del Colegio de San Francisco y queman los subordinados del jefe vencedor, los libros y el archivo que contenía documentos. El 5 de septiembre de 1860 el Gral. Pedro Ampudia, ocupa a Pachuca con la División de Oriente del ejército liberal y lleva a cabo una segunda exclaustración de los frailes del Colegio de San Francisco que había vuelto a reunirse.
El 18 de mayo de 1861 se registra una fuerte inundación en Pachuca. El 31 de julio de 1861; Pachuca se consigna como partido del distrito del mismo nombre en el estado de México. El 15 de octubre de 1861; se consigna Pachuca como distrito del estado de México. El 14 de noviembre de 1861; todas las cabeceras de los distritos tendrán el título de villas en el estado de México.
El Hospital de San Juan de Dios, continuó hasta 1861, año en el que, al expropiarse las instalaciones del Convento de San Francisco, se decide trasladar el hospital a uno de los claustros, lo que ocurrió a principios de 1862.

### Batalla de Pachuca de 1861

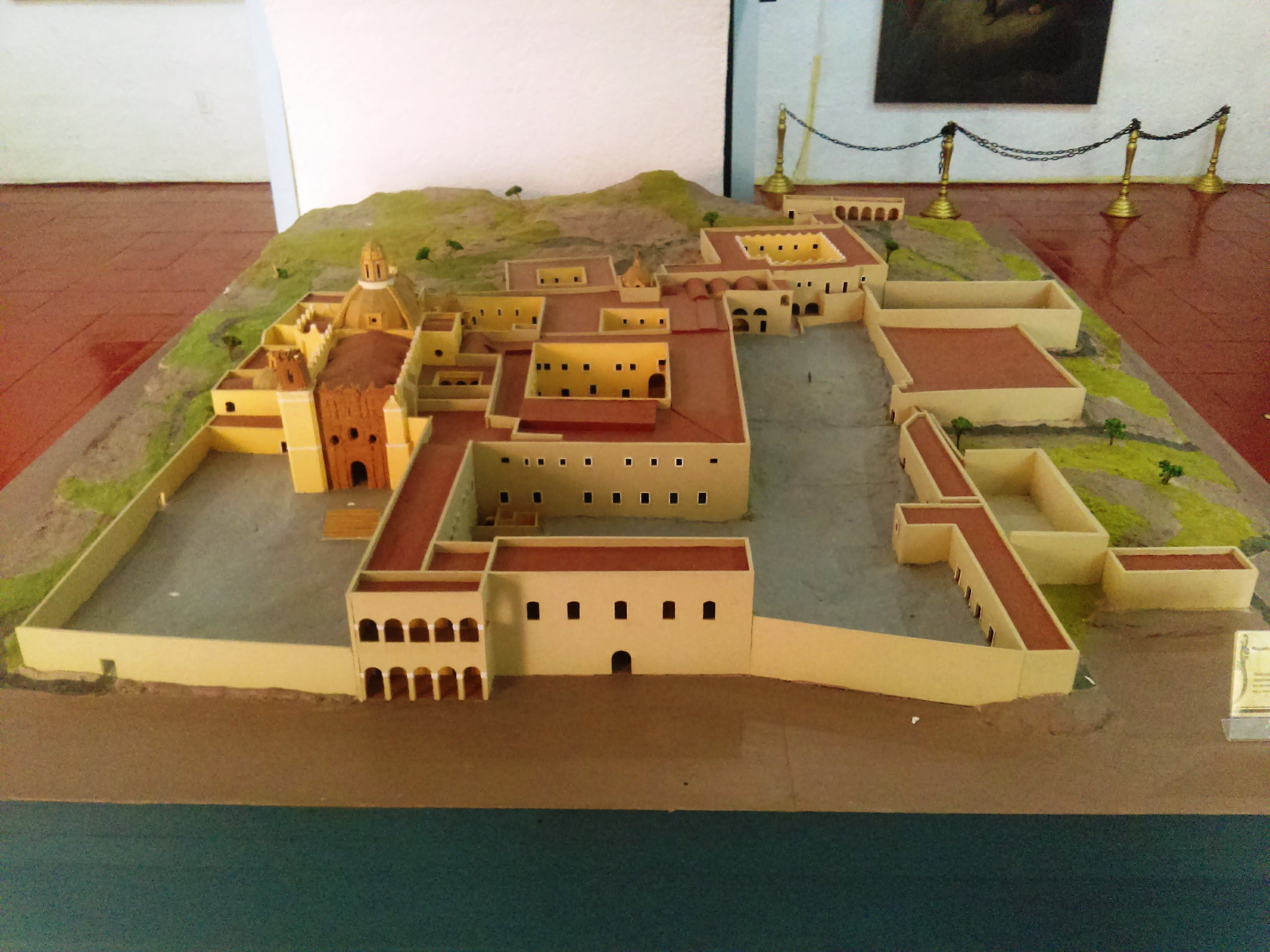
Maqueta del Templo y exconvento de San Francisco, realizada a partir de un plano de 1861. En exhibición en el Museo de sitio de San Francisco.

A pesar de que la guerra técnicamente ya había terminado con la victoria de los liberales y la entrada de Benito Juárez a la capital del país, los conservadores seguían tratando de formar guerrillas para batir de alguna forma a los liberales. La batalla se desarrolló en Pachuca y Mineral del Monte, donde los conservadores; Félix María Zuloaga y Leonardo Márquez fueron vencidos por el liberal Santiago Tapia y el coronel Porfirio Díaz.
En la mañana del 20 de octubre de 1861, las fuerzas conservadoras de Márquez entraron al poblado de Pachuca, ocupando de manera temporal esta plaza, ya que aquí se encontraban las fuerzas liberales del general Juan N Kampfner, los generales Tapia y Díaz se enteraron de la llegada de Márquez a Pachuca, por lo que desplegaron cuerpos militares con el objetivo de derrotar a las tropas conservadoras.

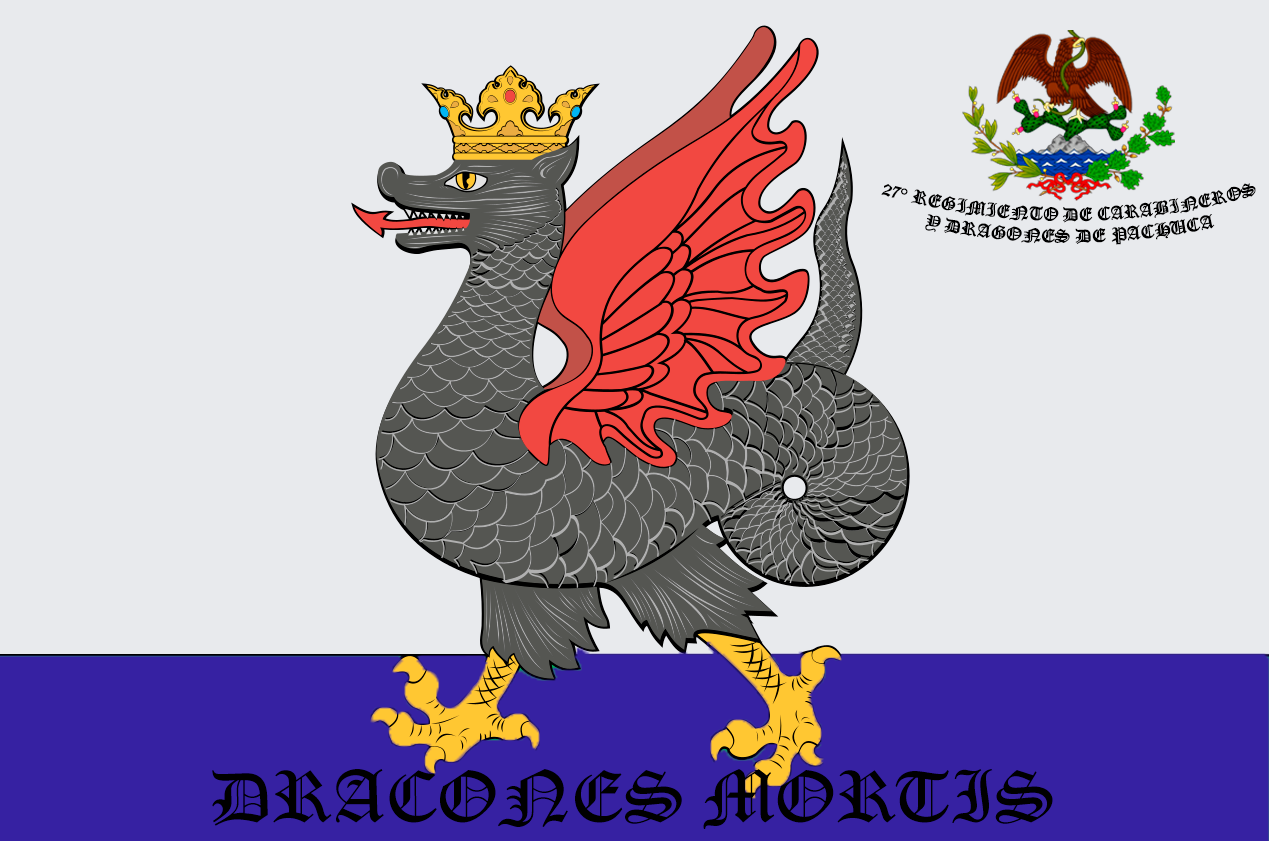
Bandera supuestamente utilizada por los Carabineros de Pachuca durante la batalla, Está siendo una propuesta de Kampner

El número de fuerzas de infantería de los conservadores era de dos mil hombres aproximadamente; ante este ocupación, el militar liberal Kampfner, decide enviar una carta desde Pachuca al ministro de guerra y marina, Ignacio Zaragoza, informándole de la situación, refiriéndose especialmente «“a que en pocas horas sería atacado”» y que decidía quedarse en Pachuca, se adhirieron algunos ciudadanos conformando un ejército de aproximadamente 1500 personas.
La correspondencia fue interceptada, evitando que las cartas llegaran a la Ciudad de México para dar parte de lo que acontecía y las diligencias fueron suspendidas entre la Ciudad de México y Pachuca por temor de que fueran objeto de asaltos a los pasajeros. El general Tapia desplazó infantes y elementos de caballería en los alrededores de la ciudad, mientras que el general Márquez se movió en dirección al camino de Mineral del Monte, donde también hizo lo mismo el coronel Díaz, llegando a un lugar conocido como la Cruz de los Ciegos.
El general Tapia comenzó atacando desde la población de Pachuca obligando a retroceder hacia el camino de Real del Monte, por más de una hora, se realizó intercambio de disparos, hasta lograr diseminar al grupo militar conservador, obligándolos a retirarse a Mineral del Monte. El general Tapia siguió a los reaccionarios, sin embargo, no los alcanzaron. Porfirio Díaz se quedó en Mineral del Monte, entre cuatro y cinco días, para enterrar a los soldados muertos y poner a los heridos en un hospital para su recuperación.

## Intervención Francesa
La Intervención Francesa fue el segundo conflicto internacional sostenido entre México y Francia. Comenzó con los reclamos franceses por la suspensión de la deuda por el gobierno de Benito Juárez, y siguió con el establecimiento del Segundo Imperio Mexicano donde Maximiliano de Habsburgo quedó como Emperador de México, sostenido por las tropas francesas, belgas y austriacas que ocuparon el país entre 1862 y 1867.

### Segundo distrito militar

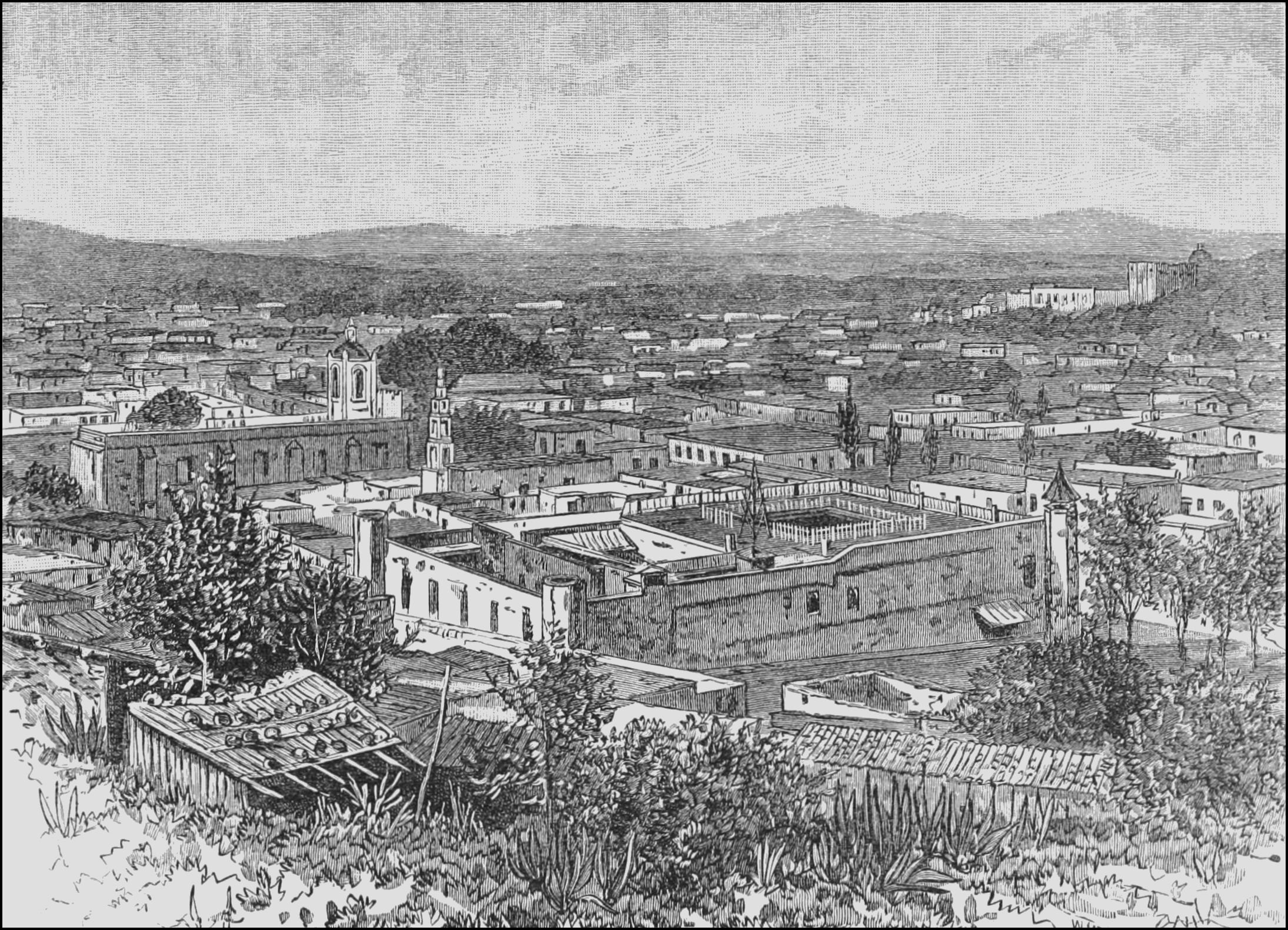
Panorámica de Pachuca a finales del. Imagen de autor anónimo.

El 22 de mayo de 1862; Pachuca como distrito forma parte del cantón militar número III del estado de México. Para organizar al ejército mexicano el 7 de junio de 1862 el Presidente de México Benito Juárez, decreta la división del estado de México en tres distritos militares. El segundo formado por los territorios que integran al estado de Hidalgo, para el que designó como capital a Actopan y nombró como comandante a Pedro Hinojosa. La falta de infraestructura para alojar a las autoridades de esa localidad, obligó a cambiar la sede a Pachuca. Se instalaron en el Hospital de San Juan de Dios donde permaneció el gobierno todo el tiempo que duró la división. El 3 de agosto de 1862; Pachuca como distrito forma parte del segundo distrito militar, del estado de México.
En enero de 1863 es aprehendido en Pachuca Domingo González que con otros revoltosos proyectaba armar un motín contra las autoridades locales. En mayo de 1863 sale de Pachuca una brigada de más de mil hombres para contribuir a la defensa de la Ciudad de México. El 7 de junio de 1863 los generales Jesús González Ortega, Ignacio de la Llave y Pattoni, llegan a Pachuca procedentes de Orizaba, de donde se escaparon al ser conducidos a Veracruz para enviarlos a Francia en calidad de prisioneros de guerra. Los barreteros y todas las clases sociales, salieron a recibir a los generales mencionados y recorrieron las calles de la ciudad.
El 15 de junio de 1863 sale de la Ciudad de México un destacamento para ocupar Pachuca. El 19 de junio de 1863 los jefes juaristas Carbajal y Téllez son derrotados, y las fuerzas francesas ocupan la ciudad al mando del Coronel Aymard. El Gobernador Manuel Peña y Ramírez estableció el Gobierno en Zacualtipán, adonde estuvo hasta que fue hecho prisionero por el Coronel reaccionario Santiago Romero, y conducido a Tulancingo. En julio las autoridades de Pachuca proclaman la monarquía eligiendo para Emperador a Maximiliano de Habsburgo.
En 1864 el gobierno de regencia formó una comisión científica a cargo del ingeniero Ramón Almaraz para que recopilasen datos geográficos, estadísticos y topográficos del distrito de Pachuca. El 16 de enero de 1864 salen de la Ciudad de México los miembros de la Comisión Científica de Pachuca que tomó como punto de partida para dar principio a sus trabajos. En 1864 la población de Pachuca según el censo verificado era de 7000 habitantes, aunque las probabilidades estiman que pasaba de 12 000 habitantes. En 1865 se publicaron los resultados de la Comisión Científica de Pachuca con el título Memoria de los Trabajos Ejecutados por la Comisión Científica de Pachuca en el año de 1864.
El 20 de enero de 1865 llegaron a esta ciudad, procedentes de San Juan del Río las compañías 5.ª y 8.ª del 2.º regimiento de zuavos, y el 21 de enero marcharon con dirección a Tulancingo.  La estructura de los Distritos Militares, operó hasta el 3 de marzo de 1865, fecha en la que Maximiliano de Habsburgo decretó una nueva organización territorial, se establecieron cincuenta departamentos, dos de ellos, comprendieron el estado de Hidalgo, los de Tula y Tulancingo. El 8 de agosto de 1865; se consigna Pachuca como municipalidad.

### Visita de Maximiliano de Habsburgo a Pachuca

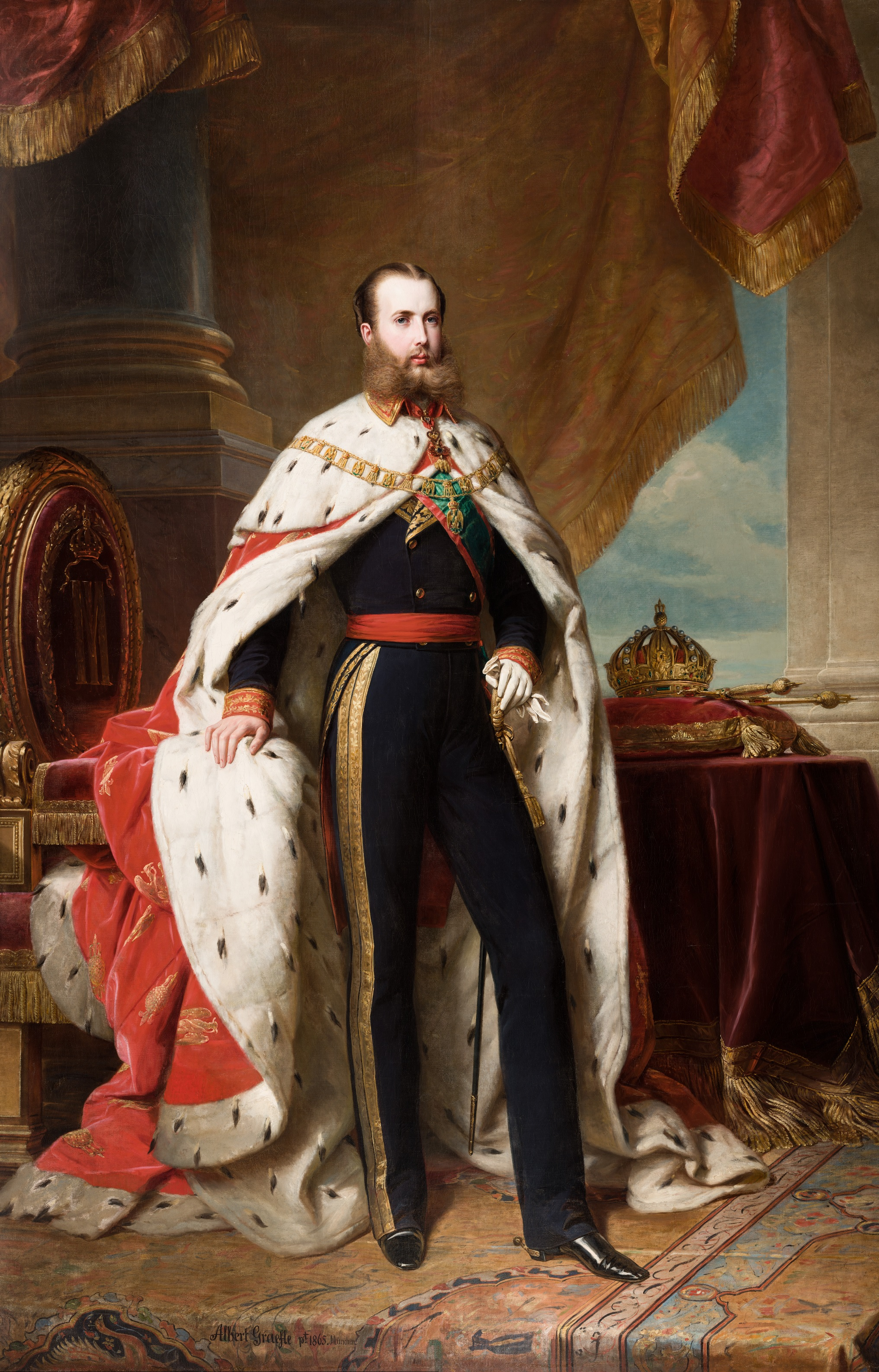
Maximiliano de Habsburgo, la visita de Maximiliano a Pachuca fue ampliamente tratada por los escritores de la época principalmente el Secretario Particular del Emperador José Luis Blasio, en su obra "Maximiliano Íntimo".

Maximiliano de Habsburgo visitó la región del 26 al 29 de agosto de 1865. El día 26 de agosto llegó a la ciudad alrededor de las 06:00 p. m. donde fue recibido por miembros del Ayuntamiento de Pachuca, los notables de la ciudad, los ingenieros y directores de las compañías mineras. Encabezaba el grupo de ingenieros y directores el Sr. Wald, director de la Compañía Inglesa, y un gran número de barreteros con antorchas que iluminaron su entrada, hasta llegar a la casa de la Compañía Inglesa, donde se hospedó.
El 27 de agosto, visitó las escuelas, la cárcel y el hospital; este se encontraba atendido por el médico José María Bandera, al ver como se encontraba el hospital, y ordenó que se le diesen quinientos pesos. El día 28 de agosto visitó Mineral del Monte acompañado del Director de la compañía inglesa, quien le enseñó los talleres, las máquinas en movimiento; después se dirigió a la Hacienda de San Miguel Regla y la Hacienda de Santa María Regla pasando por Omitlán. En el Mineral del Monte, a causa de la densa niebla le dijo al Director inglés:

Los británicos son de tal manera pegados a su país natal, que adonde quiera que van se llevan hasta las brumas de Inglaterra
Maximiliano de Habsburgo

El 29 de agosto visitó las minas de Pachuca, Maximiliano ordenó la repartición de mil pesos entre los barreteros, estos manifestaron su gratitud. El 30 de agosto partió hacia Tulancingo donde permaneció hasta el 2 de septiembre. José Luis Blasio escribiría sobre la visita a las minas de Pachuca en su libro:

El día veintinueve, se nos invitó á visitar las principales minas de Pachuca, siendo la primera que visitamos la del Rosario, que entonces se encontraba en plena bonanza. Ya se nos habían preparado los clásicos trajes mineros : sacos y pantalones de lienzo, y cascos de lona embreada con su bujía fijada al frente. Todos, desde el Emperador hasta el último de sus acompañantes vestimos aquellos trajes para penetrar á los tiros, en unas plataformas, que corriendo por angosta y subterránea vía férrea, nos dejaron ver por unos cuantos minutos la vida infernal de los desdichados barreteros. Pero faltaba la segunda parte, es decir, bajar por malacate al fondo de la mina. 
 Maximiliano deseaba bajar, pero tanto los ingleses de la Compañía, como los oficiales que lo acompañaban, le suplicaron que no lo hiciera, pues además de ser muy molesto y muy peligroso para los profanos, cuan tremenda sería la responsabilidad de los ingenieros, si viniera á romperse un cable del malacate que llevaba al soberano ó si un derrumbe, accidente nada remoto, viniera á causar lesiones ó la muerte á la Imperial persona. 
 En vista de esas razones, desistió Su Majestad, y solo se permitió la bajada á la mina, por el malacate, al Coronel Feliciano Rodríguez, al Coronel Lamadrid, á dos oficiales de órdenes y á mi.
José Luis Blasio, Maximiliano Íntimo (1905).

### Decadencia del Imperio
El 12 de noviembre de 1865 llega a Pachuca el Arzobispo de México, permaneció unos días pasando en seguida a Tolcayuca. En octubre de 1866 el CoronelJosé María Pérez invita a sus compañeros de armas Velasco Cruz de Metztitlán y Felipe Ángeles de Zacualtipán para atacar a Pachuca que estaba en poder de los imperialistas.
El 8 de noviembre de 1866 en Mineral del Monte se encuentran las fuerzas austríacas con las del Coronel Pérez. Aquellos se vieron obligados a retroceder hasta las Casas Quemadas. El Coronel Pérez quemó el techo para impedir que se fugaran los enemigos. Al siguiente día se aproximó una fuerza procedente de Pachuca que iba en auxilio de los derrotados imperialistas, pero no se atrevieron a atacar a las tropas del Coronel Pérez.
El 10 de abril de 1867 el presidente Benito Juárez, recibe una misiva enviada por el general Porfirio Díaz donde propone la radicación temporal del gobierno federal en Pachuca, cosa que nunca sucedió.

## República Restaurada

### Erección del Estado de Hidalgo

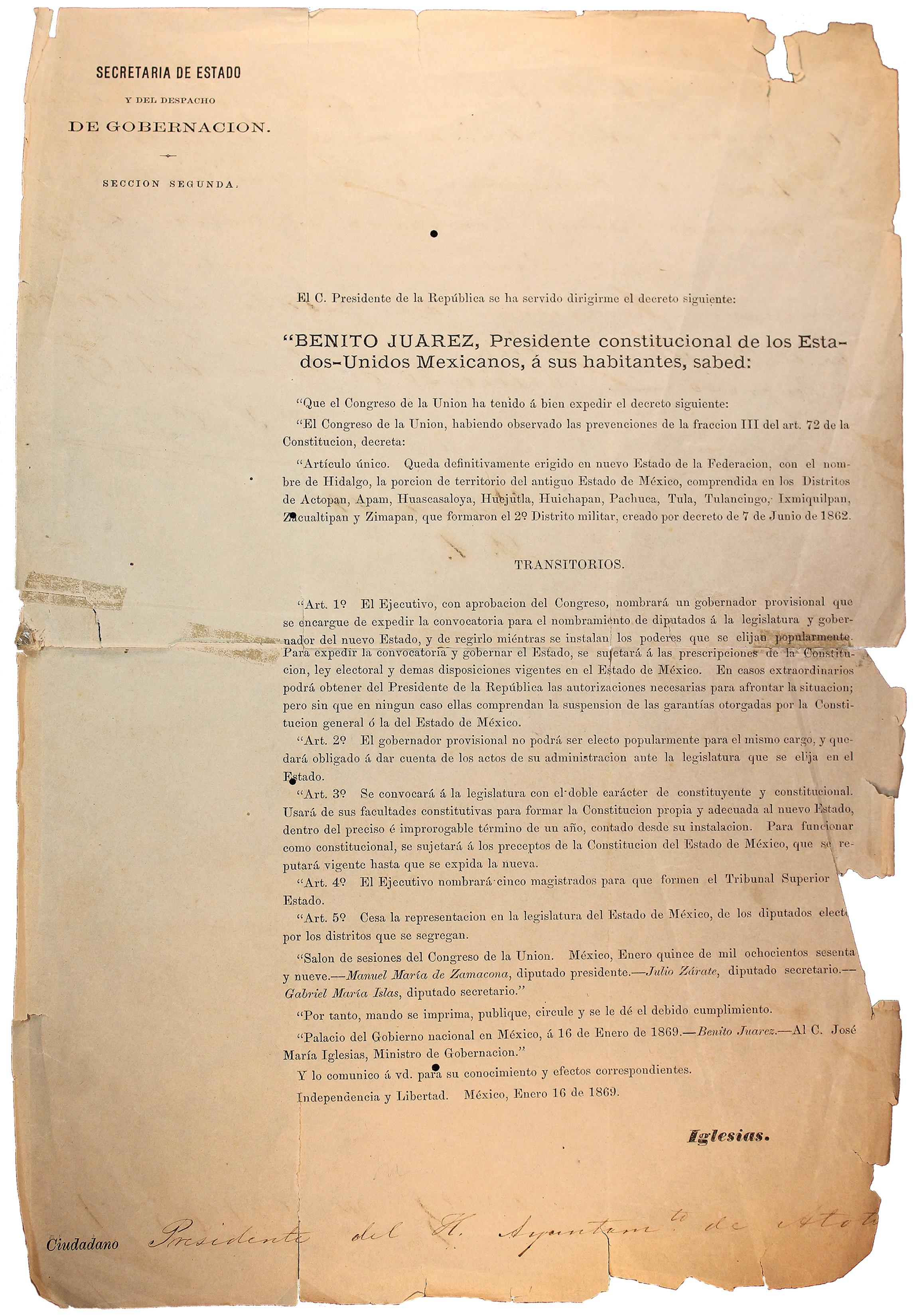
Decreto de Erección del Estado de Hidalgo.

La República Restaurada es el periodo histórico comprendido entre la derrota del Segundo Imperio Mexicano en 1867 y el primer período presidencial de Porfirio Díaz iniciado en 1876.
El 15 de julio de 1867, los diputados: Manuel Fernando Soto, Antonino Tagle, Manuel T. Andrade, Cipriano Robert, Protasio Tagle, Gabriel Mancera, José Luis Revilla y Justino Fernández iniciaron el proceso de creación del nuevo estado. En una primera etapa los ayuntamientos que deseaban formar parte de la nueva entidad, manifestaron al Congreso de la Unión, entre el 2 de julio y el 19 de agosto de 1867, su resistencia a continuar como parte del estado de México.
En la segunda etapa, con el interinato en la gubernatura del Estado de México de Cayetano Gómez Pérez, se obtiene la aprobación del Congreso del Estado de México para segregar de su territorio a los ayuntamientos del norte, el 30 de enero de 1868. El tercer paso fue el envío de comunicados remitidos al Congreso de la Unión en los que se solicita considerar provisionalmente erigido al nuevo estado.
En 1868 inauguró el telégrafo de Pachuca-Ometusco. En este año se anotaron en el Registro Civil 1133 defunciones y solo 26 nacimientos en Pachuca.
El 17 de marzo de 1868 el Congreso de la Unión aprobó crear el estado de Hidalgo con los distritos de Actopan, Apan, Huejutla, Huichapan, Huasca, Ixmiquilpan, Tula, Pachuca, Tulancingo, Zacualtipán y Zimapán; y el 24 de noviembre, la propuesta obtuvo la mayoría de votos de las legislaturas locales de los Estados. El 16 de enero de 1869, se emitió el Decreto de Erección del Estado de Hidalgo, por el presidente Benito Juárez. En el decreto oficial se lee lo siguiente:

«Lic. Benito Pablo Juárez García, Presidente Constitucional de los Estados Unidos Mexicanos, a sus habitantes sabed: 

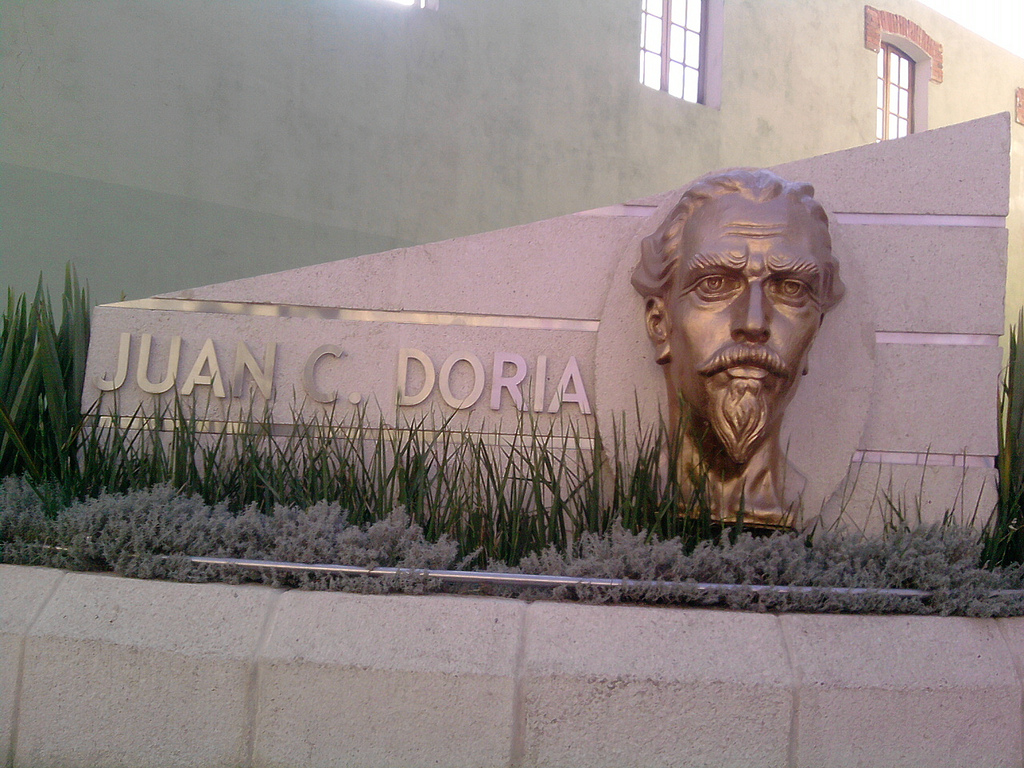
Monumento a Juan Crisóstomo Doria, primer gobernador de Hidalgo. Cargo que ocupó de manera provisional.

Que el Congreso de la Unión ha tenido a bien expedir el decreto siguiente: 

Artículo Único. Queda definitivamente erigido en nuevo Estado de la Federación con el nombre de Hidalgo, la porción de territorio del antiguo estado de México, comprendida en los distritos de Actopan, Apan, Huejutla, Huichapan, Pachuca, Tula, Tulancingo, Ixmiquilpan, Zacualtipán y Zimapán que formaron el segundo distrito militar...».
Decreto de Erección del Estado de Hidalgo

En los artículos transitorios del Decreto de Erección, se previó el nombramiento del gobernador provisional; el 21 de enero de 1869, fue nombrado Juan Crisóstomo Doria González, como gobernador provisional. La designación como capital, es un hecho tácito, pues no se menciona en el decreto que crea la entidad.
Distintos poblados se propusieron, Actopan fue rechazada por no contar con la infraestructura necesaria, Tula en razón de su ubicación, lejana de la mayor parte de los centros de población y Tulancingo, por ser sede de la diócesis de Tulancingo. Pachuca, fue reconocida tácitamente como la capital; Doria se presentó en la ciudad a tomar posesión de cargo, el 27 de enero de 1869.

### Creación del Instituto Literario y Escuela de Artes y Oficios

Patio principal del Edificio central de la UAEH, donde se aprecia una fuente con una garza mascota de la universidad.

En enero de 1869 más de cuarenta pueblos en su mayor parte del Distrito de Pachuca, se levantaron en armas pidiendo que les sean devueltos algunos terrenos que se les han quitado  El 12 de enero de 1869 se plantaron los primeros árboles en la Plaza Independencia, los árboles fueron traídos de El Hiloche.
En febrero de 1869 se funda con el nombre de Instituto Literario y Escuela de Artes y Oficios, y por iniciativa de un grupo de profesionistas encabezados por Agustín Cárdenas, Miguel Varela y Marcelino Guerrero. A los pocos días, el gobernador Juan C. Doria lo convirtió en un organismo oficial y lo inauguró el 3 de marzo.
El 6 de marzo dan principio las clases en el Instituto Literario del Estado, siendo el primer Director el Mariano Navarro. Su primer reglamento interno se expidió en 1872, estuvo inspirado en las ideas de la filosofía positivista y de entonces data el lema "Amor, Orden y Progreso". En 1875 la escuela, que funcionaba en una casa alquilada en la calle de Allende, se trasladó al edificio del que fuera el Hospital de San Juan de Dios.

### Primeros años del estado de Hidalgo

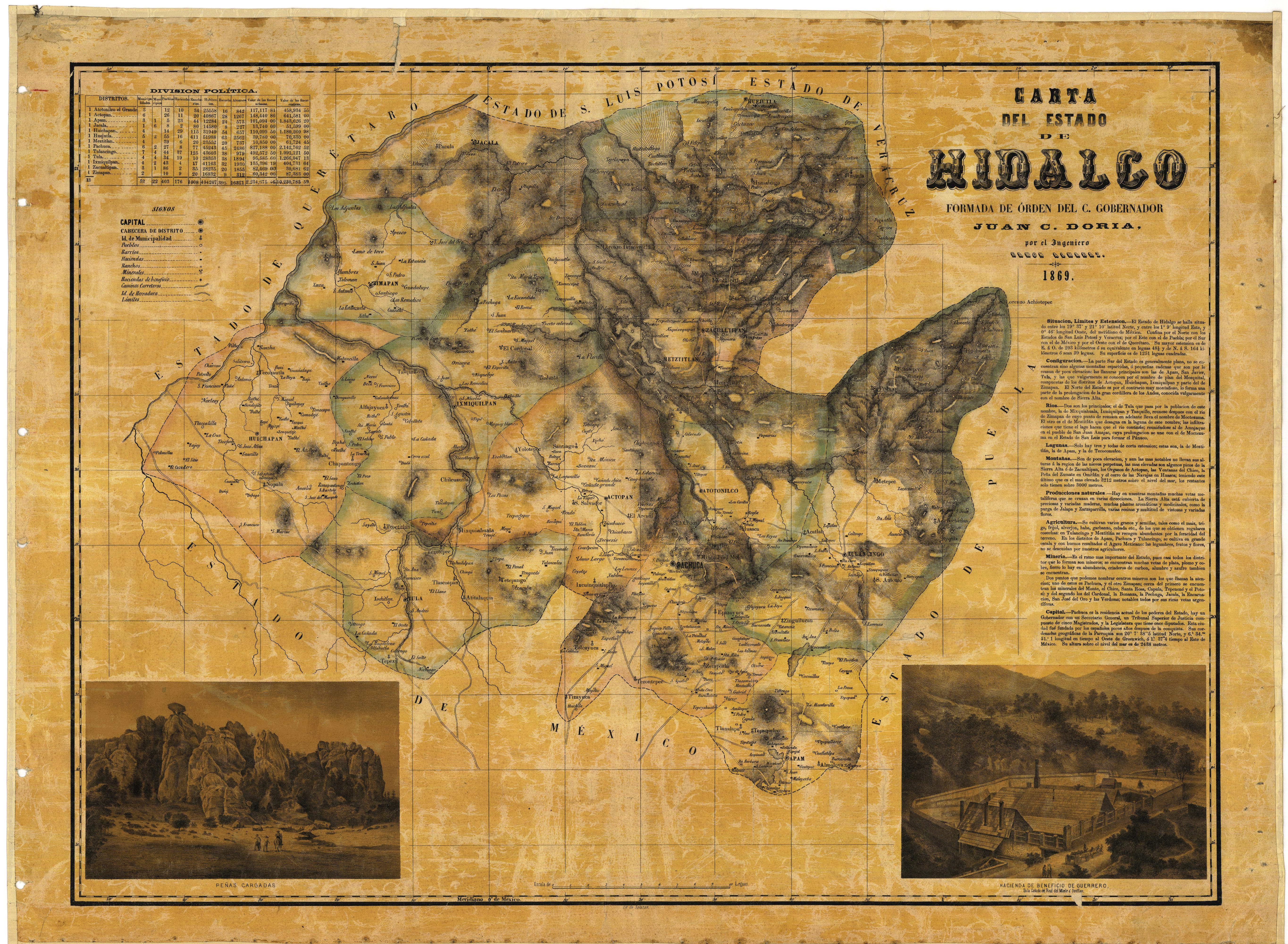
Primer mapa del estada de Hidalgo realizado por Ramón Almaraz por encargo de Juan C. Doria. Al erigirse el estado, tenía 12 distritos, 46 municipalidades, 16 administraciones de rentas y 12 juzgados de primera instancia. En el primer censo se contabilizaron 404 207 habitantes; el avaluó de todo el territorio Hidalguense que ascendió a la suma de 22 465 459 pesos.

Para 1869 el Ayuntamiento de Pachuca quedó formado de la siguiente manera: Alcalde 1° Rodrigo Ramírez y 2° Amado Peredo; regidores: Mariano Islas, Manuel Escobar, Jesús Orozco, Juan Hernández, José Ochoa, Francisco Esponda, Ramón Almaraz, Felipe Guerrero, José Lagarde, Francisco Cacho y Francisco Velazco; síndicos: José María Escárcega y Mariano Navarro; jueces Conciliadores Propietarios: Felipe Vázquez, Agustín Santelices, Jacinto Meneses y Joaquín Huazo; suplentes: José María Islas, Carlos Fournier, Pablo Oviedo y Nicolás Martínez.
El 8 de febrero de 1869 se pronuncia en Apan un individuo de apellido Sosa, conocido con el apodo de "Pierna de Palo", se le unieron algunos soldados y avanzaron sobre Pachuca con el intento de apoderarse de la ciudad. El 16 de febrero el gobernador Juan C. Doria se puso al frente de algunas tropas que pudo reunir aumentadas con los guardas de la Compañía Real del Monte y Pachuca, derrotando a Sosa. El 17 de febrero llega a Pachuca el General Villarreal con las tropas que de México salieron para batir a Sosa a quien pasó primeramente a buscar a Apan.
El primer documento en el que se asienta oficialmente el reconocimiento como capital a Pachuca es suscrito el 24 de marzo de 1869, cuyo contenido es la convocatoria para las primeras elecciones estatales realizadas el 2 de mayo de 1869. El 4 de abril de 1869 llega a Pachuca Mariano Escobedo, con el único propósito de visitar a Juan C. Doria.
El 30 de abril de 1869 a las 4:45 p. m. quedó inaugurado el telégrafo de Pachuca-México. El 23 de mayo la Sociedad Filarmónica de Pachuca da un concierto de despedida a Juan C. Doria. Juan C. Doria concluyó su gestión el día 27 de mayo de 1869, entregando el poder a Antonio Tagle, 1.º Gobernador constitucional. Doria sale de la ciudad el 29 de mayo.
El 31 de agosto fue descubierta una conspiración en Pachuca, para levantarse en armas secundando el movimiento de Puebla acaudillado por Miguel Negrete. El 8 de marzo de 1870 se apodera de la ciudad Enrique Fabregat con solo sesenta hombres, gobernador se refugió en el Edificio las Cajas Reales, no pudiendo defender la ciudad porque las tropas de infantería y caballería se pasaron al enemigo. Los guardas de Omitlán y del Mineral del Monte ocurrieron a prestar auxilio, Fabregat abandona la ciudad. Al día siguiente llegan a Pachuca las tropas procedentes de Puebla que venían a batir a Fabregat.
El 11 de diciembre de 1871 se inaugura el telégrafo de Pachuca a Zempoala. La Compañía Real del Monte y Pachuca, en 1872 por una grave crisis económica, se dan en la empresa conflictos laborales a todos los niveles. En 1872 al ver los barreteros reducidos sus sueldos se lanzaron a la huelga, protestando por los excedidos privilegios de que gozaban los británicos. El conflicto concluyó cuando los trabajadores mexicanos aceptaron la rebaja de sus percepciones, pero al año siguiente la compañía realizó una nueva rebaja, esta vez afectando también a los empleados ingleses. Justino Fernández Mondoño toma el cargo de gobernador del estado de Hidalgo del 1 de abril de 1873.
Existen dos versiones en cuanto a la fundación del protestantismo como tal en Pachuca: una le asigna el año de 1873, por John W. Butler; y la otra el de 1875, a partir de un pequeño grupo independiente organizado por el doctor Marcelino Guerrero.
La continuación de la política de ajustes presupuestales en la Compañía Real del Monte y Pachuca provocó que en 1874 los maquinistas presentaran un pliego de demandas común en el cual exigían: mejoramiento de los salarios, disminución de horas de trabajo y la seguridad. La Junta Directiva de la compañía respondió con una negativa. El 16 de septiembre de 1875 se inaugura el telégrafo de Pachuca a Actopan e Ixmiquilpan.

### Revolución de Tuxtepec

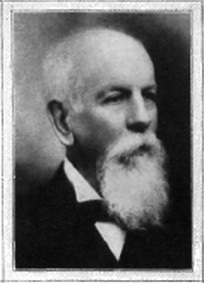
Justino Fernández Mondoño gobernador del estado de Hidalgo de 1873 a 1876.

La revolución de Tuxtepec fue un movimiento armado en México basado en el Plan de Tuxtepec, que se inició cuando el presidente constitucional Sebastián Lerdo de Tejada anunció su postulación a la reelección, en enero de 1876 el general Porfirio Díaz se alzó en armas.
El 16 de junio de 1876 la ciudad es atacada por tropas porfiristas al mando de los coroneles Sóstenes Vega, Tito Flores, Rafael Rubio y Juan Fuentes; la defensa fue hecha por el jefe político y por el gobernador, viéndose obligados aquellos a retirarse; y el 23 de junio llegan a Pachuca suficientes tropas federales a las órdenes del General Alonso.
El 23 de septiembre los generales porfiristas Manuel González, Francisco Carreón, Rafael Cravioto, Adolfo Ofregón y Luis León, lanzan tres columnas de ataque de 400 hombres cada una para apoderarse de Pachuca, gran parte de la ciudad quedó en poder de ellos, pero al fin tuvieron que retirarse.
El 20 de noviembre de 1876 el Congreso del Estado de Hidalgo desconoce a Sebastián Lerdo de Tejada y Justino Fernández Mondoño como Presidente de México y Gobernador de Hidalgo respectivamente, reconociendo la Rebelión de Tuxtepec; quedando Joaquín Claro Tapia como gobernador interino. Para el 25 de noviembre entran a Pachuca victoriosas las fuerzas revolucionarias de Rafael Cravioto, quien es designado como gobernador.

## Porfiriato

### De 1876 a 1880

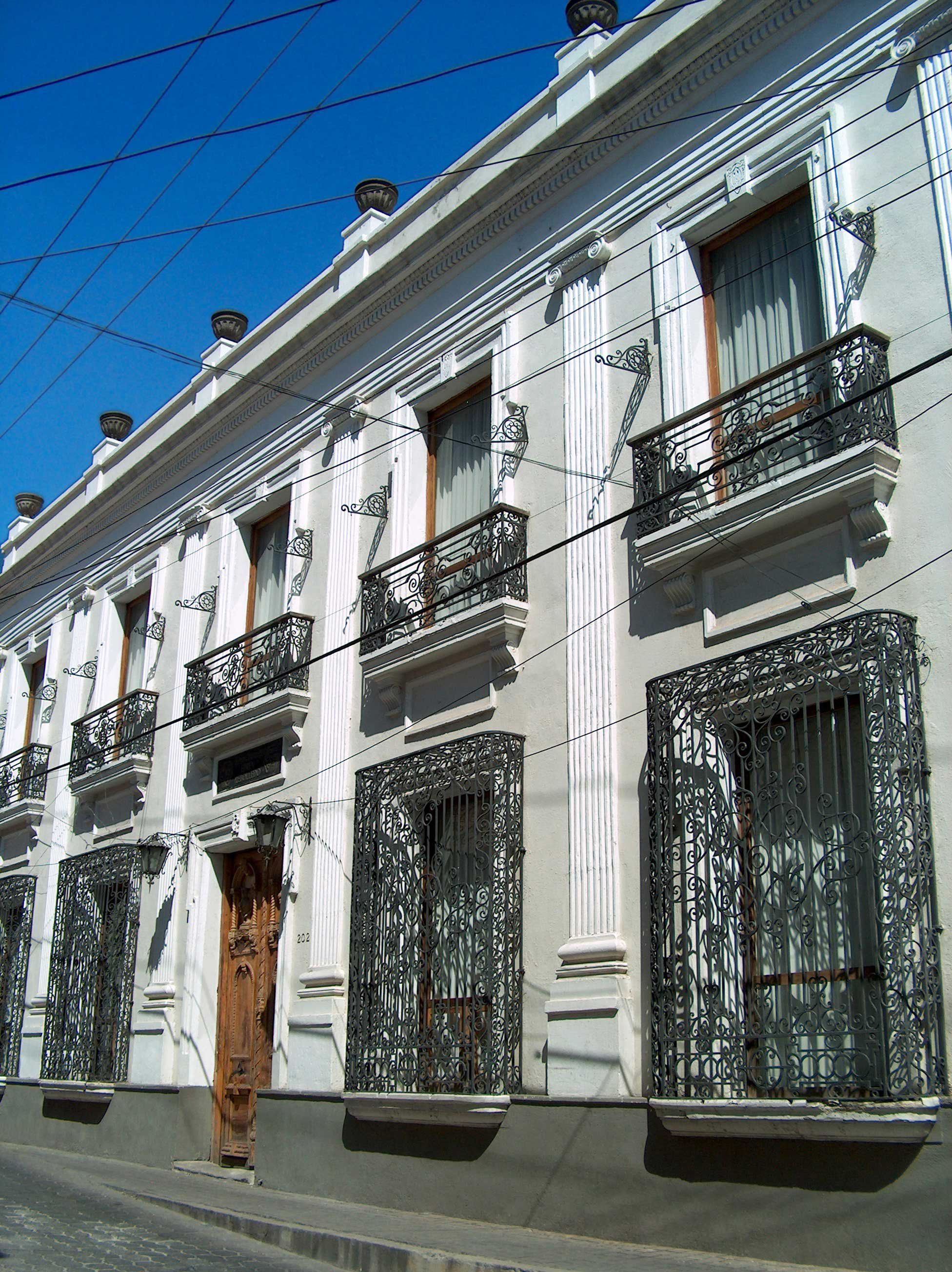
Antigua residencia de los gobernadores estatales durante la época porfirista. A partir de 1982, se estableció el Foro Cultural Efrén Rebolledo y alberga oficinas del Consejo Estatal para la Cultura y las Artes de Hidalgo.

Se denomina Porfiriato al periodo de 30 años durante el cual gobernó el país el general Porfirio Díaz en forma intermitente desde 1876, con la pequeña interrupción del presidente Manuel González, quien gobernó de 1880 a 1884, hasta mayo de 1911, en que renunció a la presidencia por la fuerza de la Revolución mexicana.
El 26 de enero de 1877 Rafael Cravioto entrega el gobierno a Manuel Ayala, y para el 28 de enero se expide la convocatoria para las elecciones. El 14 de abril se instala la legislatura del estado y el 21 de abril se declara electo gobernador a Rafael Cravioto, quien por decreto de la misma legislatura tomará posesión el día 5 de mayo. Rafael Cravioto fue elegido gobernador durante el período 1877-1881.
En 1877 se sustituyó el alumbrado que era de aceite por el de gas. También en 1877 por acuerdo de la Asamblea Municipal se hace el desazolve de una parte del río de Pachuca, y se construyen bardas de uno y otro lado para evitar que se desborde en la época de lluvias; se desazolvaron 9246 m³, desde la Parroquia de la Asunción hasta la bóveda de la hacienda de Loreto. A fines de 1877 se inauguraron los tranvías urbanos de tracción animal en Pachuca.
El 28 de enero de 1878 se firma el contrato para la construcción de un ferrocarril que partiendo de Pachuca llegue hasta Tulancingo, Irolo, Cuautitlán y Tuxpan; y el 5 de febrero se pone el primer riel del ferrocarril de Pachuca a Irolo.
La compañía Ferrocarril Mexicano, permitió que en 1879 se construyera una línea troncal que uniría a Pachuca con la línea México-Veracruz, a la altura de Irolo, Tepeapulco en la estación de Omestusco. En 1880 esta línea solo tenía 17 km, ante la lentitud de los trabajos el gobierno concesionó las labores al ingeniero Gabriel Mancera para concluirlos, quien era inversionista en las minas de Pachuca y Mineral del Chico, y propietario de las primeras industrias textiles de Tulancingo.
A principios de octubre de 1879 llega a Pachuca la artista Ángela Peralta, y da varias óperas en el Teatro del Progreso. El 4 de marzo de 1880 llega a Pachuca Ulysses S. Grant que se encontraba visitando el país, una corrida de toros fue realizada en su honor aunque declino asistir.

### De 1880 a 1885

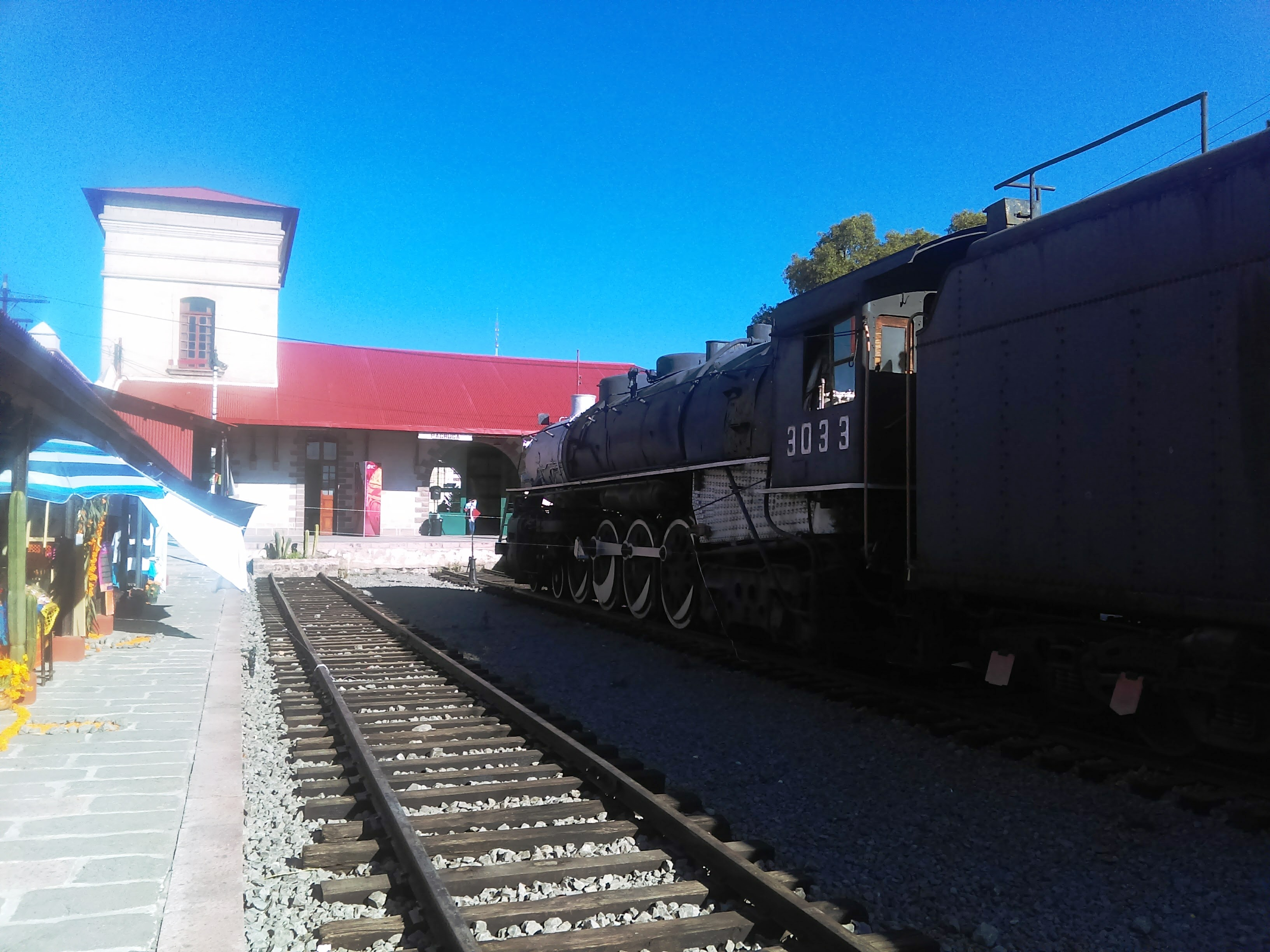
Estación de Pachuca, se construyó a finales del siglo XIX, siendo Porfirio Díaz quien la puso en operación. Donde llegaron a operar hasta tres compañías distintas, Ferrocarril de Hidalgo y del Noreste, Ferrocarril El Mexicano y Ferrocarril Central.

Al terminar el periodo de Rafael Cravioto, su hermano Simón Cravioto ocupó el cargo de Gobernador de Hidalgo de 1881 a 1885.
El 10 de octubre de 1881 queda terminada la línea telegráfica entre Pachuca-Apan; y el 3 de diciembre del mismo año se inaugura el telégrafo de Pachuca-Atotonilco el Grande. La compañía Ferrocarril Central Mexicano, decidió comunicar a la región con el bajío y aprovechó esta circunstancia para trazar una línea troncal que llegara a Pachuca. Sin embargo, ambas empresas ferroviarias (el Mexicano y el Central), solo transportaban mercancías, dejando de lado el servicio de pasajeros. Esta circunstancia fue observada por Gabriel Mancera, quien en 1881 funda Ferrocarril Hidalgo y del Nordeste. Construyó su terminal en los terrenos que ocupan el Palacio de Gobierno, la Plaza Juárez y el Jardín de los Hombres Ilustres. Los 59 km que enlazaban el ramal de Pachuca fueron terminados en 1882.
En 1882 el café de "La Herradura", situado en la primera calle de Morelos, fue una de las primeras cafeterías en Pachuca. El 15 de mayo de 1882 se inaugura el telégrafo de Pachuca-Zacualtipán; y el 30 de mayo del mismo año se inaugura el telégrafo de Pachuca-Molango.
La línea troncal del ferrocarril Irolo-Pachuca, permitió que el 1 de enero de 1883, se inaugurara primero por tracción animal y seis meses después, el 11 de junio, mediante locomotora de vapor. En 1883 en Mineral del Monte construyó un ferrocarril de vapor de 14 km para llevar a sus trabajadores y carga a Pachuca e igualmente a las diferentes minas ubicadas en el itinerario.
El 16 de septiembre de 1884 se inaugura el telégrafo entre Pachuca-Tula, y entre Pachuca-Irolo. El 27 de septiembre de 1884, cae una tormenta por el lado norte en los terrenos comprendidos entre El Jaramillo y Las Ventanas, en el camino a Mineral del Chico. Después, de una ligera lluvia sobre la ciudad, una sorpresiva avalancha de agua invadió las principales calles procedente de la zona norte, más de 40 personas murieron. El 5 de febrero de 1885 se registra una fuerte nevada en Pachuca y lugares cercanos.

### De 1885 a 1890

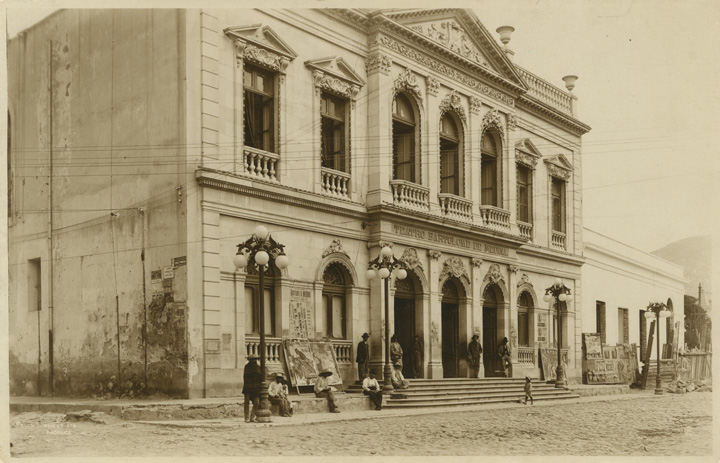
Antiguo Teatro Bartolomé de Medina.

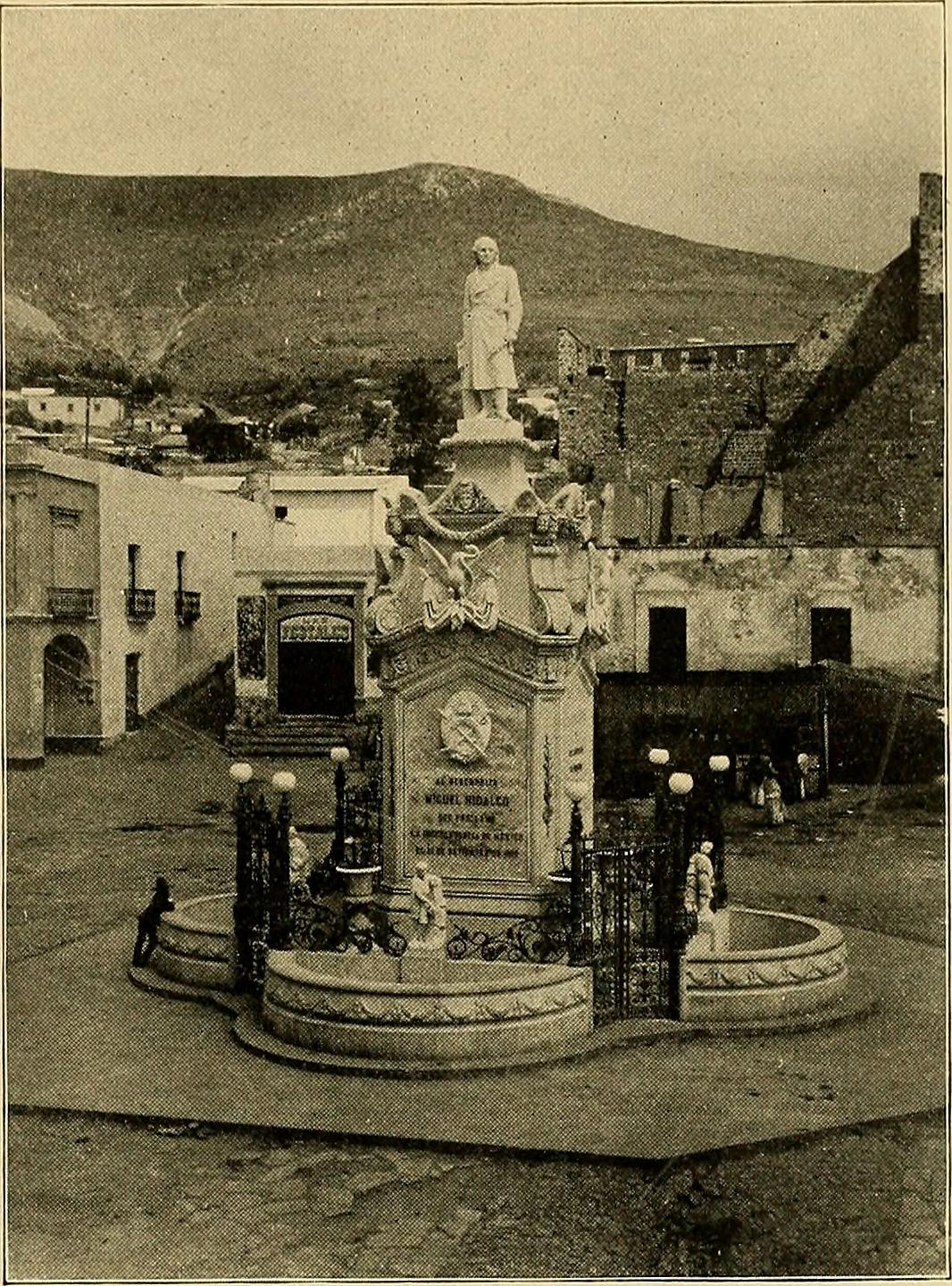
Monumento a Miguel Hidalgo ubicado en Plaza Constitución, el diseño y construcción, fue encargado al escultor y arquitecto de origen italiano Cayetano Tangassi, fue inaugurado el 16 de septiembre de 1888.

Al terminar el periodo de Simón Cravioto, le siguió su otro hermano Francisco Cravioto quien gobernó de 1885 y hasta 1889. El Parque Hidalgo se inaugura en 1885, con el nombre de “Parque Porfirio Díaz”, tiempo después cambia el nombre por el de “Parque Hidalgo”.
En diciembre de 1886 comienzan los trabajos para la nomenclatura de las calles y los números de las casas. El Teatro Bartolomé de Medina se inauguró en el 15 de enero de 1887, se encontraba ubicado en la calle de Matamoros en pleno centro de la ciudad, era recinto oficial de ceremonias públicas.
El 5 de mayo de 1887, el presidente Porfirio Díaz, acompañado del gobernador Francisco Cravioto, inaugura el alumbrado público incandescente de la ciudad. El 3 de agosto de 1887 se suscita un incendio en la Hacienda de Beneficio Purísima Chica el cual quedó sofocado hasta la madrugada del día siguiente. El 24 de noviembre de 1887 llega a Pachuca el periodista estadounidense E. H. Talbott acompañado de distintos periodistas mexicanos.
El 1 de enero de 1888 se inaugura en Pachuca el servicio de tranvías, tracción animal, en las calles de Allende, Matamoros, Juárez, Guerrero y Xicoténcatl. El 8 de septiembre de 1888 se presenta una fuerte inundación en Pachuca y en otros lugares del estado debido a las persistentes lluvias. El 15 de noviembre de 1888 se inaugura en Pachuca la hacienda de beneficio de San Francisco.
De acuerdo con distintos historiadores, el 2 de mayo de 1889, en el periódico ‘El Minero de Pachuca’ se hace reseña de un partido de fútbol entre la Mina el rosario y la Mina La Joya en el campo deportivo de la Plaza Hipódromo del Ferrocarril de Pachuca (hoy calle de Cuauhtémoc). La compañía del Ferrocarril Mexicano, al notar el aumento del tráfico construyó y operó su propio ramal desde la estación Ometusco, el servicio de tren se inició con un viaje inaugural del 2 de diciembre de 1890 con asistencia del presidente Porfirio Díaz.
El 20 de diciembre de 1889 se aprobó un contrato celebrado con Felipe Berriozabal y Sebastián Camacho para la construcción de la línea de Tula-Pachuca, con facultad de prolongarlo hasta Zacualtipán y Tampico o Túxpam, proyecto que nunca se realizó. Esta concesión fue traspasada con autorización del gobierno, en favor de la Compañía del Ferrocarril Central Mexicano.

### De 1890 a 1895

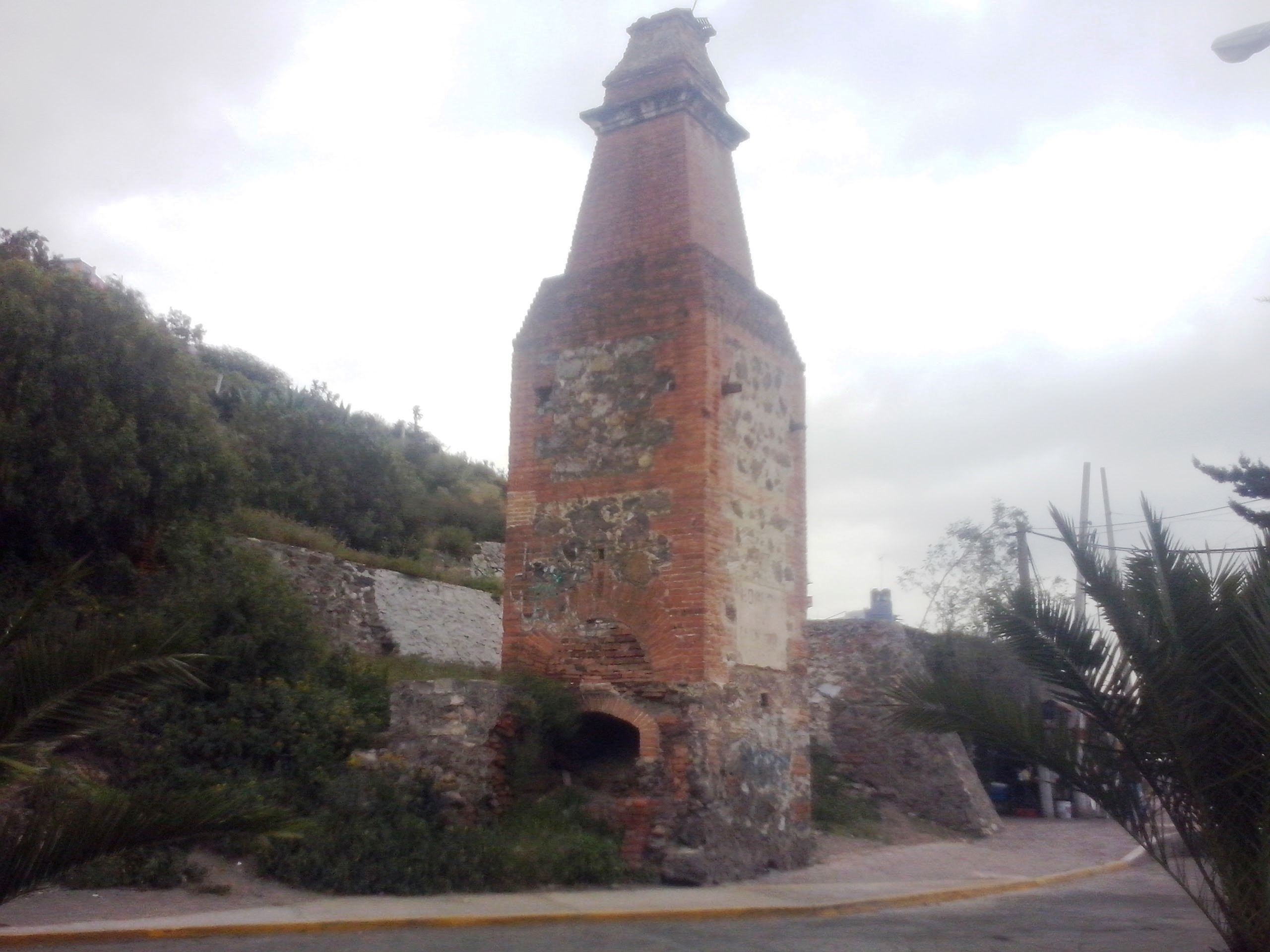
Horno crematorio de Pachuca inaugurado el 17 de marzo de 1894, donde supuestamente Emilio Ordoñez fue incinerado.

Antigua Hacienda de Guadalupe donde se reseña se da la creación al Pachuca Athletic Club.

Rafael Cravioto regresa para ocupar el cargo de Gobernador de Hidalgo para el periodo 1889-1893, y se reelegiría para el periodo siguiente (1893-1897).
En un decreto fechado el 17 de diciembre de 1892, se aprobó otro contrato, donde se estipuló que la compañía poseedora de la concesión para la construcción de la línea de Tula-Pachuca, quedaba autorizada para construir una vía férrea que partiendo de la línea de Tula-Pachuca, terminara en otra de la vía de San Luis Potosí a Tampico. Así operó a partir de 1892 el ramal Tula-Pachuca que permitió alcanzar el puerto de Tampico y la frontera con los Estados Unidos.
También el 8 de noviembre de 1892, el periódico ‘Two Republics’ refiere la opinión de un socio del Pachuca Club. El 2 de junio de 1893 se inaugura el ferrocarril de Pachuca a Tulancingo.
El 2 de abril de 1894, el periodista Emilio Ordóñez desapareció de la cárcel de Pachuca, donde permanecía tras ser acusado de haber asesinado a Manuel Escamilla. Uno de los rumores fue que Ordóñez había sido asesinado por órdenes del gobernador y luego incinerado. El Periódico Oficial de Estado de Hidalgo en su edición del 1 de mayo de 1894 señala que Emilio Ordóñez, después de fugarse de la cárcel madrugada del 2 de abril, se refugió en un rancho de Chicontepec, Veracruz; donde se supo fue asesinado por un indígena. Ante la desaparición del periodista hubo grandes protestas.
En 1894 bajo de José de Landero y Cos director de la Compañía Real del Monte y Pachuca, se formalizó la Compañía de Transmisión Eléctrica de Potencia del Estado de Hidalgo. En 1895 la compañía aprovechó la caída de agua de una barranca en Huasca de Ocampo la hidroeléctrica.
El 4 de noviembre de 1895, el periódico "The Mexican Herald" reseña que tres equipos: The Pachuca Cricket Club, Velasco Cricket Club y el Pachuca Futbol Club se fusionaron para dar creación al Pachuca Athletic Club en una reunión celebrada en la Hacienda de Guadalupe (hoy sede de la Escuela Preparatoria La Salle en Belisario Domínguez y Río de las Avenidas). Para finales del siglo XIX, Pachuca tenía un aspecto deprimente; como lo dicen los versos populares de la época:

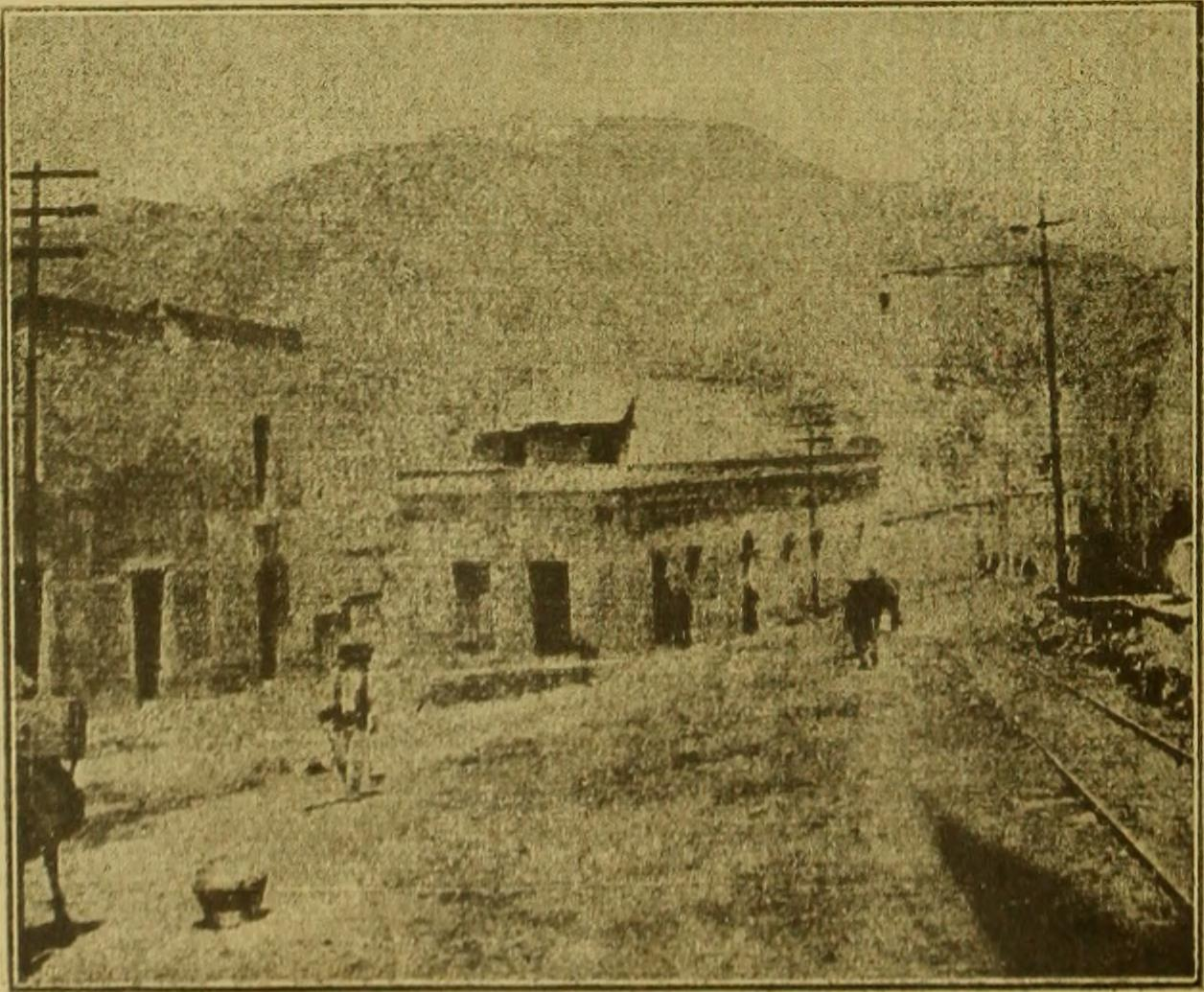
Aspecto de una calle en Pachuca a finales del.

«Casa de adobe mal hechas, 
 Perros flacos de a montón, 
 Callejas largas y estrechas,
 Retorcidas como mechas
 Y con su río estecolero, 
 De chupa y... trae la viejita,
 Se agrega al original, 
 Una parroquia caduca
 Para tener en Pachuca, 
 La vera efige cabal»
Verso popular

### De 1895 a 1900
En 1896 se construye la Casa Rule, propiedad de Francisco Rule quien se hizo rico con la explotación de las minas en Pachuca y Mineral del Monte. Las primeras aplicaciones de la hidroeléctrica en la Huasca de Ocampo (municipio) son a partir de 1896 y 1897, estuvieron dirigidas a las minas de Mineral del Monte y Pachuca.
La muerte del periodista Emilio Ordóñez, la adjudicación para la familia Cravioto de los bosques del Mineral del Chico y Atotonilco el Grande; y la imposición de funcionarios sin la aprobación presidencial. Son las causas que originó que el 20 de agosto de 1897, Rafael Cravioto fuera destituido como gobernador. Quedando Francisco Valenzuela en su lugar del 20 de agosto de 1897 al 3 de noviembre de 1897. Fecha en la que es elegido Pedro L. Rodríguez.
El servicio urbano de pasajeros en dio inicio en 1899 mediante el sistema de tranvías urbanos de tracción animal que, adquirido por la Electric Light Power de Pachuca. La línea local de tranvía, funcionó de la Basílica Menor de Nuestra Señora de Guadalupe a Loreto vía Juárez, Xicoténcatl e Hidalgo; volviendo vía Hidalgo, la plaza Independencia, Guerrero y Juárez. Las vías en Samuel, Salvadora y Farías permitió que los trenes de carga de las minas del este que alcanzaran los ferrocarriles del tranvía y de vapor sin el paso a través del centro de ciudad. Pachuca tenía tranvías de vía angosta para sus calles estrechas.
El 27 de mayo de 1900 se inaugura en Pachuca el pavimento de la calle de Guerrero. También ese día se crea, la "Corporación Patriótica Privada", organismo opositor de la política porfirista. El organismo fue presidido por Fernando P. Tagle, vicepresidente Eduardo del Corral; así como de Aurelio Jaso, como tesorero; Teodomiro Manzano, como primer secretario; Mariano Lechuga, como segundo secretario, Luis B. García y Arcadio Ballesteros, Eduardo Luque y Agustín Navarro Cardona, como vocales. La primera actividad pública organizada por este grupo fue la celebración del 18 de julio de 1900, del 28.º aniversario de la muerte de Benito Juárez; la cual fue un éxito.

### De 1900 a 1905
En 1901 con el 29.º aniversario de la muerte de Benito Juárez, la "Corporación Patriótica Privada" redactó un folleto para la ocasión y planearon un mitin. La policía disolvió el mitin planeado el 18 de julio, los organizadores tuvieron que conformarse con el simple reparto del folleto. Cuatro días después un grupo de estudiantes inician varios actos de protesta en contra del Jefe Político de Pachuca, Antonio Grande Guerrero, y del Mayor Eugenio Pacheco, jefe de la Policía municipal.
Hacia mediados de 1901 Camilo Santillán, fue el primero en instalar una sala cinematográfica en Pachuca; la primera exhibición se realizó, en un jacalón situado al sur de la Plaza Independencia. El acceso para aquella función fue de 5 centavos por silla y 10 para los espectadores acomodados en bancas, las películas exhibidas fueron "Llegada de un Tren a la estación de Ciotat", "Salida de las fábricas Lumiere" y un breve gag adaptado de una tira cómica titulado "El regador regado".
El 1 de enero de 1901 se inaugura Portón del Panteón Municipal; el que fuera diseñado por Porfirio Díaz Ortega, hijo de Porfirio Díaz; El 20 de enero de 1901 el conjunto musical conocido como la Banda de Rurales, brindó su primera función en el kiosco de la Plaza de las Diligencias bajo la dirección de Candelario Rivas. Después del éxito de este conjunto musical los mineros ricos de la zona y el presidente municipal Alfonso María Brito le proponen al gobernador Francisco Valenzuela la construcción de una torre de conciertos. El 18 de agosto de 1901, se inauguró de manera oficial la Iglesia Metodista del Divino Salvador.
En 1901 se forma de manera oficial por mineros ingleses de Cornualles el Pachuca Athletic Club, que se convirtió en el primer club de fútbol oficial de México. Algunos de los integrantes del equipo fueron: Charles Dawe, John Dawe, James Bennetts, John Bennetts, William Blamey, Richard Sobey, William Bragg, William Thomas, Percy Bunt, Lionel Bunt, Albert Pengelly y William Pengelly. Quienes a fines del siglo XIX empezaron a practicar este deporte en los patios de la Mina de Dolores en Mineral del Monte.
El 31 de octubre de 1902, poco después de las 11:00 a. m. llegó el primer automóvil a la ciudad, los dos tripulantes del vehículo, H. Pedro y Manuel Z. Méndez, llegaban procedentes de la Ciudad de México a visitar a Ernesto Fush, ingeniero que construía el Edificio Bancomer. La custodia del automóvil fue encargada al policía de mayor antigüedad, Teófilo Butanda, quien lo cuidaba de los curiosos que intentaban subirse, abrir las puertas o el cofre. A la 01:00 p. m. regresaron a la Ciudad de México. El Edificio Bancomer fue inaugurado en 1905, primero fue ocupado por el Banco Mercantil y posteriormente el Banco de Hidalgo. También en 1902 se introdujo la tracción eléctrica en los tranvías de la ciudad.
El 22 de noviembre de 1904 Jaime Nunó, visitó al Gobernador de Hidalgo, quien lo atendió debidamente; el compositor regresó a la Ciudad de México el 23 de noviembre. Se da la construcción de otra represa denominada San Sebastián y puesta en funcionamiento en 1904. El proyecto para la construcción de una Torre de Conciertos fue aprobado en 1904, año en que se inició su construcción a instancias de Felipe N. Barros, apoderado de diversas empresas minas y director de la Compañía San Rafael; tuvo que ser suspendida un año después por falta de fondos.
Enrique Rosas, rodó varios documentales con su cámara cinematográfica. Los dos primeros se estrenaron el 25 de mayo de 1905. También grabó escenas que denominó "La Hacienda de Loreto en pleno trabajo", y "Jardín de la Independencia", aquellos documentales se perdieron y solo se les conoce por los carteles publicitarios. El 2 de agosto de 1905 un fuerte viento azotó la ciudad y derribo varias casas pequeñas. El ferrocarril urbano de Pachuca, que utilizó animales y la energía de vapor, tenía 27 km de 914 milímetros/3 pies de vía antes de 1905.

Aspecto de las minas de Pachuca durante el Porfiriato.
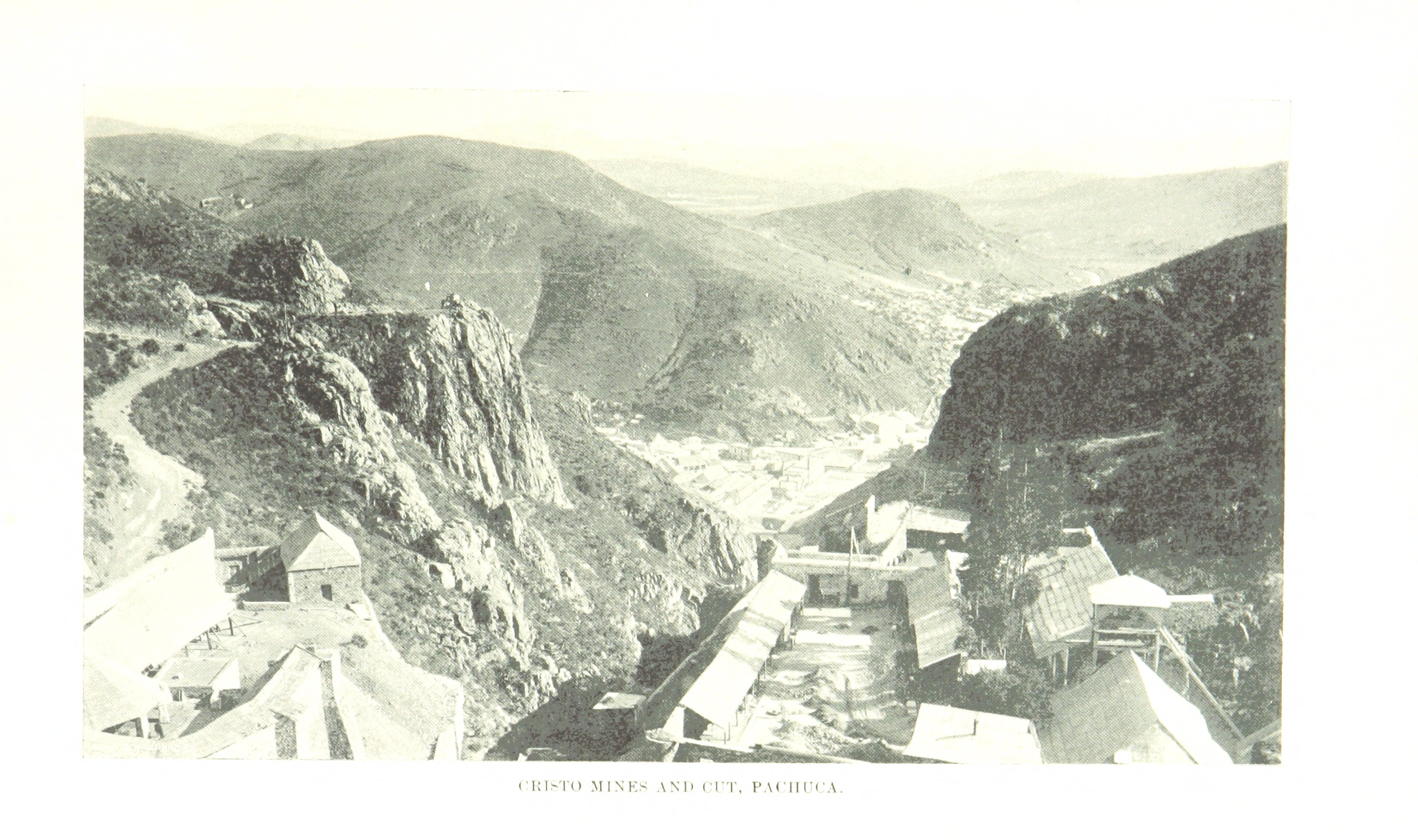
Mina el Cristo.
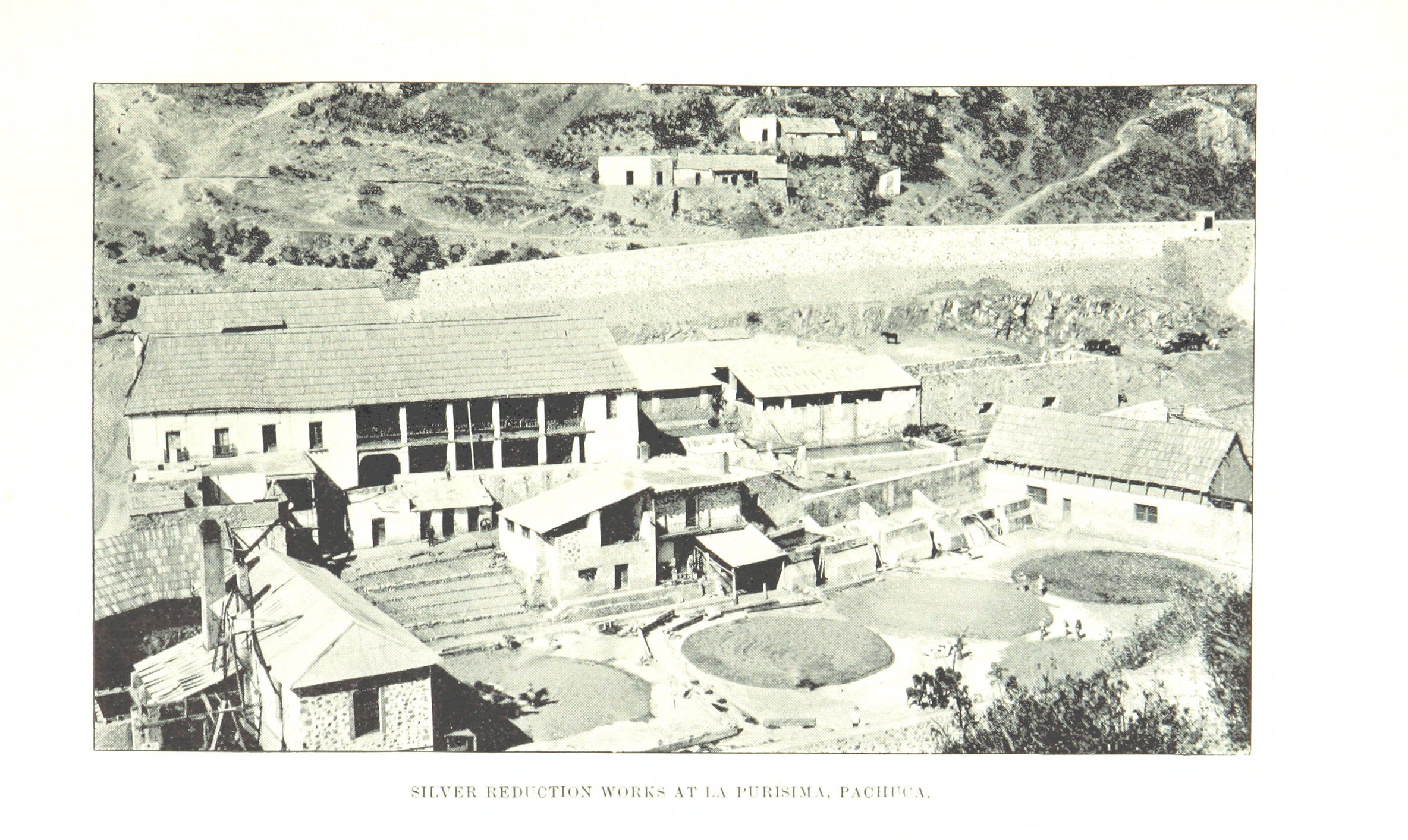
Mina la Purísima.
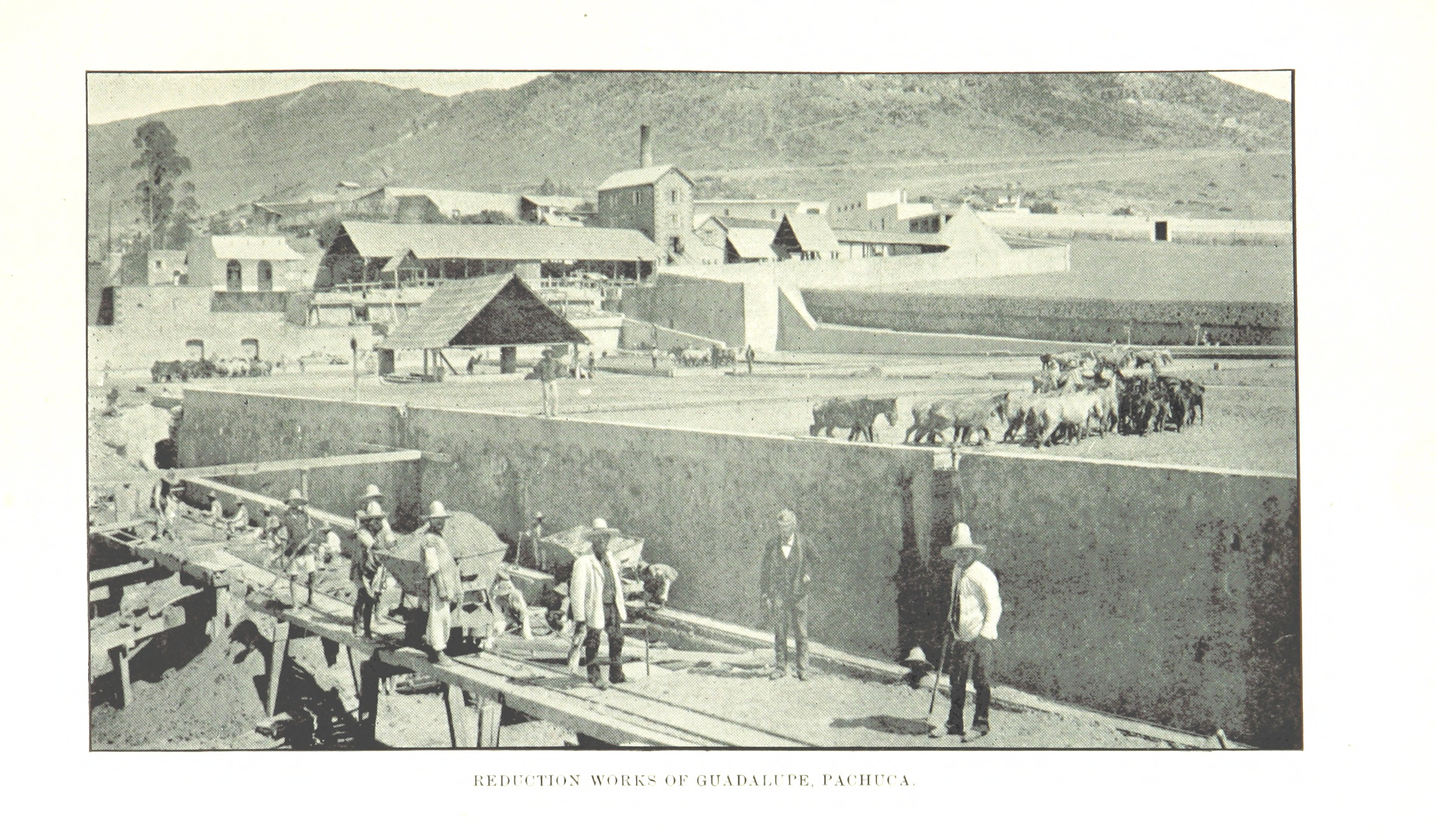
Mina de Guadalupe.
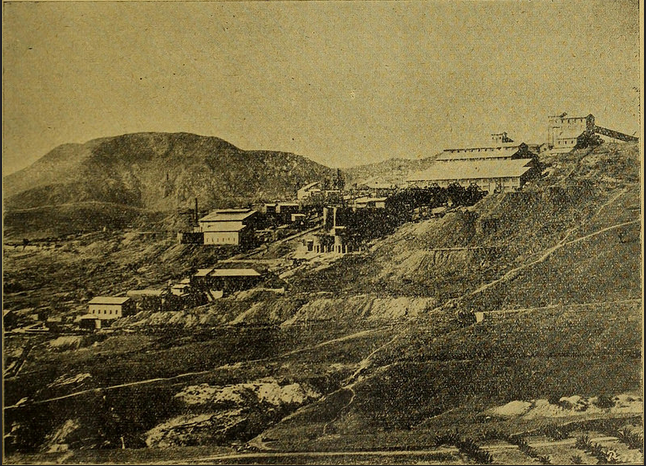
Mina de Santa Gertrudis.
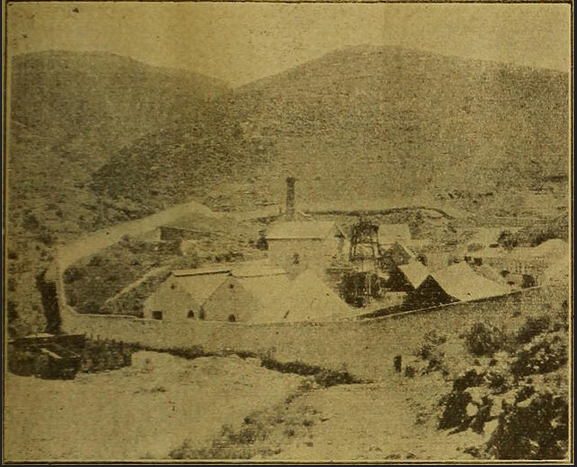
Edificios mineros de Pachuca.
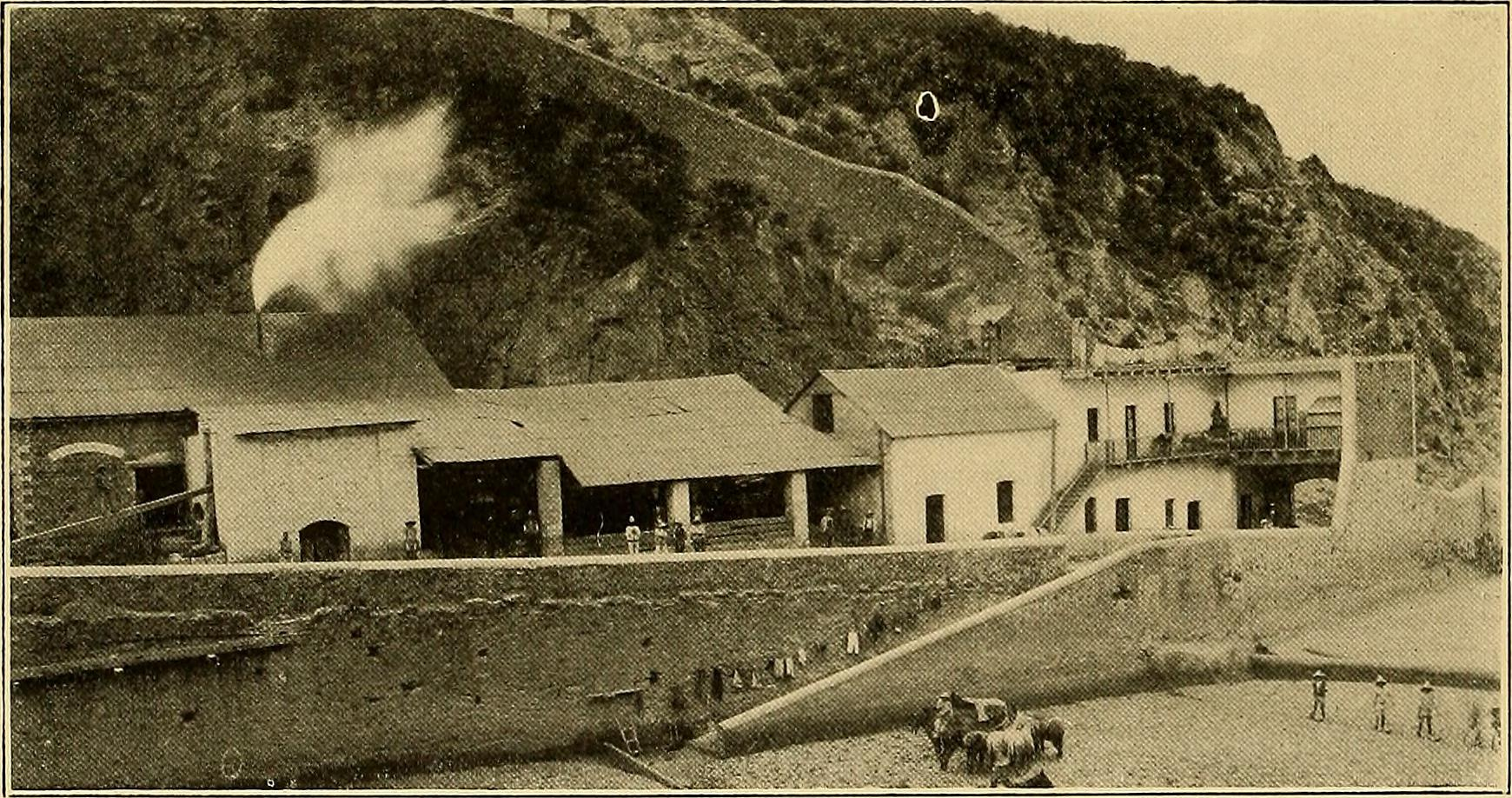
Mina de San Julio.
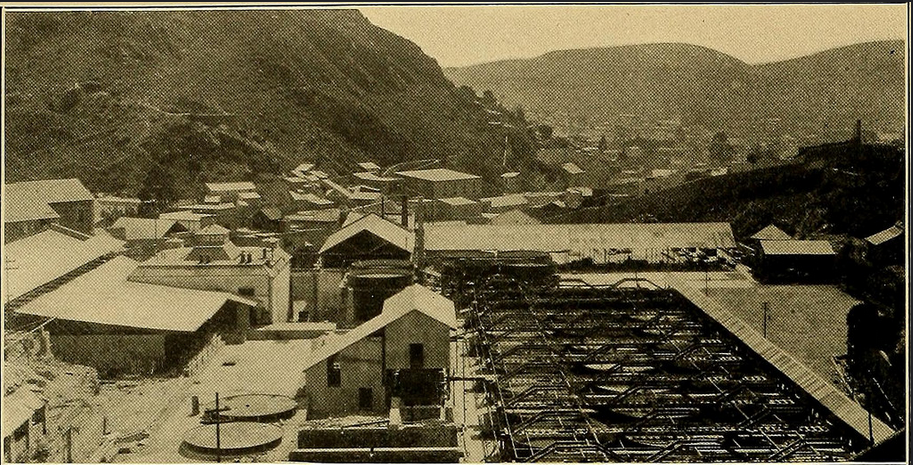
Hacienda de Loreto.

### De 1905 a 1910
Para 1906 las minas del distrito son adquiridas por la United States Smelting Refining and Mining, quien moderniza la empresa y prepara su estrategia de explotación utilizando parte de la información contenida en los documentos atesorados hasta el siglo XIX, lo que ayuda a su inventario y preservación. Para 1906 la política de asociación con Cornwall se termina y el personal extranjero que arribó a Mineral del Monte y Pachuca fue cada vez menor, aunque este empezó a descender desde 1875.
La energía eléctrica producida no era suficiente para la demanda, debiendo establecerse en Pachuca una termoeléctrica en el Rancho de Los Cubitos en 1906. El 24 de enero de 1906 se reporta una gran nevada en Pachuca y en varios lugares del estado. El termómetro registró una temperatura a la sombra de -5 °C. al mediodía y -2 °C. a la intemperie; por la noche el termómetro llegó a establecer -15 °C. Estos datos fueron medidos por el observatorio meteorológico que se localiza en el edificio central de la UAEH.
En febrero de 1906 fue adquirida por la ASARCO, que emplearon a la Siemens-Schuckert Werke de Alemania para la electrificación; Siemens trajo cinco locomotoras eléctricas a Pachuca.
En 1906 se decide construir un monumento conmemorativo del Centenario de la Independencia de México. En junta, convocada por el Gobernador de Hidago, Pedro L. Rodríguez, el Presidente Municipal de Pachuca, Alfonso M. Brito, y los propietarios de las principales minas de la región, llegaron a la conclusión de aprovechar la cimentación de la obra suspendida y convocar a un concurso para el diseño y la construcción del monumento.
El concurso lo ganó el arquitecto Tomás Cordero y Osio, con un reloj de torre de tres niveles de cantera con un cuarto piso de cobre, se procedió a la construcción bajo la dirección de los ingenieros Francisco Hernández y Luis Carreón. La construcción se inició en 1906 y fue financiado por las compañías mineras San Rafael, Santa Gertrudis, La Blanca y Santa Ana.
En el 21 de marzo de 1907 se funda la "Sociedad Mutualista para Profesores y se e realiza la Primera Conferencia Científica y Pedagógica" en Pachuca. El 14 de abril de 1907 se siente en Pachuca fuerte terremoto trepidatorio primero y después oscilatorio, como a las 11:30 a. m. El 5 de mayo de 1907 se inaugura en Pachuca el primer cine que hubo en la ciudad y se llamó Salón Verde. En 1908 se da uno de los primeros vuelos del país en el Valle de Pachuca, donde el ingeniero aeronáutico Juan Guillermo Villasana probó uno de sus primeros modelos; el que hizo volar en la hacienda de San Juan de Labor, San Rafael y Venta Prieta.

#### Clubs antirreeleccionistas
Los descontentos hacia las consecutivas reelecciones en México de Porfirio Díaz y en el estado de Hidalgo de los gobernadores que eran sus amigos, como lo fue el grupo familiar de Francisco, Rafael y Simón Cravioto y el gobernador en turno en 1910, Pedro L. Rodríguez. El 25 de abril de 1910 un derrumbe en la mina de San Julio, sepultó a una cuadrilla de mineros y muriendo dieciocho trabajadores.
El 15 de septiembre de 1909 fueron arrestados Jesús Silva y Ramón Rosales quienes convocaron a un mitin para la formación de un partido político, pero la policía lo disolvió y encarceló a los organizadores, impidiendo hacer la invitación, para unirse al Club Político Antireeleccionista de Pachuca. El 16 de enero de 1910 en el estado de Hidalgo, se funda el "Club Antireeleccionista Benito Juárez", encabezado por Jesús Silva Espinosa, como su presidente, Ramón M. Rosales, Andrés Manning Michell y Julián S. Rodríguez, en su carácter de vicepresidentes, así como Rafael Vega Sánchez como tesorero.
En 1910 se inauguró en el costado norte del Teatro Bartolomé de Medina, el "Casino Pachuca", sede de un exclusivo club al que acudían por la tarde-noche comerciantes y profesionistas. Este lugar se caracterizó por los servicios de su restaurante y su surtido de sus vinos.

#### Visita de Francisco I. Madero en 1910

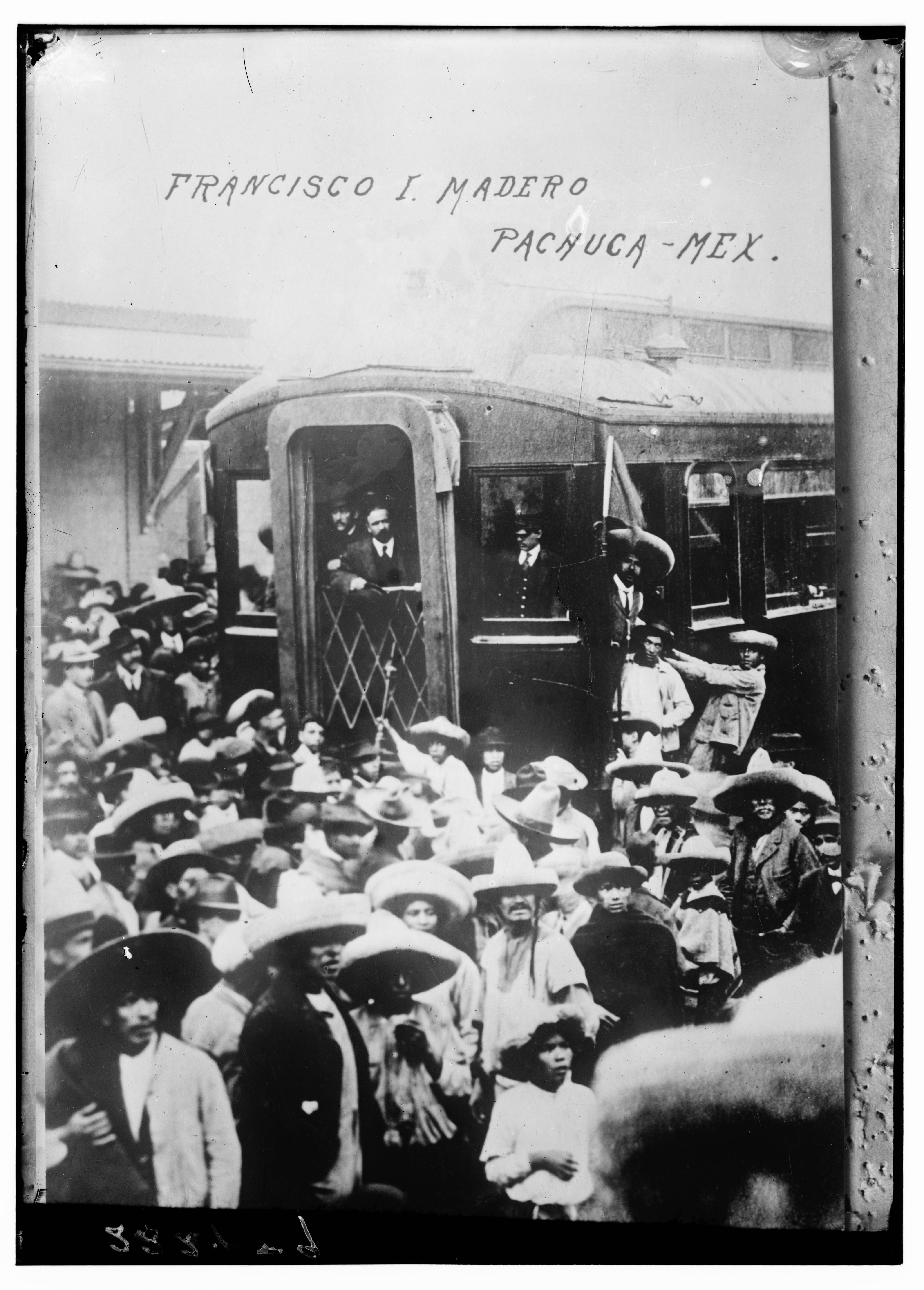
Francisco I. Madero llegando a Pachuca.

El 11 de abril de 1910 Juan Guillermo Villasana, logró volar a 700 metros sobre Pachuca, tiempo después ensaya en el Velódromo de Pachuca con regular éxito un pequeño avión al que le había instalado un motor de gasolina de 15 caballos de fuerza, marca Curtiss. El 27 de mayo de 1910 apareció en el periódico México Nuevo, la noticia del viaje de Francisco I. Madero; decía la primera página:

La próxima gira del señor Madero. A Pachuca. Definitivamente ha quedado resuelta la visita del C. Francisco I. Madero a la ciudad de Pachuca,
para la tarde del domingo próximo, 29 del actual, después de la gran manifestación de la prensa independiente…El candidato saldrá de la estación de Buena Vista a las 4 de la tarde y llegará a Pachuca esa misma noche. Va por invitación de sus partidarios del Estado de Hidalgo.
 México Nuevo, México, 27 de mayo de 1910, Colección de la Biblioteca Miguel Lerdo de Tejada. 

Francisco I. Madero visitó la ciudad el 29 de mayo de 1910. Uno de los encargados del recibimiento fue el poeta y escritor Rafael Vega Sánchez. El mitin se realizó en la Plaza Independencia, en el que hicieron uso de la palabra Rodrigo López, como presentador, la oratoria estuvo a cargo de Enrique Bordes Mangel, (abogado y militar guanajuatense que intervino en la redacción del Plan de San Luis). Al siguiente día, 30 de mayo, esta es la noticia del periódico México Nuevo:
'

¡¡¡¡Éxito anti-reeleccionista en Pachuca!!!! 
 Veinticinco mil personas aplauden al candidato de la democracia.
México Nuevo, lunes 30 de mayo de 1910, por telégrafo: Pachuca, 29 de mayo. En la Estación del Ferrocarril esperaban al candidato señor Madero, de veinte a veinticinco mil manifestantes antirreeleccionistas que lo ovacionaron a su llegada esta tarde…Conducido en son de júbilo al Hotel Greenfield, desde un balcón habló el señor Madero, exponiendo su programa de gobierno y tocando con valentía la cuestión obrera…Hizo la presentación del candidato el doctor Rodríguez López…Después del señor Madero habló Bordes Mangel que entusiasmó en grado sumo a la multitud con la influencia de su palabra. El pueblo no se cansó de aplaudir a los oradores…Salimos mañana en la tarde. El enviado especial

#### Inauguración de Reloj Monumental
El Reloj Monumental fue inaugurado el 15 de septiembre de 1910, a las 09:15 p. m., el gobernador Pedro Ladislao Rodríguez, su esposa Virginia Hernández y diversas autoridades hicieron su entrada en la plaza. El evento dio inicio con una obertura tocada por la Banda de Rurales. Posteriormente Joaquín González pronunció el discurso oficial, una pieza oratoria sobre el significado de la Independencia y el esfuerzo para construir la gran torre; a lo que siguió una interpretación más de la banda. Acto seguido el alumnado de las escuelas de Pachuca interpretó el Himno al Estado de Hidalgo, nuevamente la Banda de Rurales ejecutó una pieza musical, preámbulo a una poesía a cargo de Luz Conde. La banda finalizó su participación con la obertura de la ópera Tosca y cerró el programa el poeta Miguel Bracho con la declamación de un poema suyo.
Dio sus primeras campanadas a las 11:00 p. m. el gobernador, en la planta baja, al escuchar el primer repiqueteo, corrió la cortina que ocultaba la placa de inauguración hecha de mármol, posteriormente subió a la segunda planta, donde conmemoró el grito de independencia y entonó el Himno Nacional Mexicano.
La segunda empresa que abasteció a la región de electricidad fue la Compañía Eléctrica e Irrigadora en el Estado de Hidalgo, el suministro vino de la hidroeléctrica de Necaxa, la propuesta de la obra corrió a cargo de la Mexican Light and Power Co. para septiembre de 1910 se tienen las primeras pruebas de transmisión a Pachuca.

## Revolución mexicana

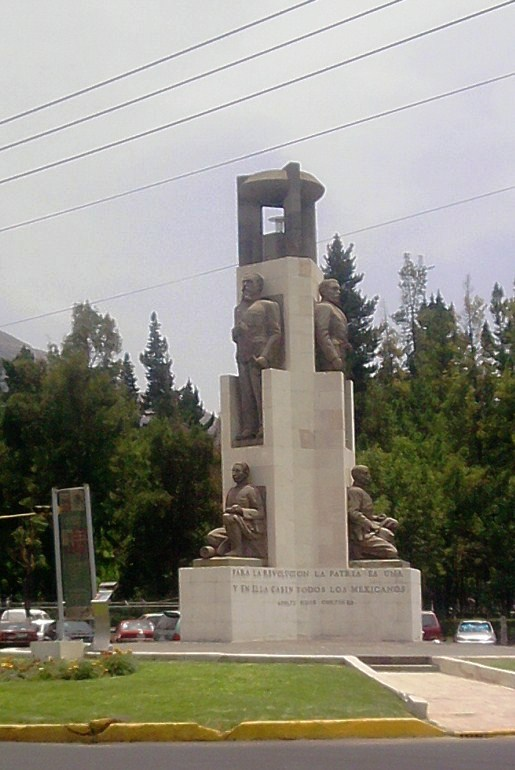
Monumento a la Revolución, inaugurado el 20 de noviembre de 1955, diseñado por Vicente Mendiola Quezada. Incluye estatuas de Nicolás Flores Rubio, Francisco de Paula Mariel, Felipe Ángeles, Venustiano Carranza, Francisco I. Madero, y Emiliano Zapata.

### Revolución Maderista
El 20 de noviembre de 1910 inicia la Revolución mexicana y los Clubes liberales y antirreeleccionistas se preparaban para secundar la revolución, pero el grupo más activo en Pachuca lo encabezaban Jesús Silva Espinoza, Abel Serratos, Francisco de P. Castrejón, Francisco Noble, Eduardo Prunetti y Ramón M. Rosales. Quienes no pudieron llevar a cabo el levantamiento, pues el 13 de noviembre, Ramón M. Rosales fue sorprendido y aprehendido en la Ciudad de México confiscándole armas y dinero. Jesús Silva Espinoza se había comprometido a levantar en armas a 25 municipios, fue perseguido; varios de sus seguidores fueron encarcelados.
Silva pudo evadir de momento su captura al ocultarse en la casa de los hermanos Fernando y Carlos Tagle; pero al cabo de varios días, y en vista de la muerte de Aquiles Serdán en Puebla, se entregó a las autoridades. Antes de su detención, el 29 de noviembre de 1910, Silva había recibido el nombramiento de gobernador provisional, otorgado por Francisco I. Madero. En agosto de ese año Madero se había referido a él como enlace telegráfico en Pachuca en una carta dirigida a Filomeno Mata.

#### Toma de Pachuca de 1911

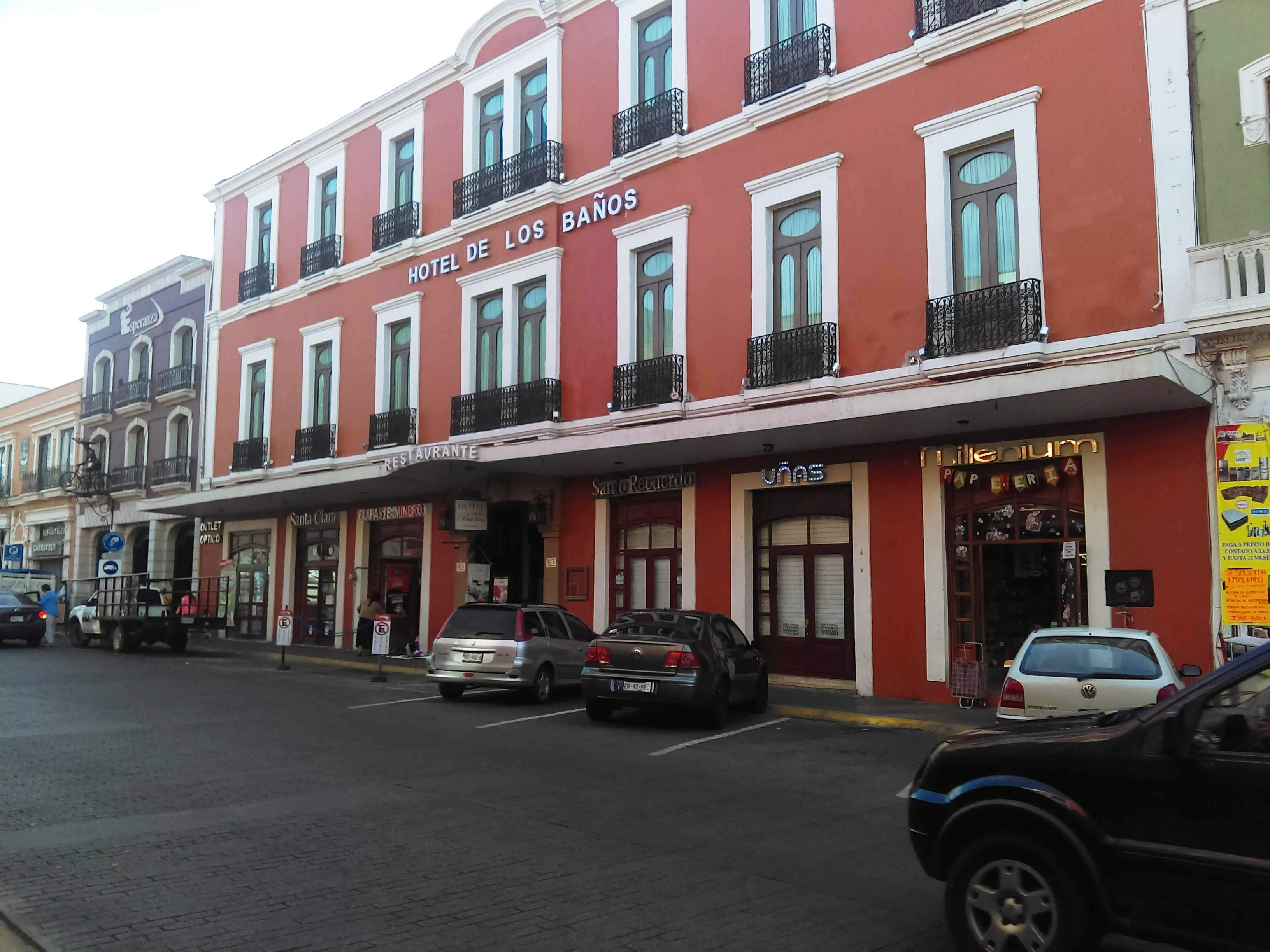
Antigua Casa de Préstamos (hoy Hotel de los Baños), sitio saqueado por los barreteros liderados por Macario Moedano.

El general maderista Gabriel Hernández avanzó desde la Sierra Norte de Puebla y el 15 de mayo de 1911 entró a Tulancingo; en Pachuca al enterarse de la toma de Tulancingo y de la posible toma de Pachuca. Diversos grupos simpatizantes Maderistas y opositores Porfiristas empezaron a marchar por las calles, para reunirse en la Plaza de la Constitución.
Los barreteros de la mina de santa Gertrudis habían organizado un gran tumulto liderados por Macario Moedano, a quien apodaban El Chato. El comando el grupo que liberó a los presos de la cárcel de San Francisco y el saqueo de la Casa de Préstamos (hoy Hotel de los Baños), por la noche hubo desórdenes y saqueo de casas y comercios.
El 16 de mayo Gabriel Hernández llegó a Pachuca; tomando la ciudad con facilidad pues la mayor parte de las autoridades gubernamentales había huido ya, y las fuerzas policíacas nada hicieron. Miguel Ángel Sánchez Lamego en su Historia militar describe:

...Ocupó —Hernández— sorpresivamente la ciudad de Pachuca, capital del Estado, sin que los rurales que la guarnecían la defendieran. Parece que el día 15 anterior algunos mineros del lugar se declararon en huelga y el 16 en la mañana, al realizar una manifestación aquellos huelguistas, secundados por el populacho, comenzaron a saquear algunas casas comerciales, por lo que el Gobernador del estado, señor Pedro L. Rodríguez, le ordenó al comandante de los rurales, quien tenía a su tropa acuartelada, marchara desde luego a reprimir el saqueo, haciendo uso de sus armas si era necesario, orden que terminantemente se negó a cumplir aquel comandante, y como en esos momentos comenzaban a entrar a la población los maderistas, estos pudieron apoderarse de toda la ciudad y cooperar al saqueo, haciendo rendirse a los rurales...
Sánchez Lamego, Historia militar

En Historia Gráfica de la Revolución Mexicana, redactada por Gustavo Casasola, describe:

En este día Pachuca, capital del Estado de Hidalgo, quedó de parte del rebelde Gabriel Hernández, así como Tulancingo, Hgo…En cuanto entró en la plaza el general Hernández procedió a sofocar el desorden y devolvió la tranquilidad a la sociedad, a la que dio toda clase de garantías…
Gustavo Casasola, Historia gráfica de la Revolución Mexicana

Se decretó la inmediata aprensión de los cabecillas del tumulto y se solicitaba la devolución de los objetos robados, los participantes decidieron tirar al río o a las calles lo que habían robado. Solo fue aprehendido Moedano, después de juicio se ordenó que su ejecución, fuera pública. A las 05:00 p. m. del miércoles 17 de mayo, fue fusilado en la Plaza Independencia.

#### Presidencia de Madero

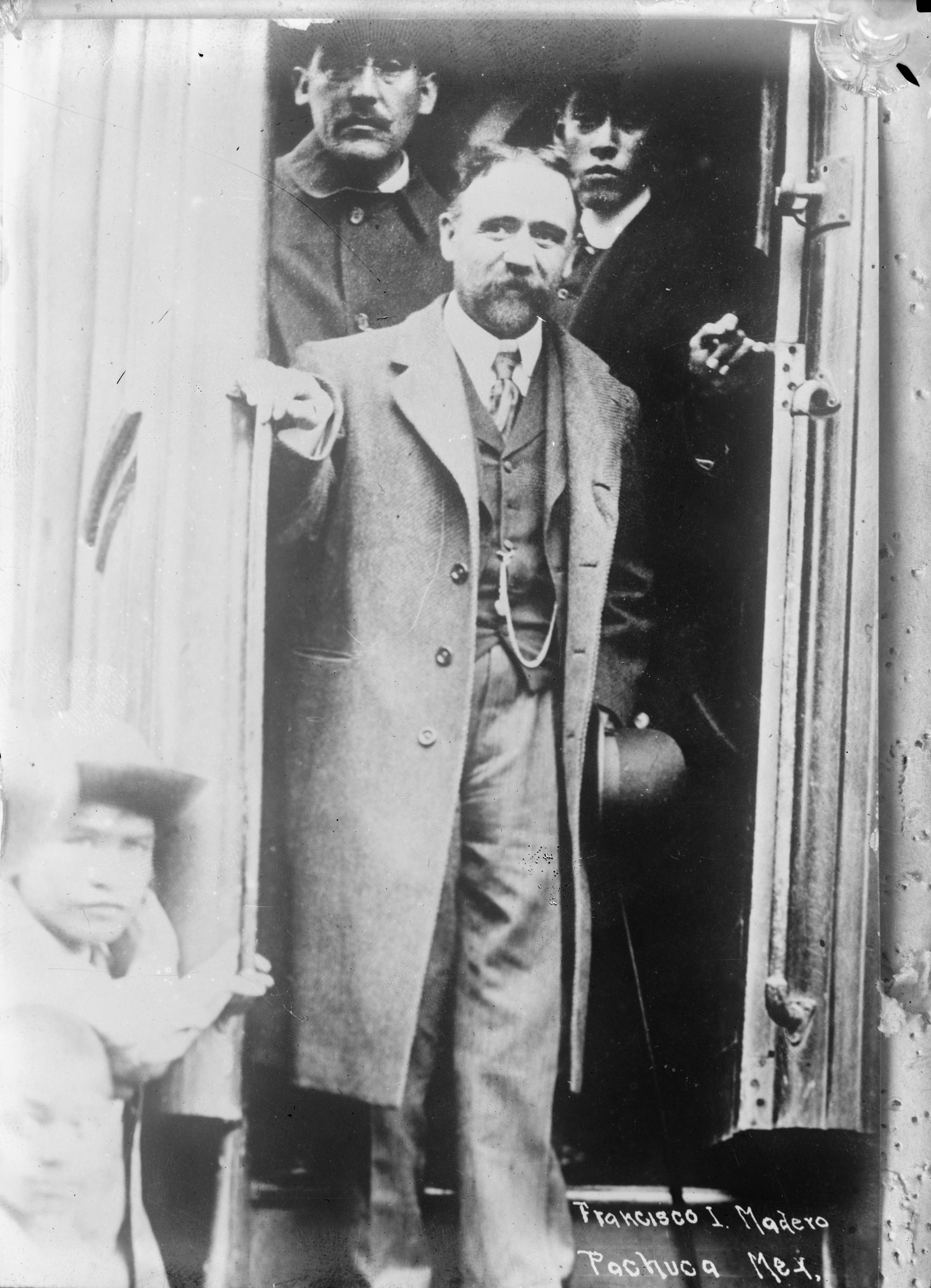
Francisco I. Madero llegando a Pachuca.

El gobernador Pedro L. Rodríguez renunció tras la toma de Pachuca, Joaquín González, es nombrado como gobernador interino hasta el 5 de junio de 1911. Durante este periodo, se padeció carestía de alimentos, trayendo hambre y escasez de moneda. Las compañías mineras emitieron pequeños cartones con valores de 5, 10, 20, 25, 50 centavos, a los que el pueblo llamó verdes, pericos, rosas y palomas.
Jesús Silva Espinoza es nombrado gobernador después, él era uno de los encargados de iniciar la Revolución mexicana en hidalgo, pero es detenido, permaneció seis meses en la Penitenciaria de Lecumberri el 20 de mayo de 1911 salió libre; Antes de su detención, el 29 de noviembre de 1910, Silva había recibido el nombramiento de gobernador provisional, otorgado por Francisco I. Madero.
Porfirio Díaz renunció a la presidencia el 25 de mayo de 1911. Realizadas nuevas elecciones; Madero fue elegido presidente y José María Pino Suárez vicepresidente. El 7 de junio de 1911 el gobernador Silva y diversos acompañantes viajaron en ferrocarril de Pachuca a Tula, para recibir a su paso en la estación de Tula, a Francisco I. Madero.
Debido a distintos problemas en su gobierno Jesús Silva Espinoza renuncia y entregaría la gubernatura a Ramón M. Rosales. El 15 de mayo de 1912, Rosales renuncia al cargo de gobernador para postularse como candidato oficial a la gobernatura, quedando como sustituto Amador Castañeda Jaimes.

#### Visita de Francisco I. Madero en 1912
El 23 de julio de 1912 el presidente Madero realiza una gira de trabajo en el estado de Hidalgo, coloca la primera piedra para la presa La Libertad, Huichapan.
Llegó a Pachuca el 28 de julio de la estación de ferrocarril en la ahora calle de Mejía, la comitiva se dirigió al Teatro Bartolomé de Medina para una ceremonia legislativa. Más tarde se fueron al Instituto Científico y Literario del Estado, donde a pie fueron otra vez al Bartolomé de Medina, donde fue el banquete oficial. Al regresar a la estación, Madero pronunció una arenga desde su vagón del ferrocarril, acompañado de su esposa y de su señor padre, y de su comitiva oficial.
Amador Castañeda Jaimes renuncia el 19 de octubre de 1912, y le entrega la gobernatura interina a Miguel Lara. Lara gobernaría de 19 de octubre de 1912 al 31 de marzo de 1913; entre este interinato, el 5 de diciembre de 1912, por breve lapso de ocho días también es gobernador interino Filiberto Rubio.

### Dictadura de Victoriano Huerta
Del 9 de febrero al 18 de febrero de 1913, tiene lugar el movimiento armado conocido como la Decena Trágica. Este hecho terminaría en la destitución de Francisco I. Madero y el vicepresidente José María Pino Suárez, y el nombramiento como presidente interino a Pedro Lascuráin, quién nombró como ministro de Gobernación a Huerta y renunció a la Presidencia, quedando Victoriano Huerta a cargo del poder. El 13 de febrero, el gobernador Miguel Lara recibió un telegrama fechado en la Ciudad de México a las 04:30 p. m. y recibido en Pachuca quince minutos después, el texto de dicho mensaje es el siguiente:

Señor Gobernador del Estado. Autorizado por el Senado he asumido Poder Ejecutivo, estando presos el Presidente y su Gabinete.

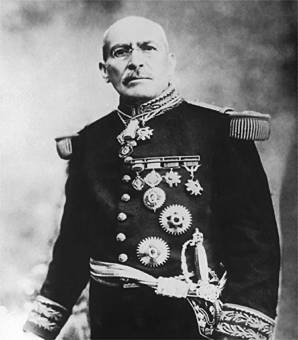
Victoriano Huerta.

Ninguna explicación más, la contestación del Gobernador Lara es:

Señor General don Victoriano Huerta.— México.— El atento mensaje de usted que a cabo de recibir me deja impuesto de que, autorizado por el Senado, ha asumido usted el poder Ejecutivo de la Unión.
Miguel Lara.

El 18 de febrero es la legislatura local, en Pachuca recibe un comunicado de Huerta:

Comandancia militar de México. México, 18 de febrero de 1913. 
 Ciudadano Presidente de la Cámara de Diputados: En vista de las difíciles circunstancias por que atraviesa el país, y muy particularmente la capital de la República, entregada como de hecho está a una guerra intestina y debido a circunstancias múltiples que esa H. Cámara se servirá analizar, he asumido el Poder Ejecutivo con el objeto de cimentar la paz, y tengo detenidos en el Palacio Nacional al Señor Presidente Francisco I. Madero y su gabinete. Espero del patriotismo de usted que se servirá convocar a la Cámara de Diputados para tratar tan interesante estado de cosas, por lo que le ruego a usted muy atentamente proceda con la actividad que se requiere en bien de la patria, por la que cualquier sacrificio es corto. Protesto a usted las seguridades de mi atenta consideración y respeto. General de División, encargado del Poder Ejecutivo.
Victoriano Huerta.

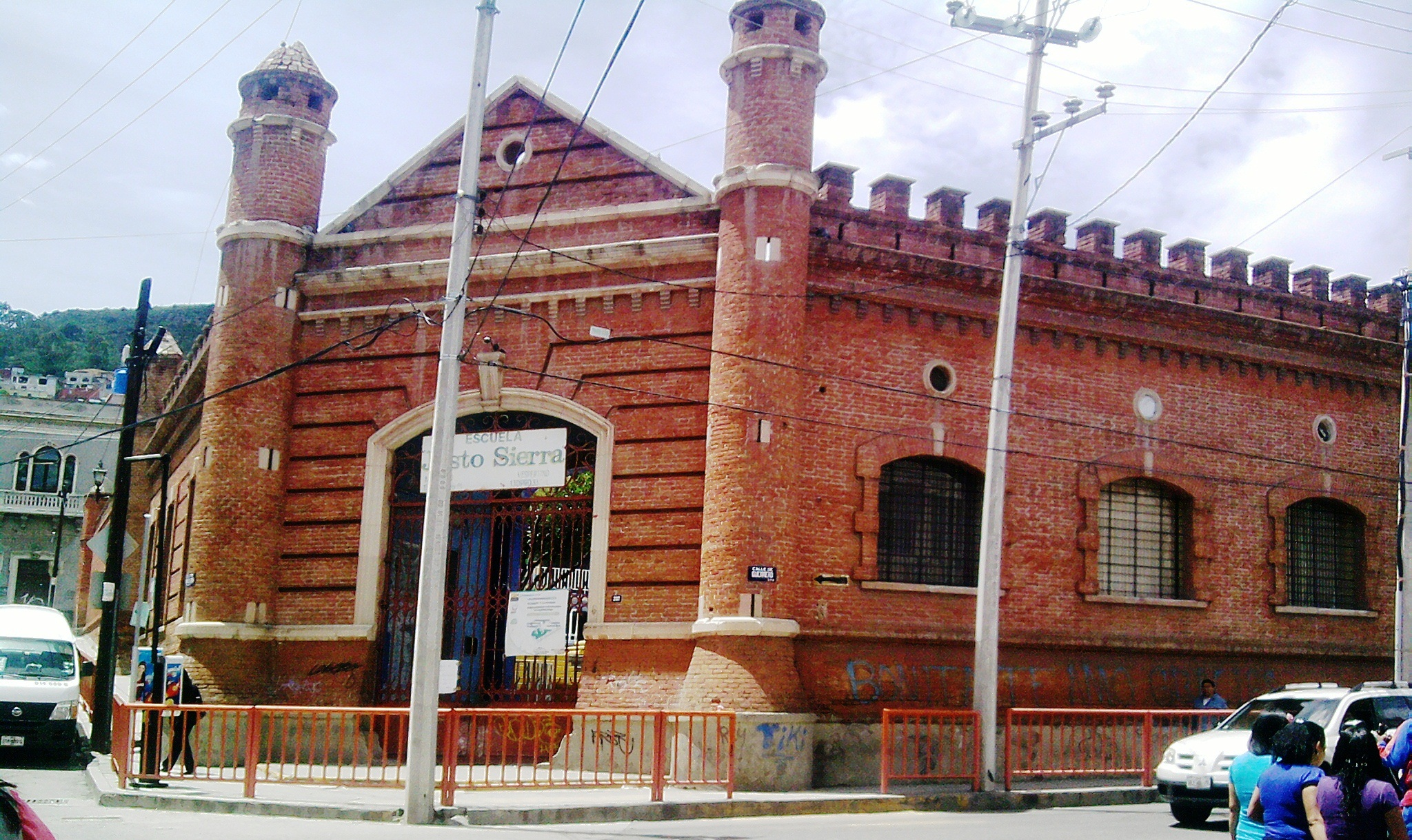
Escuela Primaria Justo Sierra edificación del donde se colocaban los minerales extraídos de las minas. Durante la Revolución mexicana funcionó como cuartel militar y, de 1939 a 1956 es sede del Instituto Politécnico de Hidalgo.

Un nuevo telegrama fechado el 19 de febrero del 1913 a las 11:40 p. m. recibido en Pachuca a las 12:20 p. m. del 20 de febrero:

Señor Gobernador del Estado. 
 Hoy a las 11:10 p.m. he prestado la protesta de ley como Presidente Interino de la República ante el Congreso de la Unión. Hónrome en comunicarlo a usted para su conocimiento y efectos.
Victoriano Huerta.

Lara le contestó en los siguientes términos, mediante telegrama urgente:

Pachuca, febrero 20 de 1913. 
Señor General don Victoriano Huerta, Presidente de la República.—México.—El atento telegrama de usted recibido hoy, me hace saber que ha prestado la protesta de ley, como Presidente Interino de la República. Sírvase usted aceptar en nombre revolución el pueblo y del gobierno de este Estado, y en el mío propio, las más expresivas felicitaciones.
Miguel Lara

Para las elecciones del 9 de marzo de 1913, surgen el Club Rosalista, quien apoyaba a Ramón M. Rosales, el Club Navarrista, quien apoyaría a Agustín Navarro Cardona, y había un tercer candidato Emilio Barranco Pardo. El 13 de marzo es quemado misteriosamente el archivo de la legislatura del estado; parece que solo se trataba de hacer desaparecer el expediente relativo a las elecciones. Triunfa Ramón M. Rosales, tomando posesión el 1 de abril de 1913; la inestabilidad gubernamental en el estado no permitió que culminara su periodo, debido a que Victoriano Huerta impone como gobernador a Agustín Sanginés a partir del 4 de agosto de 1913.

### Revolución constitucionalista

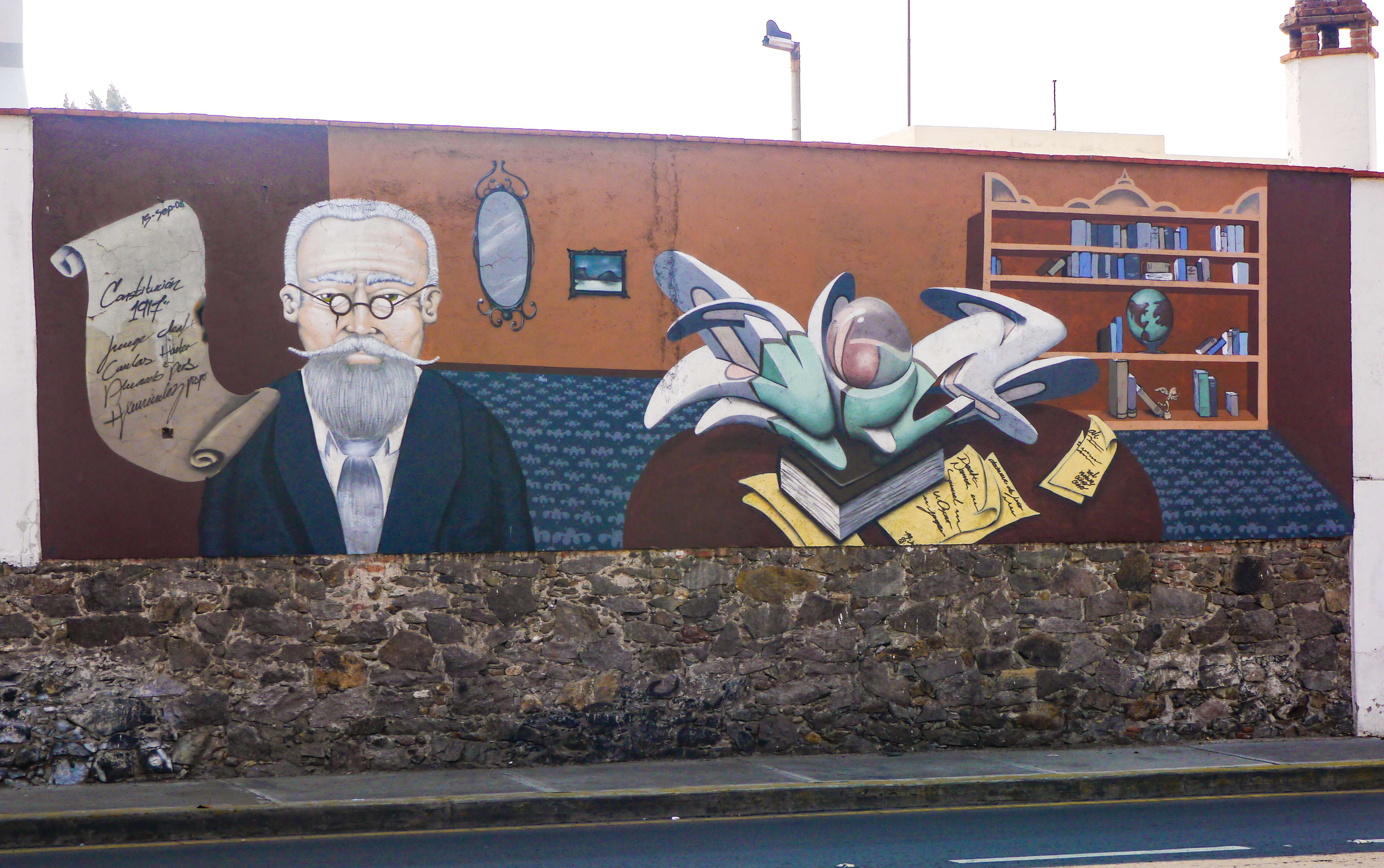
Antiguo mural de Venustiano Carranza y la constitución de 1917, en el Viaducto Nuevo Hidalgo. Este mural fue remplazado por otro entre 2014-2015.

La rebelión se propagó en contra de Victoriano Huerta, bajo la acción del Gobernador coahuilense, Venustiano Carranza, que, con otras personas, dio a conocer el Plan de Guadalupe de 26 de marzo de 1913, por lo que se desconocía el gobierno Huertista. Francisco de P. Mariel y Daniel Cerecedo, redactan un manifiesto donde invitan a los hidalguenses a luchar contra el gobierno huertista.
En 1913 Victoriano Huerta envió a Agustín Sanginés al estado de Hidalgo, como comandante general, con la consigna de formar un ejército y acabar con el movimiento en la Huasteca. Cuando ejercía este puesto, la legislatura local lo designó para ocupar interinamente la gubernatura. Los periodos en que se desempeñó este cargo fueron del 4 de julio al 24 de septiembre de 1913; del 29 de septiembre al 24 de diciembre de 1913 y del 2 de enero al 4 de agosto de 1914. Y cuando Sanginés no era interino Agustín Pérez ocupa el cargo.
Con relación a la Ocupación estadounidense de Veracruz, entre el 23 y el 30 de abril en el Parque Hidalgo, se realizó una manifestación de los extranjeros alemanes, españoles, franceses e ingleses residentes en Pachuca. Con el objetivo de pedir tolerancia hacia estos grupos ya que no eran ciudadanos estadounidenses y pedir tolerancia.
En 1914 el Ferrocarril Hidalgo inauguró una corrida de pasajeros llamada "El rápido de la Siete", que empleaba poco más de una hora en conectar a Pachuca con la Ciudad de México. Salía de esta población a las 07:00 a. m. y regresaba de la Ciudad de México a las 07:00 p. m.

#### Inestabilidad gubernamental en el estado de Hidalgo

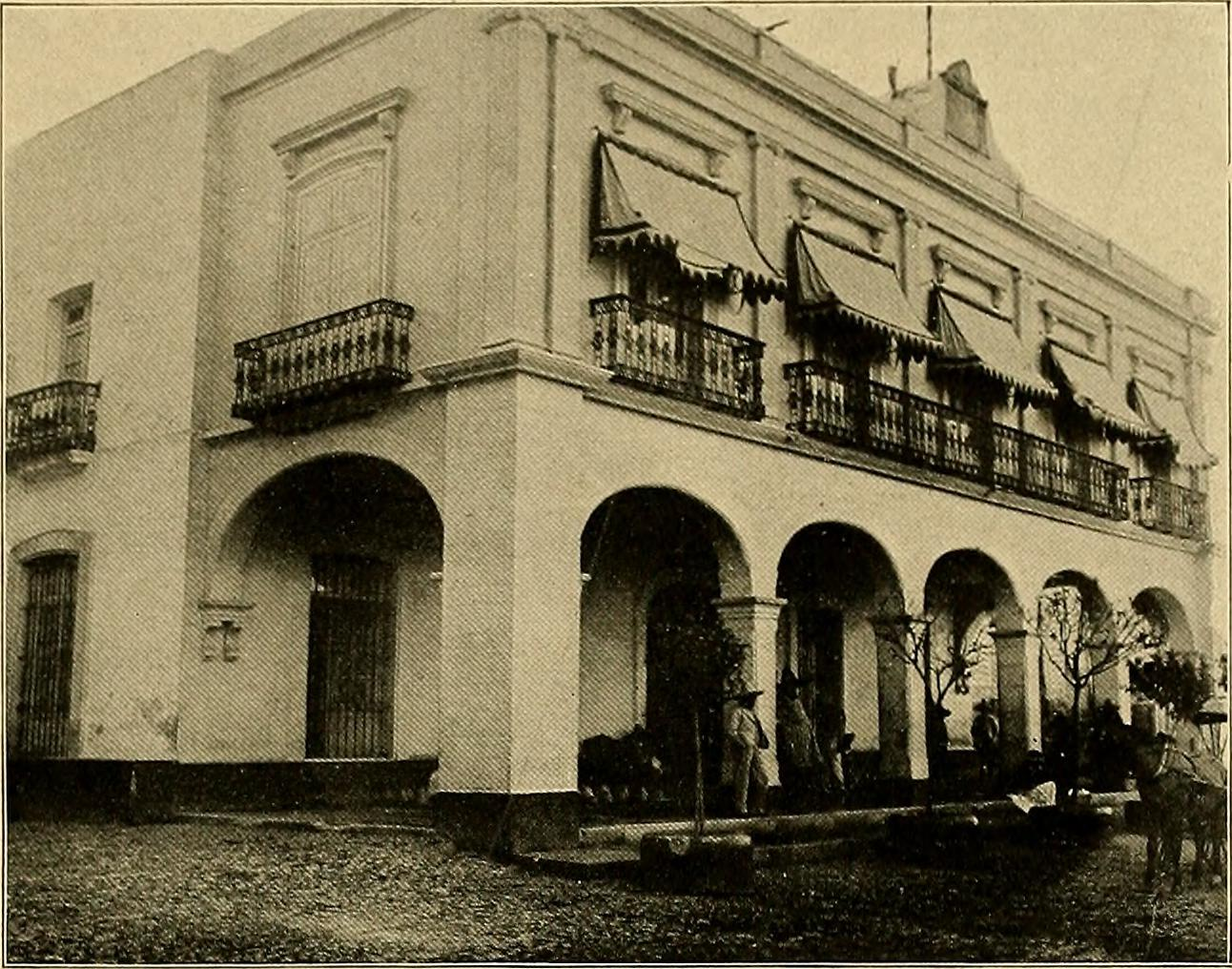
Antiguo Palacio de Gobierno, este edificio localizado a un costado de la Parroquia de la Asunción fue utilizado como sede del ejecutivo estatal hasta 1943.

Entre 1914 y 1917, se desconocieron los poderes en Hidalgo, provocando una inestabilidad gubernamental, desfilaron una serie de gobernadores; todos provisionales y de diferentes corrientes revolucionarias. El general Nicolás Flores, comandante de las fuerzas constitucionalistas en Hidalgo establece su guarnición en Zimapán y toma Pachuca. Francisco de P. Mariel y Amado Azuara, en julio recibieron órdenes del mando constitucionalista para ocupar la ciudad, ellos llegaron cuando ya había sido tomada por Nicolás Flores. El 4 de agosto Sanginés renunció a su tercer interinato y se nombró gobernador sustituyó a Froylán Jiménez, pero no tomó posesión ya que Nicolás Flores entró ese día en la ciudad quien asume el mando con el carácter de gobernador y comandante militar.
El 29 de noviembre de 1914, llegan a Pachuca los villistas mandados por Manuel Medina Veytia; y los carrancistas mandados por Flores y otros, salen de la ciudad tomando distintos rumbos. Veytia ocupa la gobernatura hasta el 2 de diciembre, cuando sale de la ciudad y el puesto es ocupado interinamente por Almaquio Tovar hasta la llegada del General Daniel Cerecedo Estrada el 5 de diciembre. En la madrugada del 26 de diciembre son asesinados por orden del General Saúlo Navarro, Miguel Bracho, Oficial Mayor de la Secretaría General y Froilán Jiménez, Presidente Municipal de Pachuca. Para finales de 1914 y principios 1915, se instalaron al mismo tiempo tres gobernadores, Nicolás Flores en Zimapán; Vicente C. Salazar en Pachuca; y Roberto Martínez y Martínez en Ixmiquilpan.
El 16 de enero de 1915 llega a Pachuca Eulalio Gutiérrez designado Presidente de México por la Convención de Aguascalientes, procedente de la Ciudad de México huyendo de los villistas y zapatistas; y parte el 19 de enero acompañado de Daniel Cerecedo Estrada entregando el gobierno al General Vicente Salazar. El 24 de enero entran a Pachuca las tropas del general villista Roberto Martínez y Martínez quien asume los mandos político y militar en el estado. El 2 de febrero las compañías mineras de San Rafael y Anexas, Real del Monte y Pachuca, Santa Gertrudis, Fresnillo, Purísima y Guadalupe y Anexas lanzan a la circulación sus billetes o vales de a 20, 10 y 5 centavos.

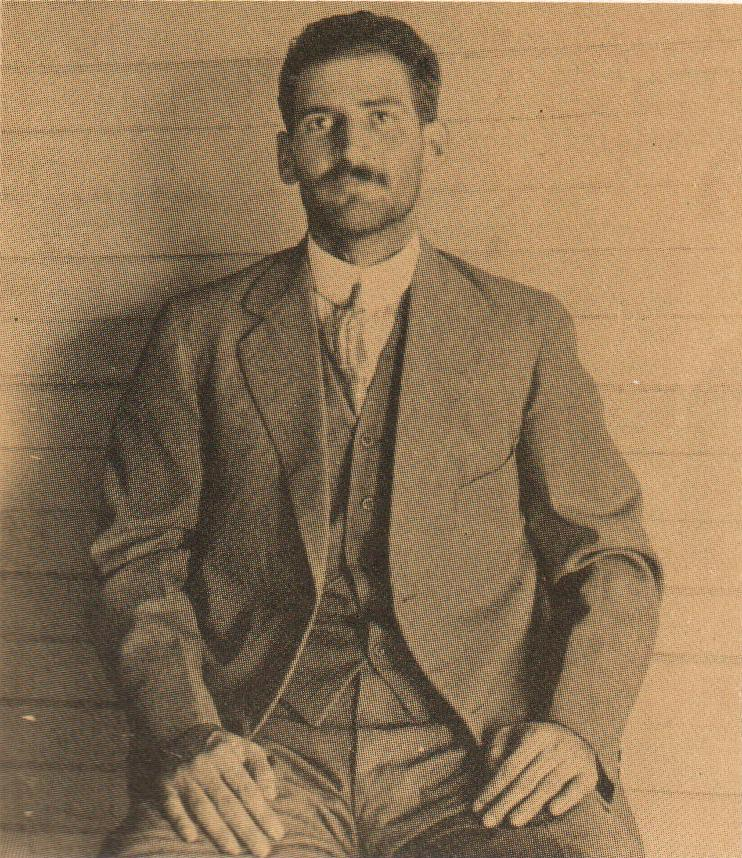
General Fortunato Maycotte gobernador provisional de Hidalgo en 1915.

El 9 de febrero de 1915 sale de la ciudad con sus tropas el General Martínez, y para el 10 de febrero a las siete de la mañana comienzan a entrar las tropas del General Fortunato Maycotte, quien para el 13 de febrero toma posesión como Gobernador y Comandante Militar. El 23 de febrero toma posesión del gobierno estatal Alfredo Machuca en substitución del General Maycotte que sale de Pachuca al frente de sus tropas. El 4 de marzo sale el general Machuca para Veracruz a conferenciar con Venustiano Carranza, quedando al frente del gobierno el teniente coronel José L. Aguilar, Machuca regresaría el 8 de marzo.
El 29 de abril de 1915 se emite un decreto declarando de curso legal y forzoso los vales que emitirá el gobierno, de 5, 10, 20 y 25 centavos; los de a cincuenta centavos eran verdes y el público los bautizó con el nombre de pericos, y los de a veinte eran color de rosa y de papel de China a estos los llamaban palomas volaban fácilmente. El 16 de junio sale el General Machuca con las tropas que guarnecían a Pachuca, con rumbo a México; quedando al frente del gobierno Fernando Lizardi. El 3 de julio se entrega el gobierno del estado a Miguel Gómez Noriega; y para el 5 de julio el general Machuca sale de Pachuca al frente de sus tropas.
El 15 de julio de 1915 se asegura que la ciudad de Pachuca será atacada por los villistas, las tropas carrancistas salieron de la ciudad; y para el día siguiente el 16 de julio la ciudad queda evacuada quedando sin autoridades y militares. A las cinco y media de la tarde de ese mismo día hacen su entrada en la ciudad los villistas, comandados por José Kotuscey quien queda a cargo del gobierno estatal. El 19 de julio el General Villista Roberto Martínez y Martínez toma posesión del gobierno del estado. El 21 de julio cerca de Pachuca se efectúa un ligero combate entre las fuerzas carrancistas y las villistas.
El 26 de julio de 1915 nuevo encuentro entre los carrancistas y los villistas cerca de Pachuca, Kotuscey fue hecho prisionero y fusilado en Pachuquilla; el gobernador Martínez sale de Pachuca. El 28 de julio después de que los carrancistas se apoderaron de Mineral del Monte, se dirigieron para Pachuca; quedando como Comandante Militar el General José de la Luz Romero. El 29 de julio  llegó Miguel Gómez Noriega y se hizo cargo del gobierno estatal. El 2 de agosto toma posesión del gobierno del estado el General Nicolás Flores, quedando como Secretario General Gómez Noriega.

#### Triunfo del constitucionalismo
El 6 de julio de 1917 desde los llanos de Venta prieta, partió el primer correo aéreo de ruta hacia la Ciudad de México, vuelo que fue precursor del transporte postal aéreo en México. El teniente Horacio Ruiz Gaviño despega en un biplano y aterriza 53 minutos más tarde en la Ciudad de México; llevando en su valija 543 cartas, 61 tarjetas postales y correspondencia de segunda clase, por lo que se le consideró como uno de los primeros vuelos postales de México.
Con el triunfo del constitucionalismo se redacta la Constitución de 1917. Una vez promulgada la constitución, se termina el periodo de gobernadores interinos y se inicia el periodo de campañas para postular gobernador constitucional. Una vez realizadas las elecciones resultó triunfador Nicolás Flores Rubio, quien tomó posición el 28 de junio de 1917.
El 4 de enero de 1918 a las siete y media de la noche, llega Venustiano Carranza a Pachuca procedente de Huichapan; partiendo el 17 de enero, después de visitar Mineral del Monte y Tulancingo.

### Actividad contrarrevolucionaria

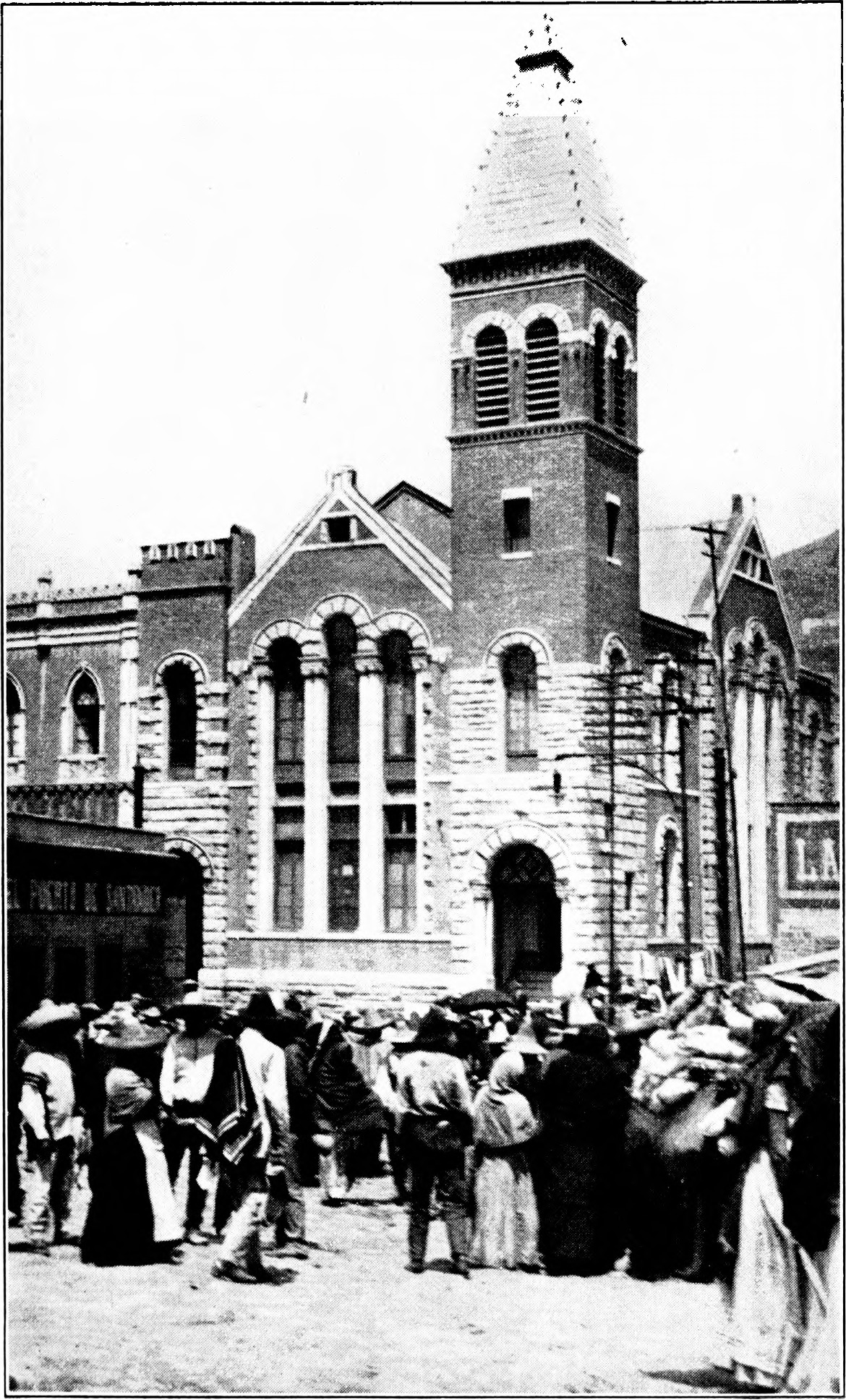
Iglesia Metodista del Divino Salvador a principios del.

El 24 de febrero  de 1918 visita la ciudad Francisco Villaespesa. El 5 de junio Pachuca se encuentra sin policía, porque se declararon en huelga por la razón de que hace tiempo que no se les paga. El 8 de junio de 1918 visita la ciudad Nicolás Zúñiga y Miranda. El 30 de noviembre de 1919 llega a Pachuca el General Álvaro Obregón en su propaganda para Presidente de México, el mismo día pasó al Mineral del Monte.
El 10 de marzo de 1920 hubo un incendio en la mina El Bordo, con el fin de apagarlo, los administradores, estadounidenses, decidieron sellar los tiros de la mina, cuando todavía había mineros adentro. El cortejo fúnebre, fue un desfile de féretros que ocupó, en cierto momento, toda la calle de Guerrero. Una semana después encontraron 7 mineros vivos; se salvó al haberse refugiado en un sitio donde una pequeña "abra" les permitió tener oxígeno. Se calcula la muerte de al menos 87 personas.
En 1921 al Instituto Literario y Escuela de Artes y Oficios se le incorporaron otras escuelas, llamándose Universidad de Hidalgo. El 30 de marzo de 1921 termina el mandato de Nicolás Flores Rubio, entregándose l gobierno de manera provisional a Filiberto Rubio; el 1 de abril se promulga el Decreto que declara electo Gobernador Constitucional a Amado Azuara.
El 23 de septiembre de 1922 se inaugura el aeródromo de Venta Prieta, cerca de Pachuca; ocho aeroplanos se elevaron haciendo muchas evoluciones sobre el gran número de espectadores que asistió.

### Rebelión delahuertista
Tras la muerte de Carranza, Adolfo de la Huerta fue nombrado por el Congreso de la Unión presidente provisional el 1 de junio de 1920. En septiembre convocó a elecciones, en las que Álvaro Obregón fue elegido. Obregón fue presidente entre 1920 y 1924. Para 1923 Pachuca, fue una de las primeras ciudades del estado que a través del servicio de correo aéreo estuvo conectada con la capital del país.
El Gobernador de Hidalgo, Amado Azuara, muere en un accidente automovilístico el 2 de noviembre de 1923. Se nombra a Miguel Melo, gobernador provisional, a causa de la gravedad del accidente de Azuara. en virtud de haber tenido aviso oficial de la muerte de Amado Azuara, al hermano de este Antonio Azuara.

#### Visita de Adolfo de la Huerta en 1923
El 11 de noviembre de 1923 De la Huerta visitó Pachuca llegando a la 1:00 p. m. a la Estación Central del Ferrocarril de Pachuca. El candidato y su comitiva se movilizaron a la Plaza Independencia que se encontraba abarrotada de simpatizantes. El subió al balcón del edificio del Comité organizador, ahí dirigió un extenso saludo a los pachuqueños y dio un discurso.
Al término de su discurso, le siguieron con la palabra Rafael Vega Sánchez, Jorge Prieto Laurens, los diputados por Sonora José Peraza; por Coahuila, Otilio González; por Puebla Castillo Tapia. Más tarde se le ofreció un banquete en honor a su visita. De la Huerta quiso ser elegido presidente nuevamente, pero al ver que Obregón favorecía a Plutarco Elías Calles desconoció al gobierno, lo que desencadenó la denominada rebelión delahuertista.

#### Toma de Pachuca de 1924

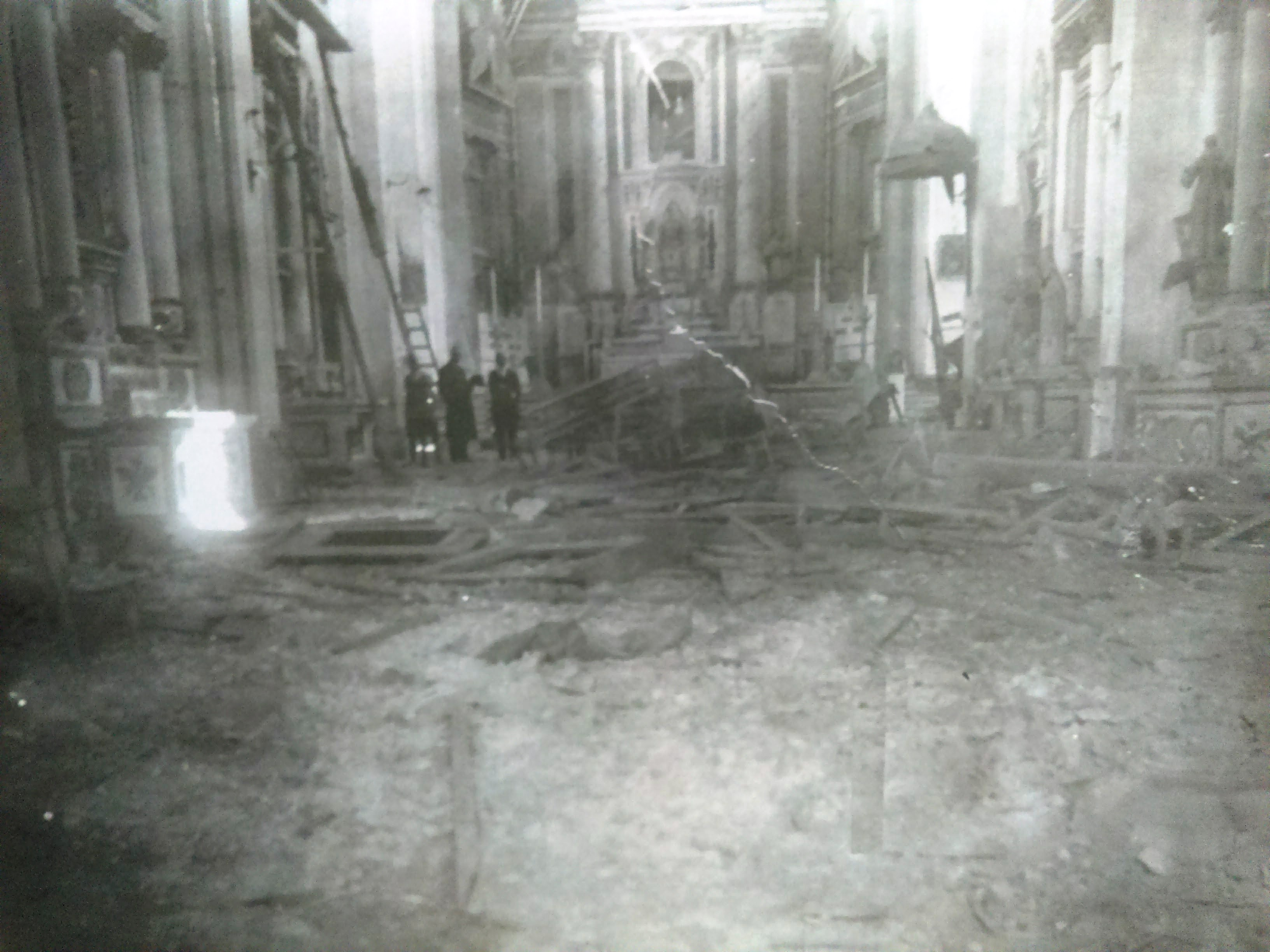
Estado del Templo de San Francisco después de la explosión de la bomba.

El 2 de enero de 1924 las fuerzas del General Marcial Cavazos, Jefe de Operaciones en Pachuca; entran a la estación Ferrocarril Hidalgo inutilizando máquinas que estaban estacionadas. En la estación Ferrocarril Central, llevándose cuatro máquinas y posteriormente, se da un reñido combate en las afueras de la ciudad, huyendo los rebeldes.
El 10 de enero de 1924, nuevamente las fuerzas de Cavazos penetran en la ciudad, a las 05:20 a. m. las fuerzas revolucionarias, al mando de los generales Marcial Cavazos, Nicolás Flores y Otilio Villegas; emprenden un formidable ataque, y apoderaron de varios lugares y el primer punto atacado fue el cuartel de Barreteros en la calle de Guerrero.
A las 05:00 p. m. una bomba de dinamita colocada en el Templo de San Francisco, hizo explosión destruyendo una parte del templo. Dentro del templo estaban defendiéndose el gobernador Antonio Azuara, y los generales Víctor Monter y Benito García, jefes militares de la Plaza, así como diversos funcionarios del gobierno local.
La puerta, el órgano fueron totalmente destruidas, el Santo Patrono fue lanzado a gran distancia quedando decapitado. Una torre cayó y la bóveda quedó con grandes cuarteaduras. El General Monter murió; en el combate hubo más de treinta muertos y como cien heridos que han sido llevados al Hospital Civil y a los de las Compañías Mineras.
Matías Rodríguez Melgarejo es elegido Gobernador de Hidalgo para el periodo del 1 de abril de 1925 al 31 de marzo de 1929. En 1925 la Universidad de Hidalgo, se transforma en el Instituto Científico y Literario Autónomo de Hidalgo. En 1926, se inaugura la carretera México-Pachuca. En 1926 se inaugura el Mercado 1.º de mayo y el 16 de septiembre de 1927 se inauguró el Mercado de Barreteros.

## SigloXX

### Años 1930

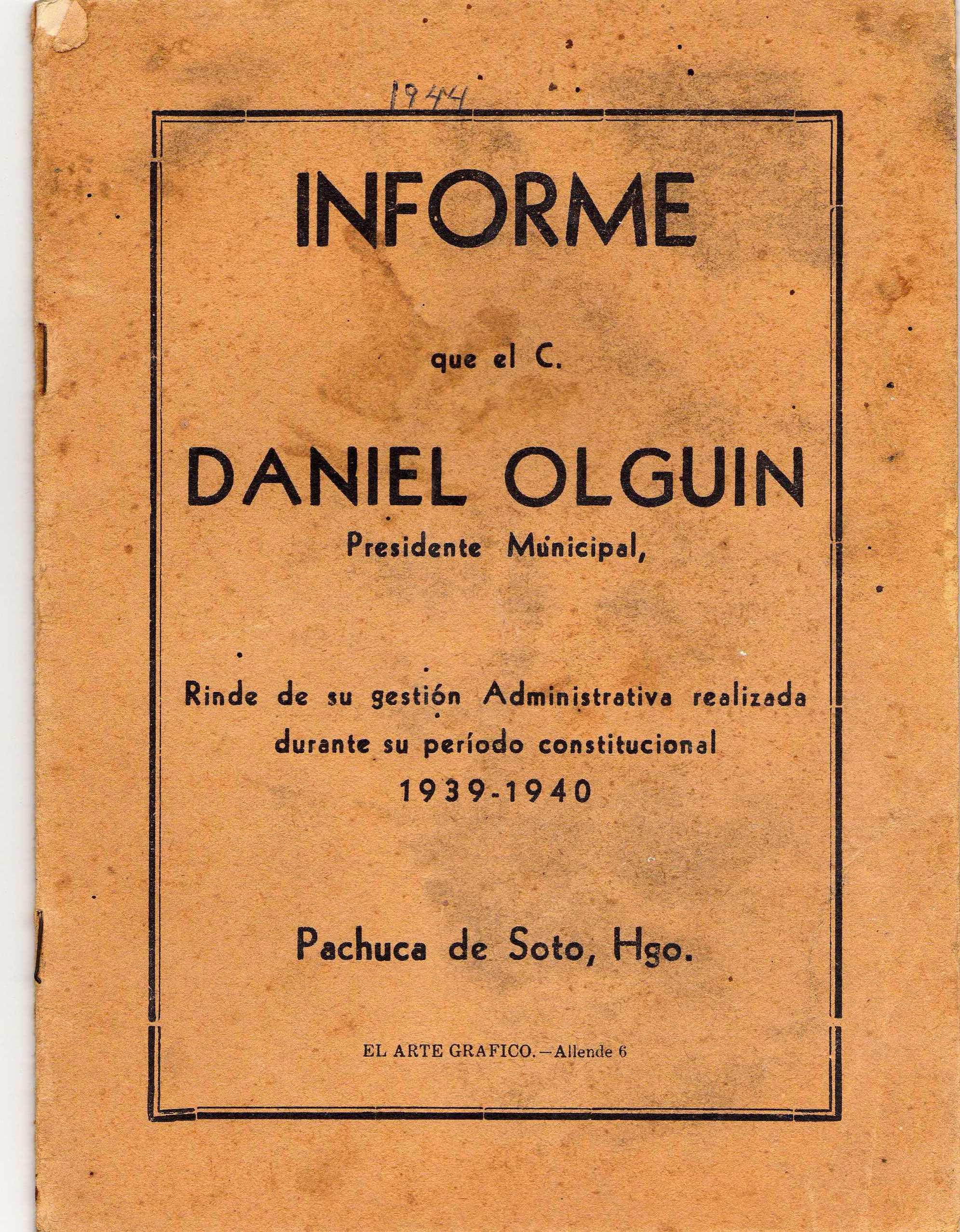
Portada del Primer Informe de Daniel Olguin Díaz, Presidente Municipal de Pachuca de 1939 a 1940.

Del 1 de abril de 1929 al 31 de marzo de 1933, Bartolomé Vargas Lugo, funge como Gobernador de Hidalgo. De 1930 a 1931 José Lugo Guerrero, funge como Presidente municipal de Pachuca. Ernesto Viveros ocupa el cargo en 1932 y para 1933 Juan Ramírez de Arellano. Para el periodo 1933 a 1935 Humberto Saavedra ocupa el cargo. El 21 de marzo de 1934 se inaugura el Mercado Benito Juárez. Gabriel Guerrero funge como Presidente municipal de Pachuca. de 1936 a 1937 y nuevamente de 1938 a 1939.
Del 1 de abril de 1933 al 31 de marzo de 1937, Ernesto Viveros Pérez, funge como Gobernador de Hidalgo. Javier Rojo Gómez suple a Viveros como Gobernador de Hidalgo, para el periodo del 1 de abril de 1937 al 30 de noviembre de 1940. En 1938 el gobierno de Javier Rojo Gómez, se apresuró a repartir entre los campesinos los ejidos en las zonas limítrofes de la ciudad, como en Santa Julia, El Huixmí, San Antonio, El Chacón, El Venado, Pachuquilla, La Concepción, Nopaltepec, Venta Prieta y otros que se convertirán en fronteras de la zona urbana.
En 1938 se funda el Instituto Politécnico de Hidalgo, ubicado en el edificio que actualmente alberga la Escuela Primaria Justo Sierra, para posteriormente trasladarse al edificio anexo a las oficinas centrales de la Universidad Autónoma de Hidalgo.

#### Refugiados españoles en Pachuca

Agricultores españoles establecidos en Pachuca.

En el puerto de Veracruz arribó el Sinaia, primera de las expediciones organizadas por el Servicio de Evacuación de Refugiados Españoles (SERE), el 13 de junio de 1939. El Comité Técnico de Ayuda a los Refugiados Españoles (CTARE), seleccione un grupo que sería transportado en tren nocturno a Pachuca el día 17 de junio a las 07:30 p. m.
Según una lista de los refugiados destinados a Pachuca, el grupo se integró de 140 personas: 99 hombres, 27 mujeres y 14 niños menores de 14 años. Con excepción de 11 mujeres que no informaron sobre su lugar de nacimiento, 46 (40%) eran de Cataluña, 13 (11.30%) de Asturias, 10 (8.69%) de Andalucía, 9 (7.82%) de Castilla-La Mancha, 7 (6.08%) de Santander, 6 (5.21%) del País Vasco, 3 (2.60%) de Murcia, 3 (2.50%) de Aragón.
La recepción en Pachua fue cordial, el gobernador Javier Rojo Gómez interrogó a cada uno y se clasificaron en seis grupos: gobierno, comercio, industria, minería, obras públicas y actividades de campo. El alojamiento de los exiliados se dispuso, y los solteros se hospedaron en los pabellones del Hospital Civil en construcción y, los casados con sus mujeres y niños en la Casa del Agrarista; en donde también se organizó el comedor y cocina. Los refugiados también recibieron ayuda de otros grupos de inmigrantes residentes en el estado de Hidalgo.

### Años 1940

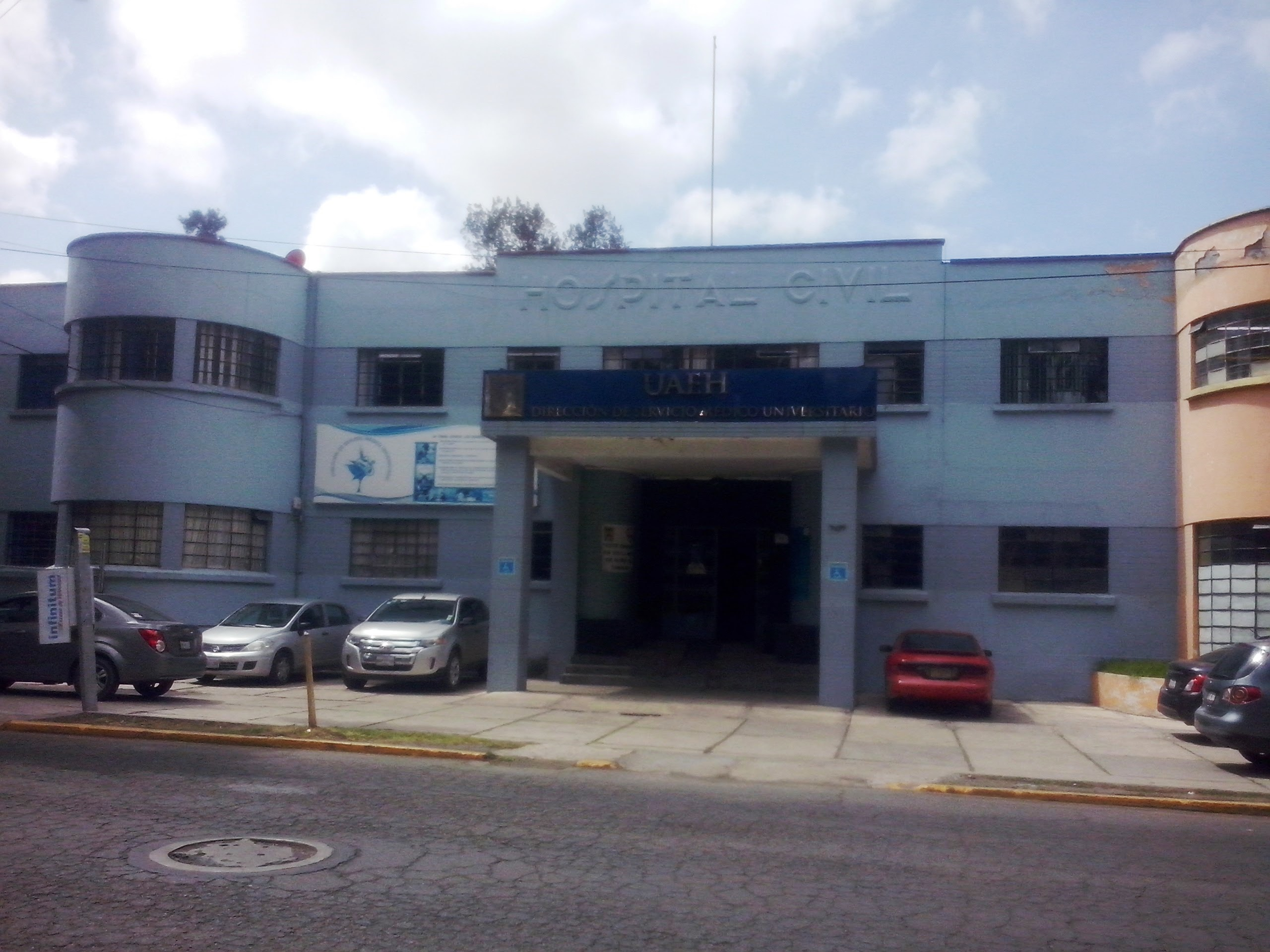
Hospital Civil de Pachuca, construido en 1940, actualmente alberga la Dirección de Servicios Médicos y la Escuela de Medicina de la UAEH.

El General Juvencio Nochebuena, funge como Presidente municipal de Pachuca de 1940 a 1941. Le suple Palacios Carlos Barragán G. para e periodo 1942-1943. José Lugo Guerrero es designado Gobernador de Hidalgo para el periodo del 1 de abril de 1941 al 31 de marzo de 1945. Vicente Aguirre del Castillo ocuparia el cargo de gobernador del 1 de abril de 1945 al 31 de marzo de 1951.
El 5 de enero de 1943; en el quincuagésimo sexto aniversario del Teatro Bartolomé de Medina, se contó con una breve temporada teatral a cargo de la compañía de Pachuca, dirigida por Luis Ayala Martínez, que concluyó el 20 de enero. Al día siguiente comenzó la demolición del recinto. En su lugar se construyó un edificio que albergaría, una sala de cine, comercios y departamentos.
El 27 de octubre de 1944 se inauguró Edificio Reforma, a esta edificación se le dio el apelativo "Adefesio Reforma", debido en haberle levantado en medio de un panorama hasta entonces homogéneo de construcciones coloniales y porfirianas.
Daniel Olguin Díaz funge como Presidente municipal de Pachuca en 1944 y para 1945 es suplido por Salvador Gil. Durante 1940 a 1945, se da la decadencia de la minería, acrecentada por los altos costos de la extracción y el beneficio, por una parte, así como la baja de su precio en el mercado, debido a los importantes gastos de la Segunda Guerra Mundial; En abril de 1946, una epidemia de meningitis provoca el cierre de escuelas, tras la muerte de al menos media docena de habitantes, a lo que se sumó el más alto registro de personas atacadas por la poliomielitis.
Víctor Aguirre del Castillo funge como Presidente municipal de Pachuca para el periodo de 1946 a 1948. En 1947, a la empresa norteamericana dueña de la Compañía Real del Monte y Pachuca, a vender todas sus propiedades y enseres al Estado Mexicano, quien realiza la operación a través de Nacional Financiera. El 26 de abril de 1948, a las 12:30 p. m. en el campo de aviación de Venta Prieta, aterrizaba un avión, en el momento en que unos jóvenes cruzaban el campo con su automóvil, provocando una colisión que acabó con la vida de los conductores de ambos vehículos. 
fagua

#### Inundación de 1949

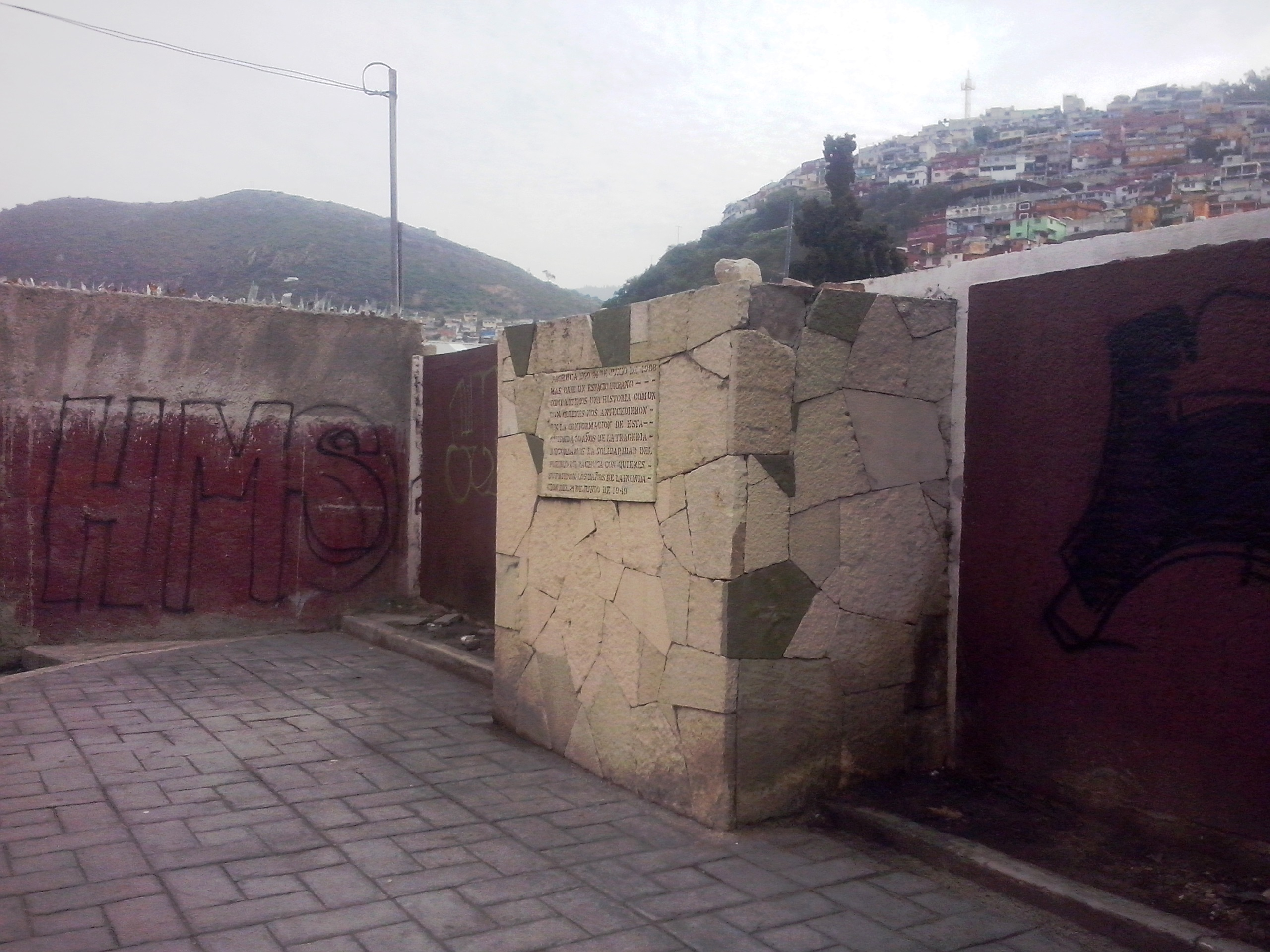
Monumento dedicado a las víctimas de la inundación; inaugurado el 24 de junio de 1998.

El 24 de junio de 1949 se registró una gran inundación, debido a las intensas lluvias y granizadas; el incidente ocurrió debido en gran parte por un descuido del cauce del río de las Avenidas que cruza de norte a sur.
Las aguas rodaron desde la Sierra de Pachuca, por las cañadas de Texinca y Rosario y en esta última se formó una represa cerca del denominado terrero Milanesa, debido a que desde hacía tiempo se arrojaba basura. La represa acumuló gran cantidad de agua hasta que no soportó la presión y se abrió, dando cauce al gigantesco torrente, que se fue cañada abajo, pasando la carretera Pachuca-Mineral del Monte y anegó completamente la zona donde se inicia el río de las Avenidas.
Al principio al cesar el aguacero, la gente comenzó a caminar habitualmente por las calles del centro, cuando de pronto irrumpió el enorme caudal que provenía del río de las Avenidas. Sucedió todo entre las 05:00 p. m. y las 06:00 p. m. en esa época los niños de las escuelas salían a las 05:00 p. m. de sus clases y muchos fueron sorprendidos por la avenida de las aguas.
El agua se precipitó hasta a la altura del Mercado Benito Juárez, donde se formó una obstrucción que consistía en desperdicios y basura creó un dique, que al no soportar la presión de la avenida de las aguas reventó. En el centro de la ciudad el agua se precipitó por las calles Zaragoza, Venustiano Carranza, Hidalgo, Allende, Julián Villagrán; pasando por las Plazas Constitución e Independencia y otras calles; llegando hasta el sur de la ciudad depositado sus despojos sobre los llanos de Venta Prieta.
El agua alcanzó los tres metros de altura, entrando en los comercios y casas abruptamente. La gente desde sus azoteas lanzaba lazos y cuerdas a las personas que llevaba la corriente tratando de salvar a la gente. La fuerza de la corriente de agua arrastró a algunos automóviles. La inundación duro alrededor de una hora, las calles estaban llenas de lodo, basura, desperdicios, muebles y también cadáveres.
Por la noche Pachuca las personas buscaban a sus familiares y conocidos desaparecidos. Los noticieros radiofónicos en la Ciudad de México daban cuenta de los acontecimientos de Pachuca y llegó ayuda para los damnificados. Con el paso de los años fueron divulgadas distintas versiones acerca de la inundación del 24 de junio, la mayor de las veces recurriendo a que la tromba había caído en Pachuca y no en los cerros aledaños.
Asimismo, sobre el número de personas fallecidas, algunos autores han dado datos desproporcionados. Juan Manuel Menes Llaguno, dice en su "Monografía de Pachuca" que los muertos fueron más de sesenta; Arturo Herrera Cabañas, en el libro "La Plaza Independencia", anota más de cien; en tanto Nicolás Soto Oliver, en la obra "Pachuca, ciudad con sed" afirma que fueron cincuenta y cinco.
El periódico Excélsior el sábado 25 de junio, publicó en la primera plana ocho columnas con en el encabezado: «40 muertos y como 200 heridos por una tormenta en Pachuca». El periódico El Universal levantó un monumento en recuerdo de los habitantes, este monumento tenía una leyenda que decía "Al Heroico pueblo de Pachuca" y estaba a un lado del Mercado Benito Juárez en la calle de Julián Villagrán.

### Años 1950

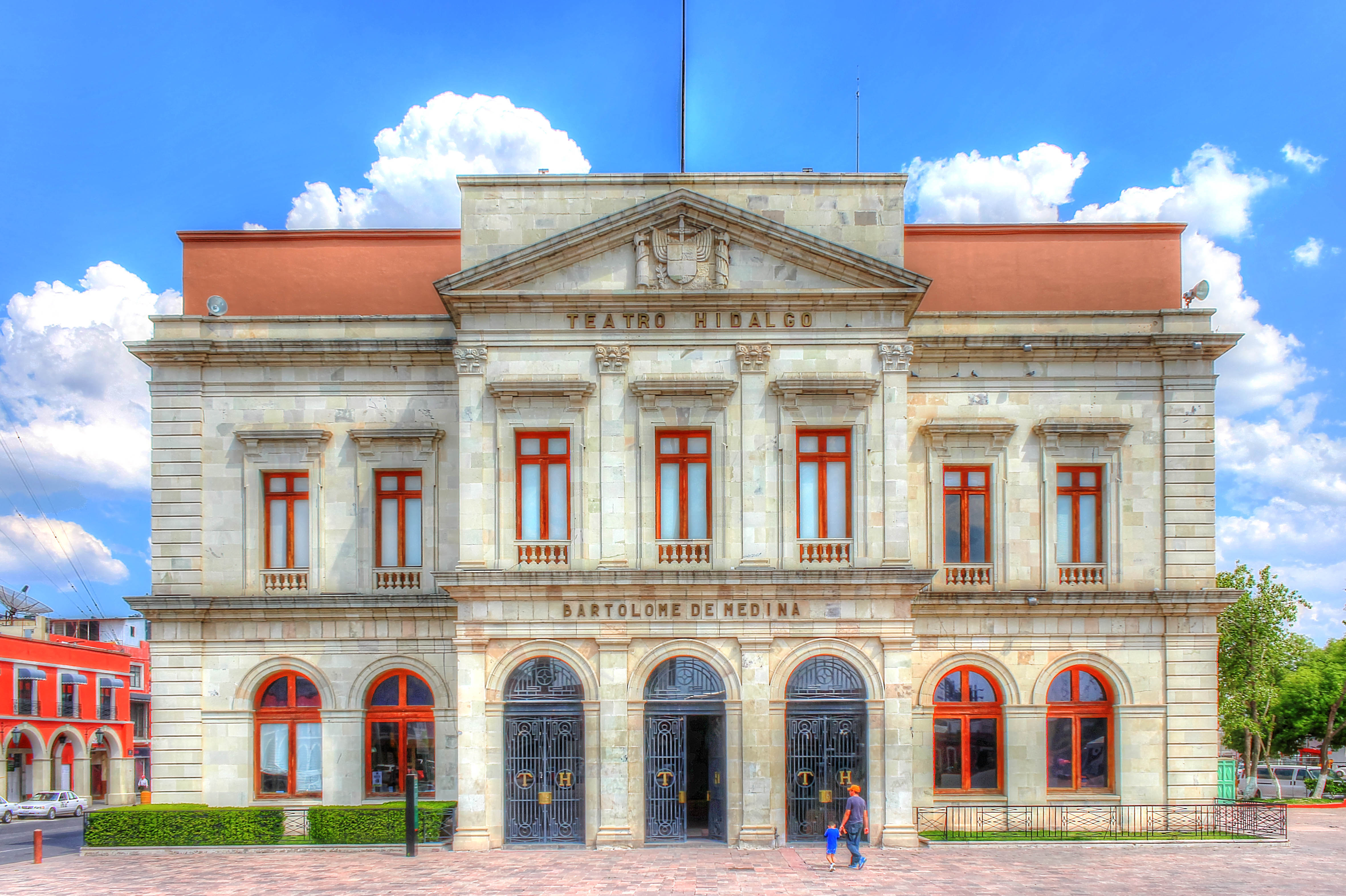
Teatro Hidalgo Bartolomé de Medina, inaugurado en 1957, como reemplazo al antiguo Teatro Bartolomé de Medina.

Para este periodo los Presidentes municipales de Pachuca son Leopoldo Posada Ballesteros de 1949 a 1952; Julio Rubio Villagrán de 1952 a 1955; Librado Gutiérrez Samperio de 1955 a 1958; y Juan Esquerra de 1958 a 1961.
En cuanto al Gobernador de Hidalgo, Vicente Aguirre del Castillo funge como gobernador del 1 de abril de 1945 al 31 de marzo de 1951; Alfonso Corona del Rosal ocuparía el cargo del 1 de abril de 1957 al 6 de diciembre de 1958, cuando deja el cargo y lo asume Oswaldo Cravioto Cisneros.
El 31 de enero de 1952, se inaugura la Arena Afición, recinto dedicado a la lucha libre. en la primera función, fue presentando Cavernario Galíndo, quien en la lucha estelar se enfrentó y derrotó al japonés Sugi Sito. El resto del cartel estuvo apoyado por el combate entre Raúl Torres frente a El Verdugo; Oso Negro contra Ciclón Veloz y Ali Bey, quien luchó contra Yaqui Galicia.
En 1952 desaparecen las cooperativas de San Rafael y Don Carlos; la primera por agotamiento de sus reservas y la segunda, líquida a sus socios y estos venden sus propiedades al estado. De esta forma toda la actividad extractiva y de beneficio, quedó en manos de la empresa gubernamental. Esta situación, precipitó la caída de la industria doméstica que prácticamente desaparece y el estancamiento del comercio, generando un alto desempleo y fuertes corrientes de emigración.
El Instituto Politécnico de Hidalgo, funcionó hasta 1956, año en que se inició la construcción del Instituto Tecnológico de Hidalgo. La estructura urbana, experimenta los primeros cambios en 1956, en lo que fueran los patios de maniobras de la Estación Hidalgo, donde se realiza la colonia Periodistas, y se inicia la colonia Revolución. El Estadio Revolución Mexicana fue inaugurado el domingo 14 de diciembre de 1958.
Durante este periodo se construyen distintos monumentos en la ciudad el Monumento a los Insurgentes (1954); el Monumento a la Revolución (1955);  el Monumento a los Niños Héroes (1957); y el Monumento a Benito Juárez (1957).

### Años 1960

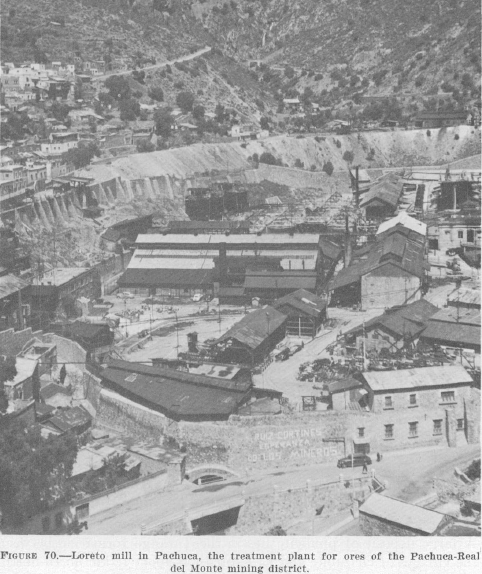
Hacienda de Beneficio de Loreto en 1962.

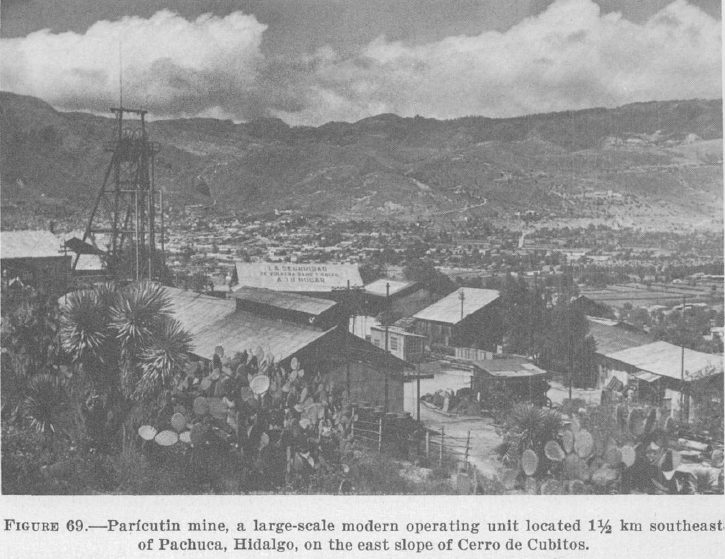
Mina Paricutin en 1962.

Para este periodo los Presidentes municipales de Pachuca son Humberto Velasco Avilés de 1961 a 1964; Adalberto Cravioto Meneses de 1964 a 1967; y Darío Pérez González de 1967 a 1970.
En cuanto al Gobernador de Hidalgo, Oswaldo Cravioto Cisneros mantendría el cargo hasta el 31 de marzo de 1963; después Carlos Ramírez Guerrero ocuparia el cargo del 1 de abril de 1963 al 31 de marzo de 1969.
El Instituto Científico Literario Autónomo de Hidalgo, se convierte a partir del 3 de marzo de 1961 en la Universidad Autónoma del Estado de Hidalgo. La Escuela Preparatoria n.º 1 de la UAEH inicio actividades el 18 de mayo de 1966 siendo su primer director Carlos Borja Meza.
En 1964 surgen en los terrenos que ocupara el Ferrocarril Central las colonias Moctezuma, Flores Magón y Morelos, mientras que en el oriente se desarrollan las colonias Céspedes y Doctores.
En los años sesenta, el Instituto Tecnológico de Hidalgo cambió su nombre por el de Centro de Estudios Científicos y Tecnológicos No.15, que durante mucho tiempo ofreció estudios de nivel secundaria y educación media superior.
El 5 de marzo de 1967 el C.F. Pachuca logró su primer ascenso a la Primera División, en un partido disputado contra Ciudad Victoria. De 1967 a 1969, surgen nuevos polos habitacionales como Real de Minas (1967) y la colonia ISSSTE (1969).
El 29 de abril de 1969 un helicóptero de la Procuraduría General de la República, se precipitó a tierra poco después del despegue. En el que viajaban Isaac Piña Pérez, procurador general de Justicia del Estado de Hidalgo; Carlos Castelán Canales, director de Seguridad Pública en la entidad; Antonio García Torres, agente del Ministerio Público Federal en el estado y el piloto Luis Yong. Pereciendo en el lugar del accidente cuatro de sus ocupantes el agente del Ministerio Público Federal sobrevivió.

### Años 1970
Las elecciones estatales en Hidalgo de 1969 se llevaron a cabo en dos jornadas diferentes, la primera el 2 de febrero; donde Manuel Sánchez Vite del PRI, es nombrado Gobernador de Hidalgo para el periodo 1969-1975. Tras la segunda el domingo 2 de noviembre, Rafael Cravioto Muñoz, resulta vencedor para Presidente municipal de Pachuca para el periodo 1970-1973.
Durante el periodo de 1970 a 1972, Donaciano Serna Leal asumió la gobernatura de forma suplente. El 4 de septiembre de 1970, el Instituto Politécnico de Hidalgo se transforma en el Instituto Tecnológico Regional No.20 y el 21 de septiembre de 1971 inicia sus actividades, convirtiéndose en el actual Instituto Tecnológico de Pachuca. Se construyen el Mercado Revolución en 1972.
Tras las elecciones estatales en Hidalgo de 1972, Gabriel Romero Reyes resulta vencedor para Presidente municipal de Pachuca para el 1973-1976. En 1974 se construye el Mercado Guzmán Mayer, y en 1975 se da la ampliación del Mercado de la Colonia Morelos. En 1975 es puesto en funcionamiento el Hospital General de Zona n.º 1 Dr. Alfonso Mejía Schroeder del IMSS; En lo referente al desarrollo urbano se da la construcción de los fraccionamientos de Constitución (1970-1975), Venta Prieta (1974) y Santa Julia (1975).
Tras las elecciones estatales de 1975 realizadas en dos jornadas. La primera jornada el 8 de diciembre de 1974, Otoniel Miranda Andrade del PRI resulta vencedor para el cargo de Gobernador de Hidalgo. Tras la segunda jornada realizada el 2 de noviembre de 1975, Luis Fuentes Núñez, gana el puesto para Presidente municipal de Pachuca para el periodo 1976-1979.
El 1 de abril de 1975 Otoniel Miranda Andrade, toma posecion como Gobernador de Hidalgo a escasos días del inicio de su gobierno, la situación en el estado se complicó se sucintan distintas protestas en su contra y se le acusa de represión. El Senado de México que tras presuntamente comprobar las acusaciones decretó la desaparición de poderes en el estado, quedando destituido como gobernador. El 29 de abril Raúl Lozano Ramírez es nombrado gobernador y convoca a nuevas elecciones.
Tras las elecciones estatales extraordinarias, resultando ganador Jorge Rojo Lugo para el periodo 1975-1981. Un poco después, Rojo Lugo es llevado a dirigir la Secretaría de la Reforma Agraria, donde su estancia solo fue de algunos meses, regresando a gobernar al Estado; mientras le suplió José Luis Suárez Molina.
En 1977 se inaugura la Terminal Central de Autobuses de Pasajeros de Pachuca. La Escuela Preparatoria n.º 3 de la UAEH inicio actividades el 10 de octubre de 1977. En 1978 es puesto en funcionamiento el Hospital General de Pachuca, también ese año se funda el Bioparque de Convivencia Infantil de Pachuca. Tras las elecciones estatales en Hidalgo de 1978, Ladislao Castillo Feregrino resulta elegido para Presidente municipal de Pachuca para el 1979-1982.
En 1979 se aplicaron los programas del fondo para la vivienda, lo que suscitó el desarrollo de los primeros fraccionamientos de interés social dirigidos a trabajadores, dentro de estos se encuentran las colonias Abasolo, Felipe Ángeles 1a y 2a secc, Venustiano Carranza, Céspedes, Reforma, El Chacón, Ciudad de los niños, Cuauhtémoc, José López Portillo, Francisco I. Madero, Nueva Francisco I. Madero, Javier Rojo Gómez, Santiago Jaltepec, Sostenes Rocha, Toro y Unión Popular.

### Años 1980

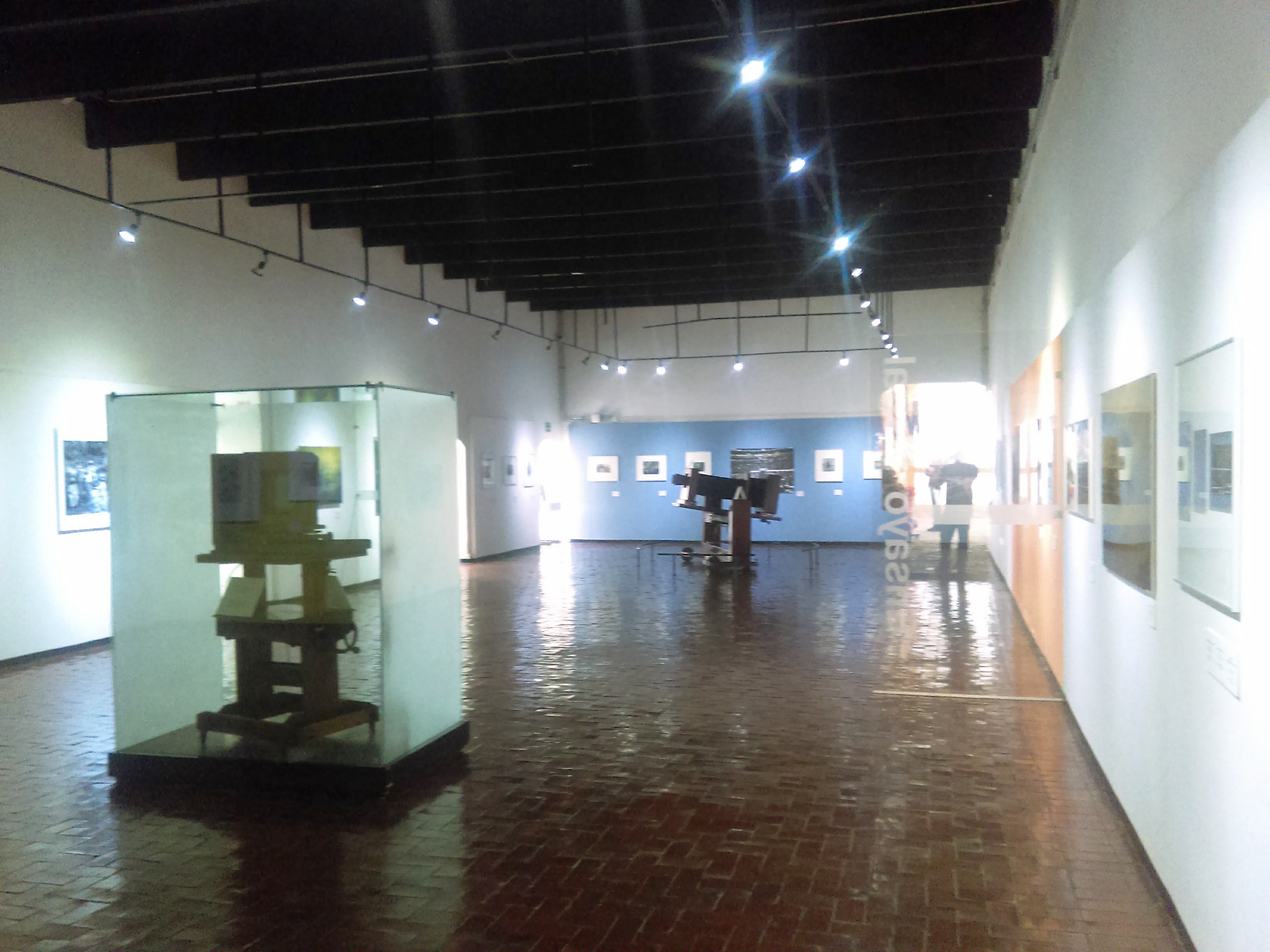
Museo Nacional de la Fotografía, inaugurado en 1984.

En 1980 se construye la Plaza de las Américas, que albergó a la primera tienda de autoservicio Supermercados Gigante, que anteriormente era ocupada por Supermercados Blanco.
Las elecciones estatales de 1981 fueron realizadas en dos jornadas. La primera jornada realizada el 18 de enero, Guillermo Rossell de la Lama del PRI resulta vencedor para el cargo de Gobernador de Hidalgo para el periodo 1981-1987. Tras la segunda jornada realzada el 8 de noviembre, Eduardo Valdespino Furlong, resulta elegido para Presidente municipal de Pachuca para el periodo 1982-1985.
En 1981 se crea el Canal 3 Pachuca (XHPAH-TV) y posteriormente, sale al aire la estación de radio en el 98.1 de FM (XHBCD-FM); y para 1982 se crea el organismo Radio y Televisión de Hidalgo.
Tras las elecciones estatales en Hidalgo de 1984, Ernesto Gil Elorduy, resulta elegido para Presidente municipal de Pachuca para el 1985-1988. En 1985 se da la remodelación del Mercado Benito Juárez y se traspasa a su actual localización enfrente del Edificio las Cajas Reales. Ricardo Hernández Fernández ocupa el cargo de Presidente municipal de Pachuca para el periodo 1987-1988.
El Archivo General del Estado de Hidalgo fue creado el 1 de diciembre de 1980 por Decreto Oficial e inaugurado en marzo de 1987. El Poliforum José María Morelos y Pavón es inaugurado el 1 de enero de 1987. La Zona de Preservación Ecológica Cerro del Lobo es decretada el 18 de julio de 1988, esta zona comprende 25.85 ha.
Tras las elecciones estatales de 1987 realizadas el 18 de enero. Adolfo Lugo Verduzco del PRI, resulta elegido para el cargo de Gobernador de Hidalgo para el periodo 1987-1993. En el mismo proceso electoral Adalberto Chávez Bustos, resulta elegido para ocupar el puesto de Presidente municipal de Pachuca para el periodo 1988-1991.
Se construyen los polos habitacionales Plutarco Elías Calles (1980), San Javier (1981), López Portillo (1981), Aquiles Serdán (1984), 11 de julio (1985), Pri-Chacón (1986), Juan C. Doria (1986), Unidad Minera (1987), y Villas de Pachuca (1989).

### Años 1990

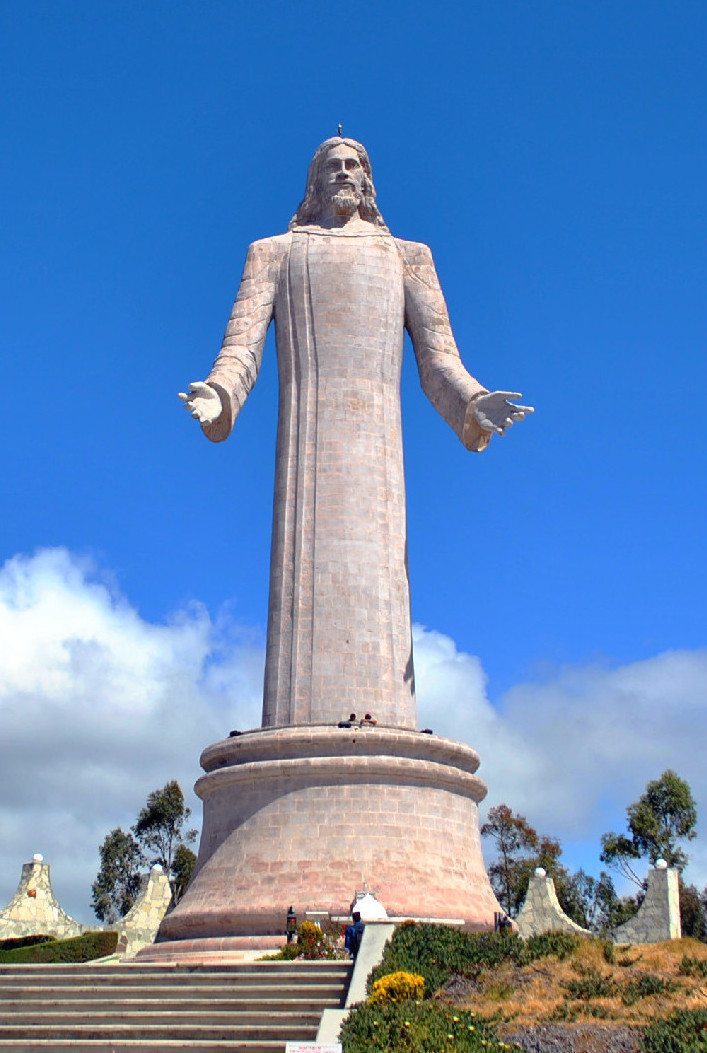
Cristo Rey de Pachuca, su fecha de inauguración es el 17 de abril de 1996.

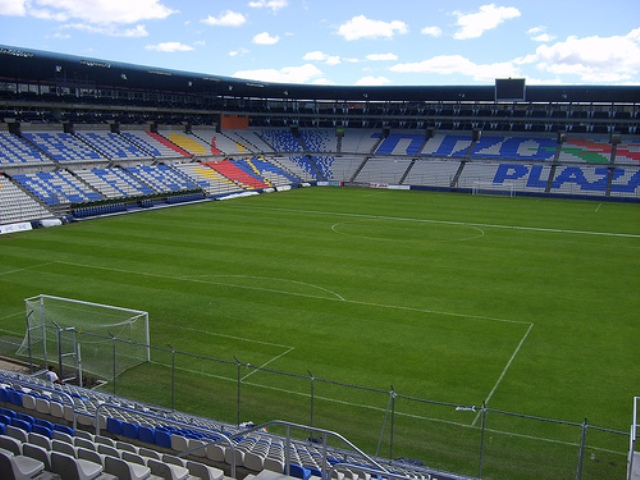
Estadio Hidalgo, inaugurado el 14 de febrero de 1993.

Tras las elecciones estatales en Hidalgo de 1990, Mario Viornery Mendoza, resulta elegido para Presidente municipal de Pachuca. Viornery estaría en funciones de 1991 a 1992, cuando ocupa el cargo Nicolás Gil Ochagavia 1992 a 1994.
El Teatro Guillermo Romo de Vivar fue reinaugurado el 1 de enero de 1991. En 1991 se construyó el centro comercial Perisur con la tienda Comercial Mexicana; subsecuentemente la Plaza Bella con los almacenes de Aurrera en 1992.
Tras las elecciones estatales de 1993 realizadas el  7 de febrero; Jesús Murillo Karam del PRI, resulta elegido para el cargo de Gobernador de Hidalgo, que tomaría posición el 1 de abril. En el mismo proceso electoral, Rafael Arriaga Paz, resulta elegido para ocupar el puesto de Presidente municipal de Pachuca para el periodo 1994-1997.
En 1993 se identifica el establecimiento de los nuevos conjuntos habitacionales Anáhuac, Arboleas de San Javier Res 3a y 4a secc, CTM Infonavit, Federalismo, Fraccionamiento Carmen, Lomas de Vista Hermosa, Magisterio Digno, Palmitas, Parque de Poblamiento, San Ángel, San Bartolo, San Cayetano, Las Flores y Tezontle.
El Teatro San Francisco formaba parte de las instalaciones del exconvento de San Francisco, fue adaptado como teatro por la constructora ICA e inaugurado el 15 de marzo de 1993. En 1993 se construye el Planetario del Estado de Hidalgo.
De 1993 hasta 1995 se creó el Instituto Hidalguense de Educación Media Superior y superior (IHEMSYS), el Bulevard Luis Donaldo Colosio, se inició la autopista Actopan–Pachuca, el par vial Mineral del Monte–Pachuca. Tras las elecciones estatales en Hidalgo de 1996, Juan Manuel Sepúlveda Fayad, resulta elegido para Presidente municipal de Pachuca para el periodo de 1997 a 2000.
En 1997 se construye de la sede del Tribunal Superior de Justicia y la Procuraduría. El Museo El Rehilete fue abierto al público el 28 de febrero de 1997. Jesús Murillo Karam gobernaría Hidalog, hasta 29 de noviembre de 1998, cuando Humberto Lugo Gil ocupa el caro de manera provisional. Lugo Gil gobernaría hasta el 31 de marzo de 1999.
De 1998 a 1999 se amplió y mejoró el Centro de Readaptación Social del Estado con cede en la ciudad; se modernizó el bulevar Felipe Ángeles; y las obras de la lateral del Río de las Avenidas, entre los bulevares Luis Donaldo Colosio y Javier Rojo Gómez; y se colocaron semáforos en las principales avenidas en la ciudad. La antigua estación de ferrocarril de Pachuca, el 1 de abril de 1999 se convirtió en Centro Cultural el Ferrocarril.

## SigloXXI

### Años 2000

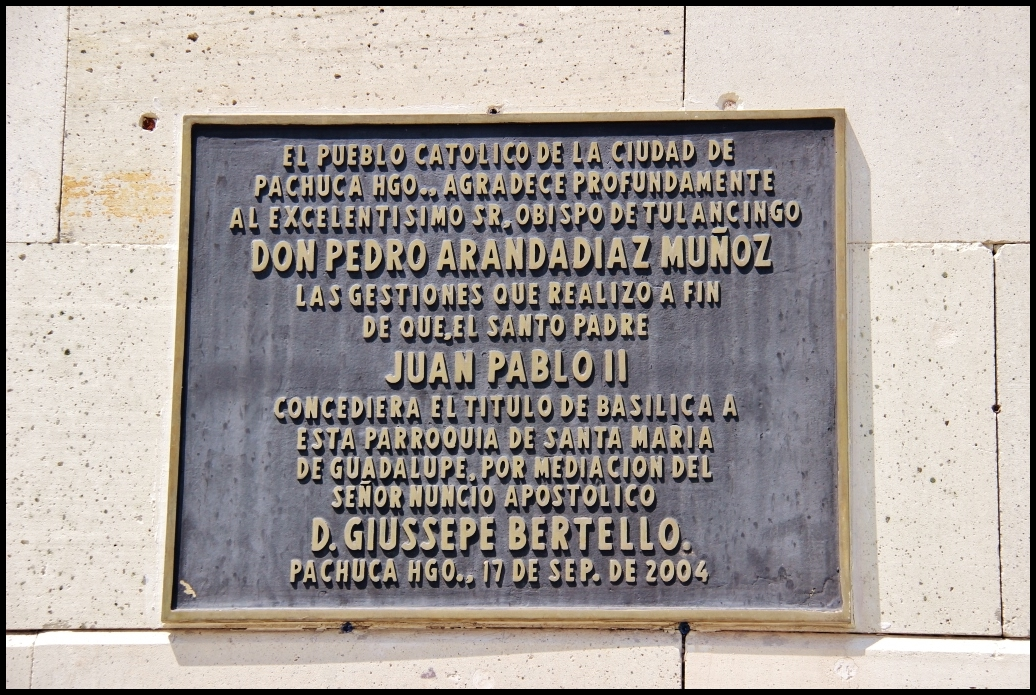
Placa conmemorativa en la Basílica Menor de Nuestra Señora de Guadalupe, en honor a Pedro Arandadiaz Muñoz por las gestiones realizadas para obtener la elevación a Basílica Menor.

Tras las elecciones estatales de 1999 realizadas el 21 de febrero; Manuel Ángel Núñez Soto del PRI, resulta elegido para el cargo de Gobernador de Hidalgo, para el periodo de 1 de abril de 1999 al 31 de marzo de 2005. En el mismo proceso electoral, José Antonio Tellería Beltrán del PAN, resulta elegido para ocupar el puesto de Presidente municipal de Pachuca para el periodo 2000-2003.
En el año 2000 se inician nuevos proyectos como Bosques del Peñar, Cipreses, Forjadores de Pachuca 3.ª Secc Fracc. 2, Fracc. La Colonia, las Águilas, Lomas de Chacón, Nuevo Hidalgo, Fracc Prismas I Y II, Fracc Punta Azul, U. ADM. y San Antonio. Tras las elecciones estatales en Hidalgo de 2002, Alberto Meléndez Apodaca del PRI, resulta elegido para Presidente municipal de Pachuca para el periodo de 2003 a 2006.
El 17 de septiembre de 2004 se anuncia la elevación de la Iglesia de La Villita al rango de Basílica Menor con el nombre Santa María de Guadalupe. En 2005 se desarrolló el proyecto Zona Plateada, y el Parque David Ben Gurión fue inaugurado el 13 de marzo de 2005.
Tras las elecciones estatales de 2005 realizadas en dos jornadas. En la primera realizada el 20 de febrero de 2005, Miguel Ángel Osorio Chong del PRI, resulta elegido para el cargo de Gobernador de Hidalgo, para el periodo de 1 de abril de 2005 al 31 de marzo de 2011. En la segunda jornada realizada el 13 de noviembre, Omar Fayad Meneses del PRI, resulta elegido para ocupar el puesto de Presidente municipal de Pachuca para el periodo 2006-2009.

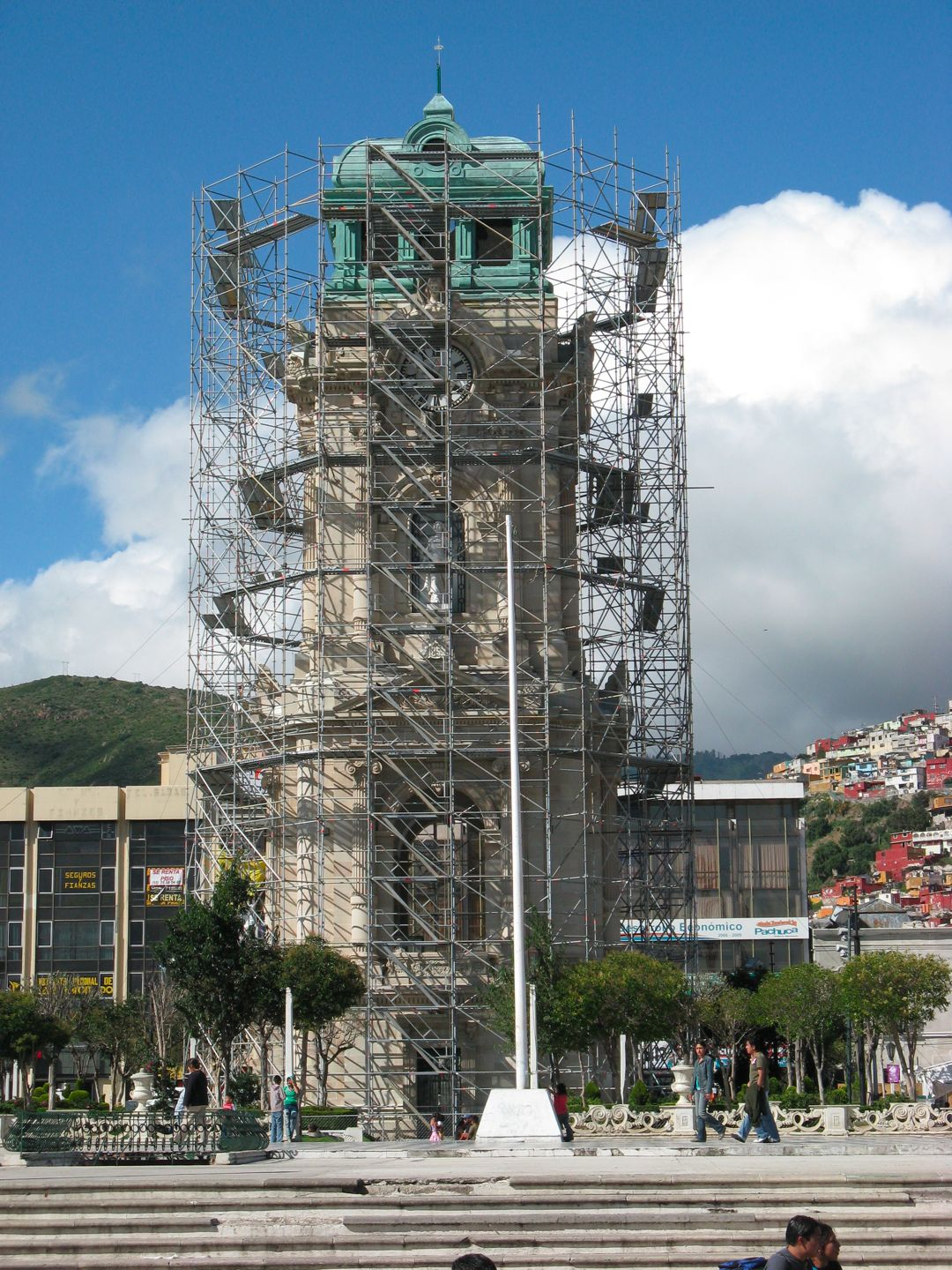
Reloj Monumental de Pachuca, durante su restauración en 2008.

En septiembre de 2006 la temporada de lluvias dejó inundaciones en las calles de la ciudad el agua alcanzó niveles de hasta 70 cm, afectando las colonias Santa Julia, 11 de julio, Tulipanes, Venta Prieta y Centro. En 2006 se presentó al Comité para la Preservación del Centro Histórico de la Ciudad de Pachuca, y los trabajos preliminares a la restauración arquitectónica del Reloj Monumental de Pachuca; el 11 de septiembre de 2007 se firmó el contrato y el 12 de noviembre de 2007, se empezó a trabajar en el sitio.
La presentación de los trabajos de remodelación realizados en Reloj Monumental de Pachuca se hizo el 15 de septiembre de 2008. En 2008 se inicia la construcción y remodelación de vialidades en toda la ciudad, destacando la construcción del Distribuidor Vial Bicentenario y el Distribuidor Vial Centenario de la Revolución, así como el entubamiento del Río de las Avenidas. Tras las elecciones estatales en Hidalgo de 2008 realizadas el 9 de noviembre, José Francisco Olvera Ruiz del PRI, resulta elegido para Presidente municipal de Pachuca.
El 6 de agosto de 2009 ocurren dos enfrentamientos en Mineral de la Reforma, municipio colindante con Pachuca. Todo comenzó en la tarde, cuando personal de la rocuraduría General de la República solicitó apoyo a la Seguridad Pública Estatal de Hidalgo para buscar a dos agentes federales reportados como desaparecidos. Por indagaciones que realizaron, se encontró en Pachuquilla varios vehículos con individuos armados, al arribar los elementos policiales fueron recibidos con disparos de fuego y con gradas de fragmentación por lo que se repelieron la agresión en un intercambio de disparos que duró alrededor de veinte minutos.
Esta persecución y un tiroteo se realizó cerca del Autódromo Moisés Solana. Unos kilómetros de distancia de donde se registró la primera balacera, en la zona de La Calera hubo otra. Once personas perdieron la vida, entre ellos dos policías estatales. Los policías y los funcionarios reportados como desaparecidos fueron hallados horas después en Pachuca.
El 15 de octubre del 2009 se creó la Comisión Metropolitana de Pachuca, integrada por once municipios: os municipios que la integran son: siete de la zona metropolitana (Pachuca de Soto, Zapotlán de Juárez, Zempoala, Epazoyucan, San Agustín Tlaxiaca, Mineral del Monte y Mineral de la Reforma) y cuatro de los municipios restantes (Tizayuca, Tolcayuca, Villa de Tezontepec y Mineral del Chico). El 23 de noviembre de 2009 se inaugura el Dinoparque de Pachuca localizado a un costado del Museo El Rehilete.
José Francisco Olvera Ruiz presentó su licencia para contender por la candidatura del PRI al gobierno de Hidalgo. Se designó como edil interino al regidor Roberto Hernández Mares del 1 al 20 de abril. Después nombrar como titular del Ayuntamiento de Pachuca para el periodo de 2010 a 1012 a Geraldina García Gordillo, la primera mujer en ocupar dicho cargo.
El 17 de abril de 2010 una avioneta, de la escuela de aviación Aeropacífico A.C que despegó del aeropuerto Aeropuerto Nacional Ing. Juan Guillermo Villasana con rumbo a Acapulco, se atoró en unos cables de alta tensión y cayó. El incidente ocurrió alrededor de las 10:30 a. m. en los fraccionamientos al sur de la ciudad, y ocasionó una fuerte movilización de todos los cuerpos de seguridad incluido el Ejército Mexicano. De acuerdo con las autoridades, perdieron la vida dos personas, y dos más resultaron heridas.
Tras las elecciones estatales de 2010, Francisco Olvera Ruiz, es electo Gobernador de Hidalgo; para el periodo 2011-2016. El 15 de septiembre de 2010 el Reloj Monumental de Pachuca cumplió 100 años, conmemoración que se llevó a la par con los festejos del Bicentenario de la Independencia Mexicana. Por esto las autoridades municipales de Pachuca realizaron un acto conmemorativo. El Monumento la Victoria del Viento en la Plaza Bicentenario, es inaugurado el 23 de septiembre de 2010. La Rotonda de los Hidalguenses Ilustres, se inauguró el 16 de noviembre de 2010 y se realizaron los festejos por el Centenario de la Revolución Mexicana.

### Años 2010

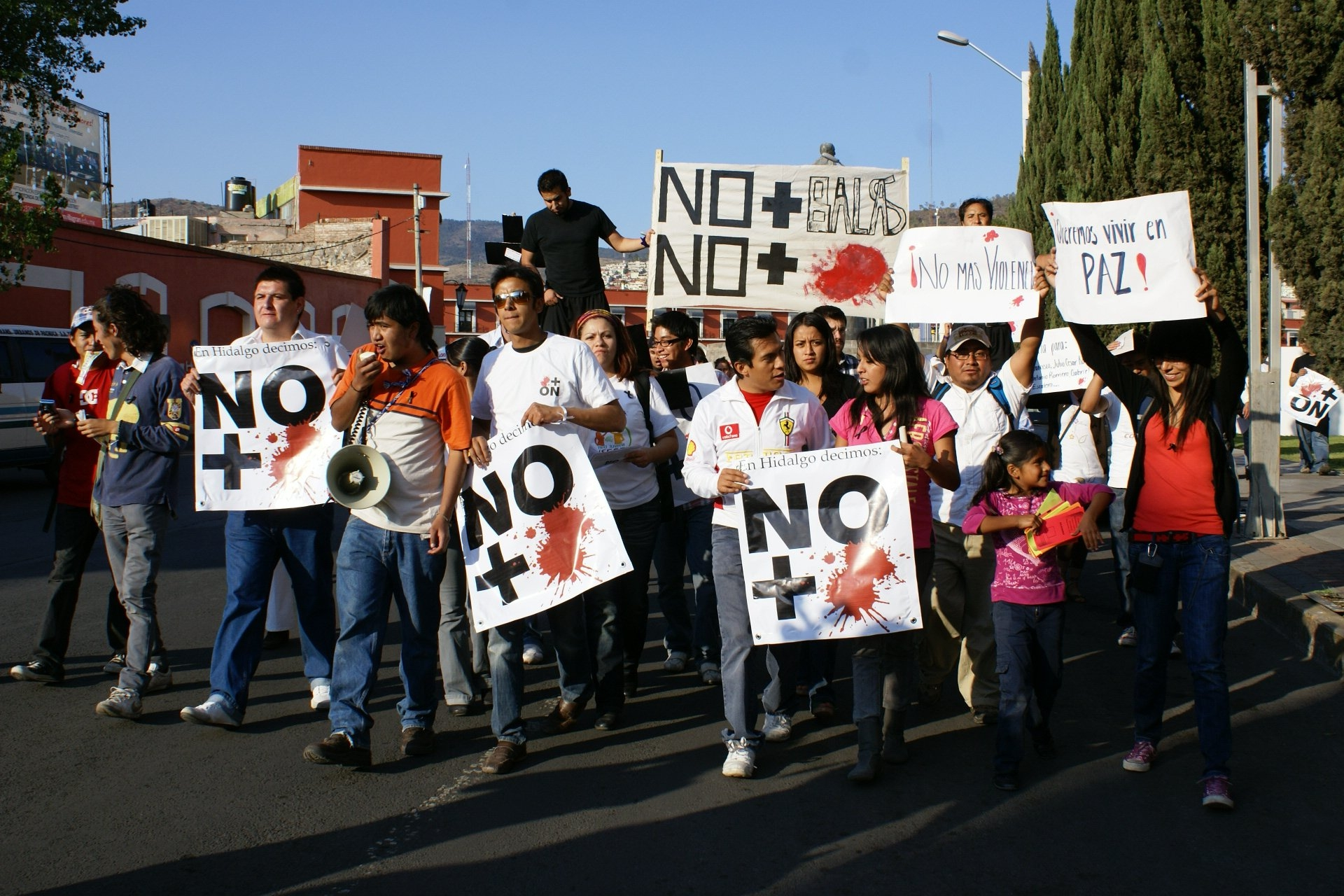
Manifestación por las calles de la ciudad. De 2009 a 2012, la delincuencia organizada ha marcado su presencia en todo el estado de Hidalgo; en respuesta a la guerra contra el narcotráfico en México.

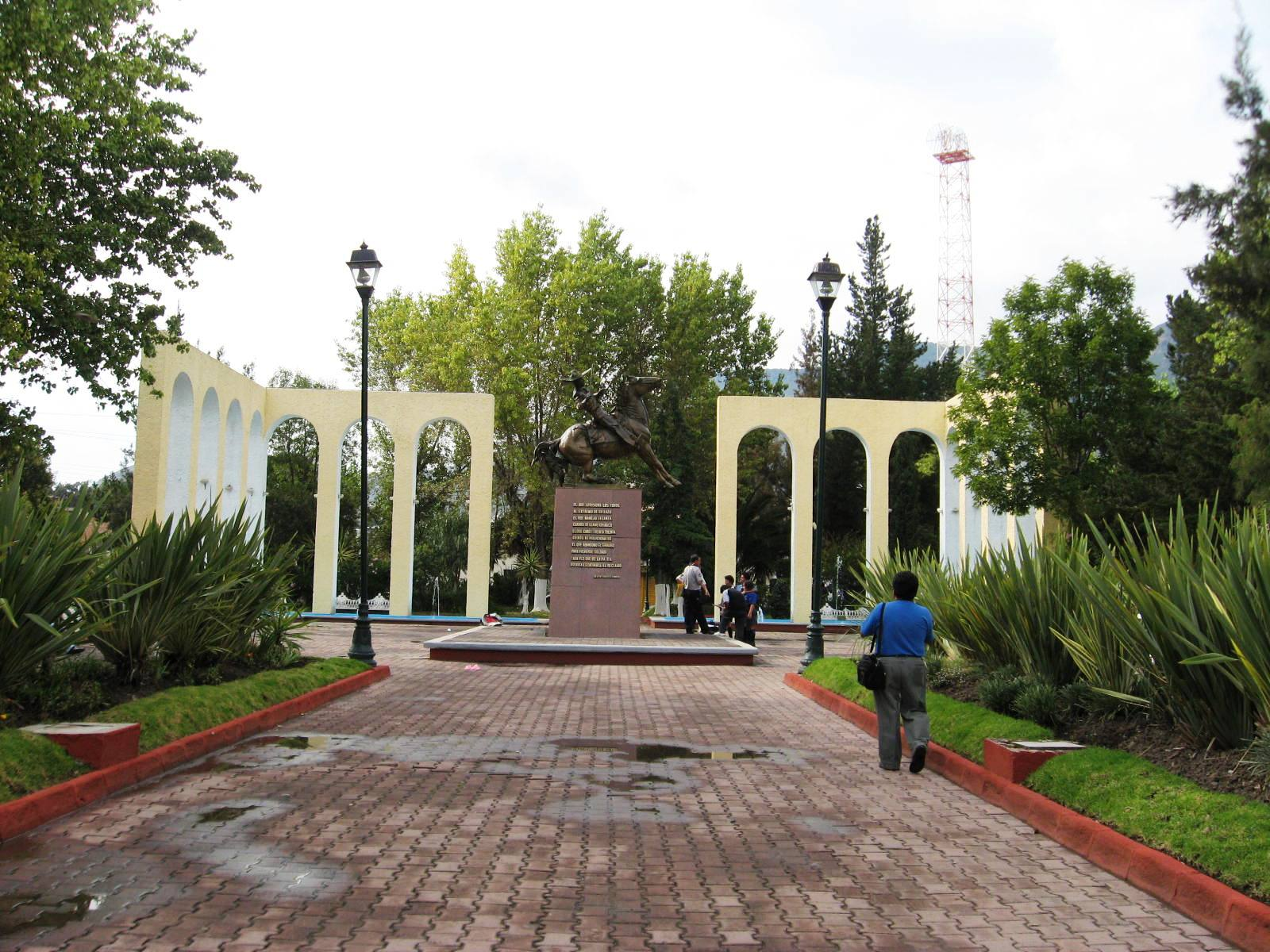
Antiguo Jardín del Charro, entre 2014 y 2015 tras una remodelación cambia de nombre a Parque La Familia y el monumento al charro fue trasladado al Lienzo Charro "Cuna de la Charrería".

El 28 de abril de 2011 se registró un enfrentamiento entre un grupo armado y policías, cerca de las 10:10 p. m. los hechos se registraron en las inmediaciones del Mercado El Parián. Por este hecho se realizó la detención de veintinueve personas presuntamente ligadas a Los Zetas. El 3 de julio se llevaron a cabo las elecciones estatales de 2011 donde fueron elegidos los 84 Presidentes Municipales, en Pachuca el candidato de la coalición Juntos por Hidalgo (PRI, PVEM, PANAL), Eleazar García Sánchez resultó elegido Presidente municipal.
El 15 de octubre de 2011 alrededor de treinta personas se manifestaron en solidaridad con el movimiento de Indignados y como parte de la movilización mundial; el contingente se expresó alrededor del Reloj Monumental para finalmente estacionarse afuera del Edificio Bancomer. El 31 de mayo de 2012 a las 02:40 a. m. una granada estalló en las instalaciones del cuartel de la policía ubicado el zona de La Paz, lo que dejó como saldo una patrulla dañada. De mayo a junio de 2012, hubo distintas manifestaciones como parte del Movimiento Yosoy132. El 12 de diciembre de 2012 internos del Centro Tutelar para Menores de Pachuca, comenzaron una protesta, la manifestación provocó la intervención de la Fuerza de Tarea de la Policía del estado quien ingresó al tutelar para controlar la situación.
El 9 de febrero de 2013 maestros de la sección XV del SNTE, marcharon por las principales avenidas de Pachuca en repudio a la reforma educativa. En 2014 la Universidad Autónoma del Estado de Hidalgo se unió a las distintas marchas por los 43 normalistas desaparecidos de Ayotzinapa. El 27 de mayo de 2015 un incendio se desató en la mina San Juan Pachuca, el incendio comenzó alrededor de la 01:30 a. m. el fuego quedó sofocado a las 6:00 a. m.
El 16 de agosto de 2015, el Tuzobús fue inaugurado y puesto en funcionamiento. El 7 de enero de 2015 se iniciaron las obras de construcción del Centro Cultural El Reloj, que fue inaugurado el 30 de marzo de 2016, así como también se reabrió la Plaza Independencia después de su remodelación.
El 31 de marzo de 2016 se incendió el Mercado 1.º de mayo, el incendio comenzó poco antes de las 02:24 a. m. Tras las elecciones estatales de 2016 realizadas el 5 de junio; Omar Fayad Meneses del PRI, resulta elegido para el cargo de Gobernador de Hidalgo, para el periodo del 5 de septiembre de 2016 al 5 de septiembre de 2022. En el mismo proceso electoral, Yolanda Tellería Beltrán del PAN, resulta elegido para ocupar el puesto de Presidente municipal de Pachuca para el periodo 2016-2020.
Entre el 4 y 5 de enero de 2017 se suscitaron distintas protestas por el aumento al precio de la gasolina, y distintas tiendas departamentales cerraron para evitar saqueos como los ocurridos en el Valle del Mezquital. La Terminal Central de Autobuses de Pasajeros de Pachuca suspendió las corridas que van de Pachuca con rumbo al Valle del Mezquital.
En 2017 el terremoto del 19 de septiembre en México se sintió en la ciudad, no hubo daños personales. Sin embargo, fueron reportadas cuarteaduras y fisuras en distintos sitios de la ciudad. El día 21 de septiembre de 2017 a las 11:40 a. m. el Palacio de gobierno, Palacio Municipal y los hospitales del IMSS y del ISSSTE fueron evacuados después de que se activaran las alertas sísmicas de dichos lugares. El día 24 de septiembre de 2017 el techo de azotea de una vivienda deshabitada del barrio Las Lajas en la calle Pedro Escobedo, esto fue ocasionado por el sismo del 19 de septiembre y por la antigüedad de la vivienda.

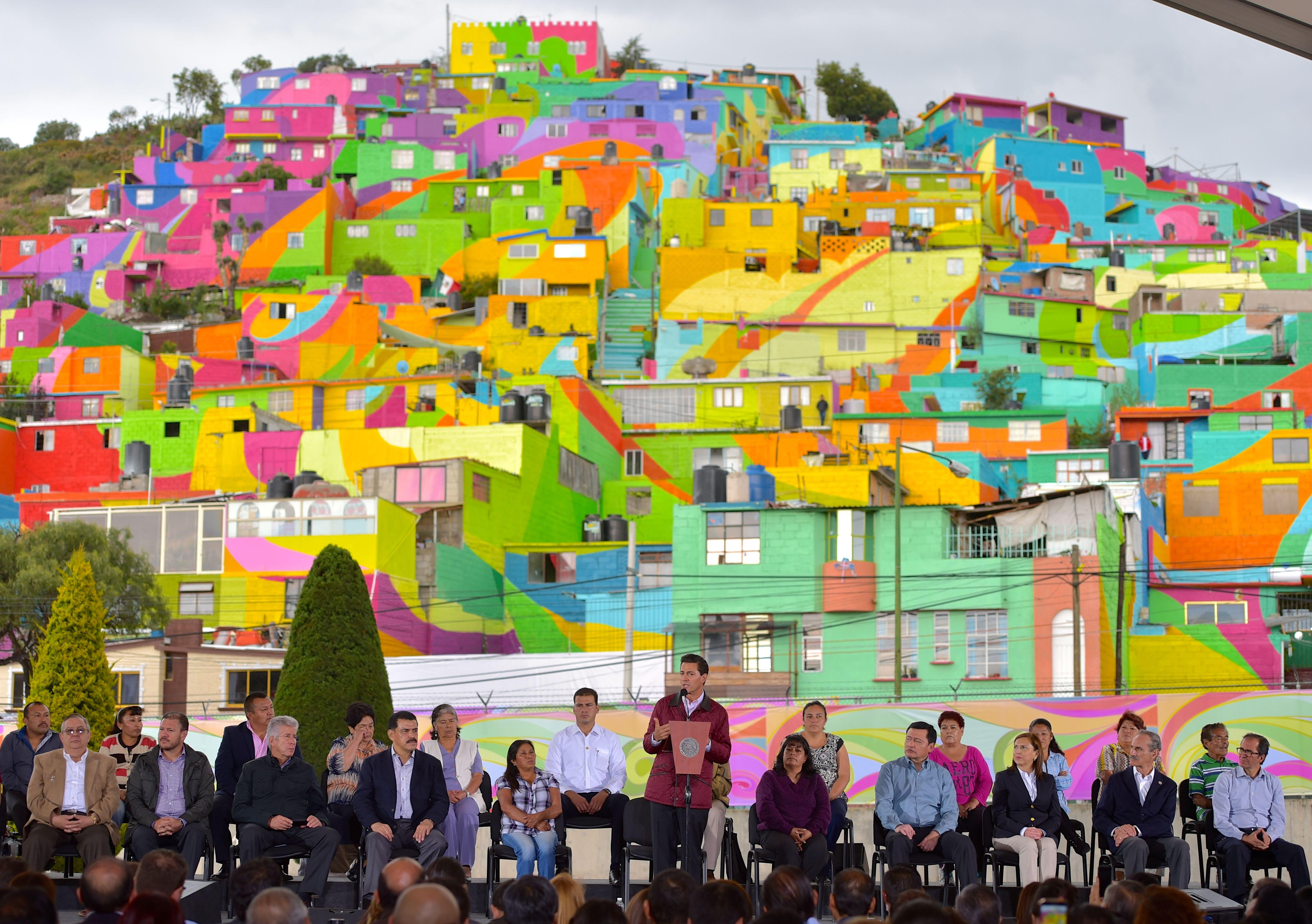
Inauguración del el Macromural de Pachuca el 31 de agosto de 2015.

El 6 de diciembre de 2017 en la Plaza Constitución a las 08:00 p. m., agremiados a la Federación de Organizaciones Independientes de Hidalgo (Foideh) arribaron para instalarse por la ventas decembrinas, lo que causó momentos de tensión con ambulantes de otras agrupaciones. Elementos de la Secretaría de Seguridad Pública Municipal tuvieron que intervenir para evitar que se suscitara un enfrentamiento. El 8 de diciembre los comerciantes del Foideh pretendían instalarse en la Plaza Constitución y Plaza Independencia. Pero debido al conflicto que persiste con el Ayuntamiento de Pachuca, por la prohibición de la instalación de puestos ambulantes, elementos de la policía municipal y estatal, lo impidieron. Lo que resultó en un enfrentamiento entre estos y detenido el dirigente de la organización. El 4 de marzo de 2018, sindicatos de la Universidad Autónoma del Estado de Hidalgo (UAEH), iniciaron una huelga a las 12:00 horas, el 10 de marzo a las 22:00 horas concluyó la huelga, luego de llegar a un acuerdo de un incremento del 3.4 % de aumento al salario y 5 % de vales de despensa.
El 12 de mayo de 2018 cerca de las 06:00 p. m. comenzó un incendio en la Estación de Transferencia y tiradero a cielo abierto, ubicado en el predio La Cañada en Mineral de la Reforma; el cual fue clausurado horas antes por la Secretaría de Medio Ambiente y Recursos Naturales de Hidalgo por presentar irregularidades. El 15 de mayo se suspendieron actividades escolares en todos los niveles educativos reanudando el 18 de mayo. La contingencia ambiental en general duro seis días, se reportaron al menos 253 personas afectadas por el incendio.
El 18 de febrero de 2019 a las 12:00 p. m. los 1400 trabajadores del Sindicato Único de Trabajadores al Servicio del Municipio de Pachuca (SUTSMP), estallaron en huelga en todas las instalaciones del Ayuntamiento de Pachuca de Soto. Debido a la falta de acuerdos en la revisión contractual y de aumento de salario por parte de la administración municipal. El 4 de abril de 2019, las partes en el conflicto, lograron un acuerdo para reiniciar las actividades a partir de  las 08:30 a. m.
El 5 de noviembre de 2019 estudiantes se manifestaron en la Marcha del Dolor, Ni Una Menos, convocada por la Universidad La Salle Pachuca, alrededor de mil estudiantes lasallistas y de la Universidad Autónoma del Estado de Hidalgo, exigiendo justicia y mayor seguridad. El 10 de octubre de 2019, distintas personas marcharon por las principales calles de Pachuca, solicitado el apoyo de las autoridades correspondientes para localizar a sus familiares que han reportado como desaparecidos. El 14 de noviembre, alrededor de tres mil estudiantes de diversas instituciones como la de UAEH, IPN, UPN, UPP e ITLA; se reunieron en el Reloj Monumental de Pachuca y caminaron hacia la Plaza Juárez; marcharon en calles del centro de la ciudad para demandar mayor seguridad y justicia por los recientes casos de personas desaparecidas.

### Años 2020
El 2 de enero de 2020, fuertes ráfagas de viento  calculadas entre los 80 y 100 kilómetros por hora; un anuncio espectacular cayó en bulevar Colosio, a la altura del cruce con bulevar G Bonfil, y un árbol cayó sobre un coche estacionado en la calle Rogelio Meraz de la colonia Periodistas. El 10 de enero de 2020 se detuvo el sistema de recolección de basura que ofrece la empresa Tecmed, debido al bloqueo que ejidatarios mantienen en el acceso al relleno sanitario de El Huixmí. Los municipios de Zapotlán, Mineral del Chico y San Agustín Tlaxiaca tampoco podrán depositar ahí sus desechos sólidos. Los ejidatarios acusan adeudo de 270 mil pesos por la renta correspondiente a enero.
El 18 de marzo de 2020 se puso en funcionamiento el Hospital de respuesta inmediata Covid-19 en Pachuca de Soto, para manejar la  pandemia de enfermedad por COVID-19 en el estado de Hidalgo. El hospital inflable, elaborado con tejidos de alta resistencia con cloruro de polivinilo (PVC) y filtros para garantizar la pureza del aire; puede atender un total de 50 pacientes 40 en hospitalización y 10 en terapia intensiva. El 19 de marzo de 2020, se confirmaron los primeros dos casos de COVID-19 en el estado de Hidalgo, detectados en Pachuca y Mineral de la Reforma. El 27 de marzo se reportó la primera muerte en Pachuca de Soto.
El 7 de mayo de 2020 poco después de las 06:00 p. m. se suscito una fuerte lluvia con granizo que derivó en encharcamientos e inundaciones en varios puntos de Pachuca y Mineral de la Reforma; con inundaciones que rebasaron los cuatro metros y medio en los desniveles de Río de las Avenidas y de hasta un metro de altura en varios puntos de la zona metropolitana de Pachuca.